# Occitan
Pour les articles homonymes, voir Langue d'oc.
« Oc » redirige ici. Pour les autres significations, voir OC.
Ne doit pas être confondu avec Langues d'Occitanie ou Patois.
L’occitan ou langue d’oc (en occitan : occitan , lenga d'òc ) est une langue romane parlée dans le tiers sud de la France, les Vallées occitanes (Piémont et Ligurie) et Guardia Piemontese (Calabre) en Italie, le Val d'Aran (Catalogne) en Espagne et à Monaco. L'aire linguistique et culturelle de l'occitan est appelée l’Occitanie ou Pays d'Oc.
Au cours de son histoire, l'occitan a connu différentes appellations générales, notamment provençal,, limousin, gascon, catalan, languedocien, roman. L'appellation de langue provençale est celle récemment employée avant l'usage, plus courant aujourd'hui, de langue occitane.
L'occitan a connu son âge d'or entre les XIe et XIIIe siècles grâce à sa littérature et surtout aux compositions des troubadours qui ont eu du succès dans toute l'Europe. Ainsi, l'occitan peut être considéré comme une des grandes langues de culture,,,,,.
L'occitan était toujours la langue principale des Occitans jusqu'à la première moitié du XXe siècle, lors de l'intensification de la substitution linguistique à la suite de politiques linguicides. Elle souffre encore du désintérêt de l'État français et est aujourd'hui en danger d'extinction,,.
Les estimations du nombre de locuteurs d'occitan actuels sont extrêmement divergentes selon les sources, toutefois l’occitan ressort comme la langue régionale la plus parlée en France,.
Des mesures d'encouragement à sa transmission et à sa valorisation ont été prises récemment dans plusieurs pays. En effet, comme toutes les autres variétés d’occitano-roman (à l'exception du catalan), l'occitan est classé par l'UNESCO en 2010 parmi les langues en danger, c'est-à-dire que l’absence d’encouragement officiel de sa pratique peut causer sa disparition.

## Étymologie
Le terme « langue d'oc » et son équivalent latin lingua occitana sont attestés à la fin du XIIIe siècle pour désigner les régions de France situées au sud de la Loire. De ce terme latin est issu le mot occitain (attesté en 1628, 1644 et 1655) qui est une forme d'oïl, le suffixe -anum y ayant régulièrement abouti à -ain (exemple foranus > forain), alors qu'il donne régulièrement -an en langue d'oc, d'où « occitan » qui s’est imposé chez les romanistes dans la seconde moitié du XXe siècle.

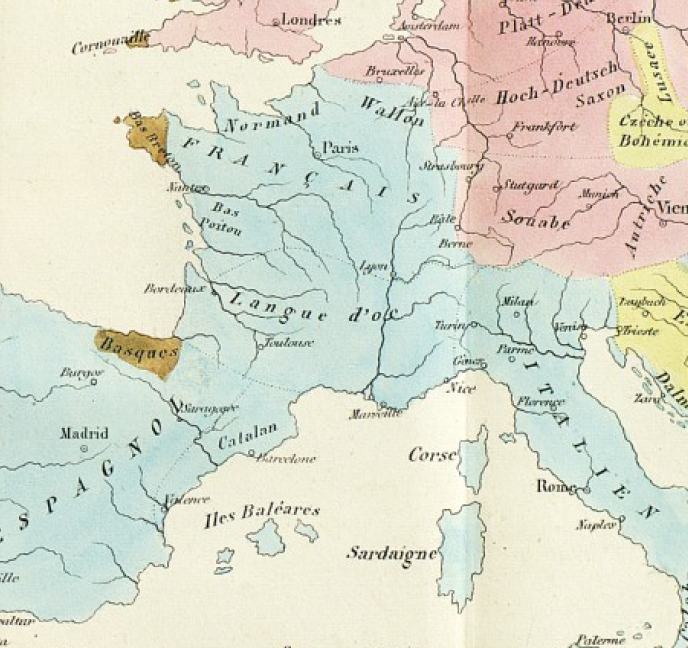
Carte des langues d'Europe selon le marquis d’Argenson (1859).

« Langue d'oc », « occitan » et « provençal » (ce dernier terme étant vieilli et renvoyant aujourd'hui plus précisément au dialecte occitan parlé en Provence) sont synonymes dans la linguistique romane. La totalité du mouvement culturel depuis le XIXe siècle parle d'occitan ou de langue d'oc. Ces deux termes sont synonymes et sont employés conjointement dans les textes administratifs français récents. Les textes administratifs espagnols, et italiens n'utilisent que le mot occitano.
Le terme « occitanien » semble tombé en désuétude.

## Origines de l’occitan
Avant l'arrivée des Romains, les populations de ce que l'on appelle aujourd'hui Occitanie parlaient une langue mêlant éléments bascoïdes et celtiques. À la suite de la domination romaine, les populations locales adoptent un latin populaire. Ce processus fort complexe dans son déroulement prend plusieurs siècles. Cette langue évolue en se superposant aux parlers autochtones qui finiront par être absorbés et assimilés. De par son emplacement stratégique au sein de l'Empire romain d'occident, l'administration et les colons romains (originaires de Rome et du Latium) vont amener dans cette région leur usage du latin classique. La chute de l'Empire romain d'Occident, au Ve siècle, et les invasions barbares aboutissent à la transformation du latin en un certain nombre de parlers nouveaux dont l'occitan. La formation de la langue d'oc a été favorisée par certaines circonstances qui ont donné à l’occitan son originalité :
- la structure orographique ; l’espace occitan se caractérise par son emplacement au sein de barrières naturelles que sont la mer Méditerranée et l’océan Atlantique ainsi que les remparts naturels des montagnes : Massif central, Pyrénées, Alpes[58] ;
- l'ancienne présence de « marches séparantes » entre les populations ; zones ultra-sèches[58] (plateau désertique aragonais), forêts épaisses séparant le Nord du Sud de la France sauf aux abords de l’océan (la Brenne, la Sologne, le Bourbonnais, le Nivernais, la Bresse, le Jura central…), marais ou landes impropres à l’agriculture et rebelles à toutes colonisations étrangères (régions entre Loire et Garonne – marais breton et poitevin –) ;
- la fixité des peuples préhistoriques et protohistoriques[58] et le substrat bascoïde marqué[57] ;
- leur moindre celtisation. « L’apport gaulois […] n’a modifié le peuplement de [l'actuelle France] que dans le nord, l’est, le centre, Celtica-Belgica. »[59]. Pour le linguiste A. Lebrun, l’Occitanie aurait acquis une spécificité ethnique avant l'arrivée des populations celtes au VIe siècle av. J.-C. et elle aurait été faiblement celtisée. Par la suite elle fut fortement romanisée à partir du IIe siècle av. J.-C.[60] Les populations celtes furent peu importantes mais la celtisation s’est implantée plus durablement dans le Massif central et les Alpes. Plusieurs mots dont le sens a parfois évolué proviennent cependant du gaulois alors qu'ils sont absents dans le français moderne, ex: còbra (cobro), regon (rica), vibre (bebros), balma (balma), etc.
- une longue et profonde romanisation. Selon M. Müller « la bi-partition linguistique de la France commence avec la romanisation même »[61].
- un lexique original : bien que celui de l’occitan se situe à mi-chemin entre le gallo-roman et l’ibéro-roman[62], il « possède […] quelque 550 mots hérités du latin qui n’existent ni dans les parlers d’oïl ni en francoprovençal » ;
- une faible germanisation (contrairement au gallo-roman)[61] : « le lexique francique » et son influence phonétique « s’arrête […] assez souvent » au sud de la ligne oc/oïl[61]. Selon le romaniste Walther von Wartburg, le superstrat gotique de l'occitan est déterminant[63].
- une longue et précoce période de convergence politique et sociale durant plus de cinq siècles, depuis le haut-Moyen Âge jusqu'au début du XIIIe siècle[64]. Plusieurs familles régnantes de ces territoires se sont affrontées ou soutenues dans le but d'une unification[65],[66]. Citons les Carolingiens dont Louis le Pieux avec le royaume d'Aquitaine (VIIIe-IXe siècle), puis le duché aquitain tenu par les Guilhelmides (IXe-Xe siècle) puis par les Ramnulfides (XIe-XIIe siècle).
- une certaine unité politique du XIe au XIIIe siècle, dans la mesure où la plupart des pays de langue d'oc ont été sous l'autorité ou sous l'influence des comtes de Barcelone, branche cadette des ducs d'Aquitaine. Ils ont réuni dans leurs mains, la Catalogne, le Languedoc, le Roussillon, le Rouergue, le Velay, le Carladez, la Provence, tout en étant alliés très proches des comtes de Toulouse et des vicomtes de Limousin. En particulier depuis l'époque de Raimond-Béranger III, comte de Barcelone, de Provence, de Gévaudan, de Rodez, de Millau, et de Carlat (1082-1131) où s'épanouit la littérature courtoise et des troubadours occitans, jusqu'à l'époque de Alphonse II d'Aragon, comte de Barcelone, de Roussillon, de Provence, de Rodez, de Gévaudan, vicomte de Millau, et de Carlat (1157-1196), avec des cours littéraires toujours très brillantes qui ont fait émerger et diffusé une langue occitane poétique et savante[67].
- le développement de nombreux échanges commerciaux en Occitanie dès le début du Moyen Âge[68].
- la mobilité précoce des populations due au développement économique ainsi qu'à l'expansion démographique ayant pour conséquence la création de nouvelles agglomérations rurales ou urbaines dès les XIe et XIIe siècles[69] (sauvetés, castelnaus, bastides et villes franches).
- la circulation constante et régulière des hommes entre régions occitanes[70] due à la saisonnalité du travail, à la transhumance, au commerce, au besoin de refuge,... du Moyen Âge à la révolution industrielle. Ces échanges sont attestés à partir du XIIIe siècle, même s'ils ont pu exister avant, et ils se sont prolongés jusqu’au XIXe siècle. C'est pour cela que l'occitan n'a pas connu d'émiettement linguistique comme d'autres langues voisines, notamment le français-langue d'oïl, l'arpitan, ou le gallo-italique.

Les appellations d’anciennes provinces ont servi à désigner des variantes de l’occitan, bien que les aires géographiques ne correspondent qu’approximativement. Leur délimitation géographique et leur caractérisation peuvent varier selon les auteurs : l’auvergnat, le dauphinois, le gascon, le languedocien (séparé parfois du guyennais au nord), le limousin, le provençal. L'appartenance du catalan et du gascon au domaine occitan est débattue.

## Historique

Les langues de la Galloromania.
1 Limite actuelle de l’occitan
2 Extension de l’occitan avant le XIIIe siècle (Poitou, Saintonge, Maurienne, Piémont).

L’occitan fut très tôt, dès le Moyen Âge classique, une langue administrative et juridique concurrente du latin. La langue occitane est connue pour sa riche littérature à partir du XIIe siècle, époque où les troubadours vont commencer à la rendre illustre dans toutes les cours d'Europe, comme Richard Cœur de Lion, roi d'Angleterre et duc d'Aquitaine, occitanophone de naissance grâce à sa mère Aliénor d'Aquitaine. Dès le XIIIe siècle, l’occitan est utilisé comme langue scientifique (traités de médecine, de chirurgie, d’arithmétique...). Elle fut aussi une langue utilisée pour les échanges commerciaux internationaux,.
L'occitan est à l’origine d’une importante production culturelle et d'une littérature qui s'étend de façon ininterrompue sur plus de mille ans depuis les trobairitz et troubadours jusqu'à aujourd'hui, couvrant un grand nombre de genres littéraires (romans en vers ou en prose, arts poétiques -Las razos de trobar, Las leys d'amor…-, théâtre baroque, livret d’opéra, roman philosophique, chroniques, biographies des troubadours -les vidas-, vies de saints, textes épiques - la Chanson de la Croisade des Albigeois notamment -, grammaires…), ainsi que de nombreux essais et des ouvrages sur des sujets très divers (liturgie et théologie, droit, agronomie, chasse, gastronomie, médecine, histoire, sciences…). Un des points culminants de l'histoire littéraire de l'occitan a été l'attribution du prix Nobel de littérature à Frédéric Mistral en 1904 pour son poème Mirèio : Pouèmo prouvençau. Depuis le XIXe siècle elle est, sur le plan international, un sujet d'études académiques assez répandu.
Comme toutes les langues, l'occitan est composé de dialectes. La négation de l'existence de la langue occitane par la mise en avant systématique de son caractère dialectal, et l'utilisation du terme équivoque de patois, ont conduit les Occitans à avoir honte de parler leur langue. Ce phénomène est appelé de manière populaire « la vergonha », et de manière scientifique schizoglossie. Encore aujourd'hui, de nombreux locuteurs naturels considèrent qu'ils ne parlent pas le bon occitan ou que l'occitan n'est pas une langue,,.
Le linguiste Alain Rey indique que la « langue d'oc est, dès ses premières manifestations au XIe siècle, une langue classique (jusqu'au XVe siècle) sans prédominance d'un dialecte sur l'autre ; elle présente, en outre, une grande unité, avec des variantes dialectales minimes. C'est la langue des troubadours et des troubaïritz [...], langue littéraire et poétique par excellence, formée probablement avant l'an mil ».
Il n’existe plus de langue occitane standard depuis le XVIe siècle. L’occitan a été la première langue romane en voie de standardisation,,,. Si la koinè occitane est un mythe[non neutre], des scriptas régionales ont existé et des conventions graphiques ont circulés entre l'Atlantique et les Alpes (lh, nh, etc.)[source insuffisante]. C'était une forme supradialectale de l’occitan qui n'a pas survécu pour des raisons politiques et historiques. Par la suite, plusieurs formes dialectales ont connu des destinées prestigieuses mais aucune n'a réussi à supplanter les autres. À partir du XIXe siècle, il y a eu des tentatives non abouties de créer un occitan standard à partir d'un des dialectes de l'occitan[réf. souhaitée]. À l'heure actuelle, plusieurs standards régionaux sont à un stade avancé d'élaboration. Dans une vision pluricentrique de la langue, une convergence de ces standards régionaux pourrait aboutir à un occitan général standard.
Langue d'écrits officiels en Occitanie et dans des régions voisines, parfois jusqu’à l’époque contemporaine, elle fut remplacée progressivement par le français, l'espagnol ou l’italien. Le recul de l’écrit officiel a précédé celui de l’usage oral, lié à une politique de dévalorisation et de répression, qui met la langue en danger d’extinction,.

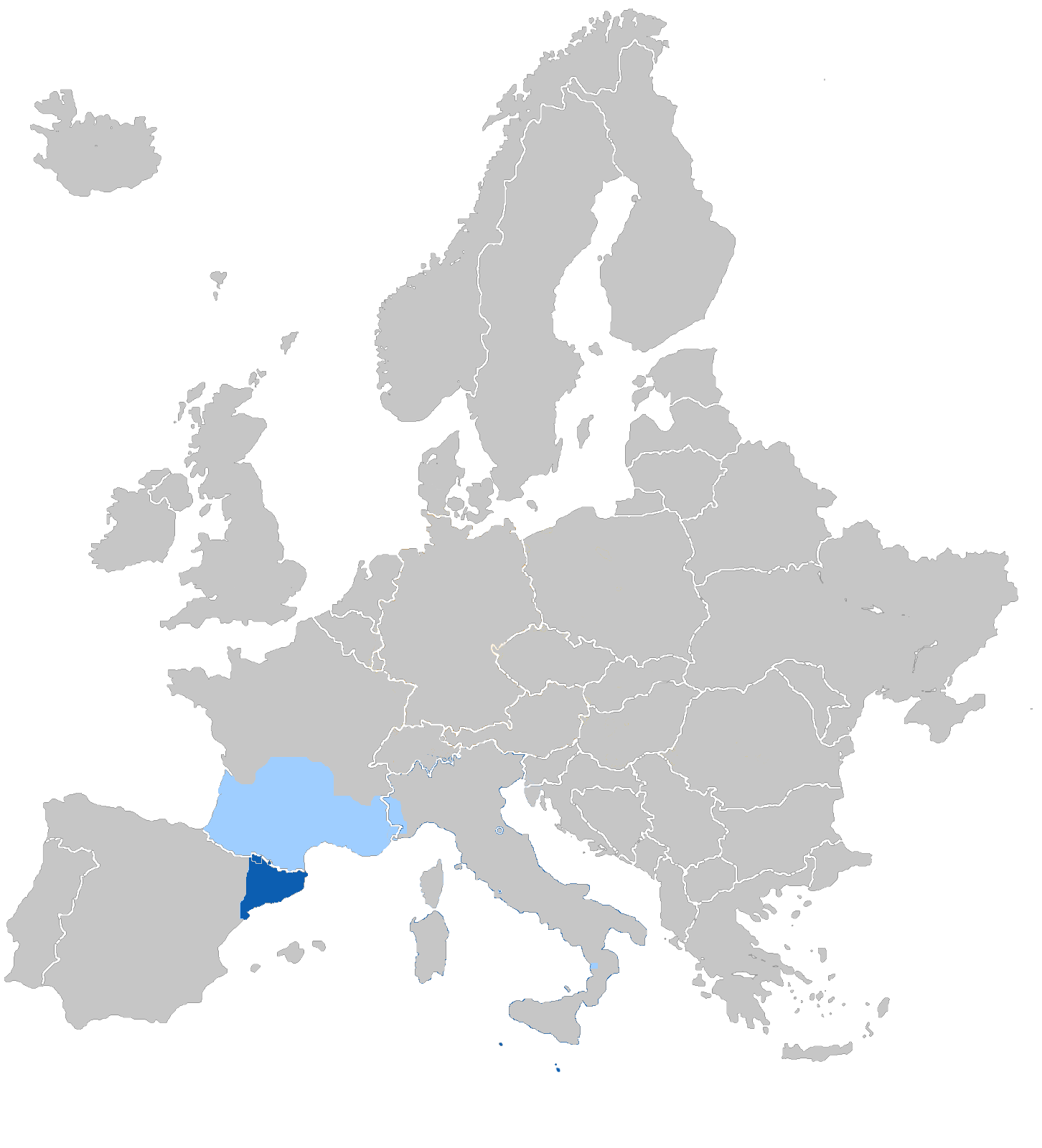
Officialité de l’occitan en Europe
Langue officielle
Sans reconnaissance officielle ou reconnaissance limitée.

Toutefois, la situation de l'occitan est en train de changer tant du point de vue de sa reconnaissance par les autorités que de la revalorisation de la langue par les populations. En France, depuis 2008, la constitution indique que « les langues régionales appartiennent au patrimoine de la France ». Plusieurs collectivités locales ont développé des mesures en faveur de la langue,,. Depuis 1999, l'occitan fait partie des langues protégées par la loi sur les minorités linguistiques en Italie. L'occitan est officiel depuis 1990 dans le Val d'Aran (Espagne), statut qui a été étendu à toute la communauté autonome de Catalogne en 2006, puis renforcé par une loi catalane en 2010. À partir des années 2000, des revendications pour l'occitan sont portées auprès d'instances internationales (CIO, UNESCO, Union européenne, …). En novembre 2014, l'occitan devient une des langues officielles de l'Eurorégion Pyrénées-Méditerranée,.

## Nombre de locuteurs
Il n'existe pas de données statistiques valables sur l'entier du territoire occitanophone qui permettent réellement de connaître les compétences des locuteurs en occitan, celles-ci pouvant aller d'une simple compréhension passive à un usage solide, tant à l'oral qu'à l'écrit. Le nombre de ses locuteurs varie fortement en fonction de la méthodologie employée pour le calculer ainsi que de l'étendue de la zone géographique retenue. En 2020, une enquête à grande échelle faite par l'Office public pour la langue occitane estime qu'environ 7 % de la population de Nouvelle-Aquitaine et de la région Occitanie parlent occitan, soit un peu plus de 540 000 locuteurs pour ces deux régions, avec des pourcentages variés selon les départements. L'Office public de la langue occitane annonce en 2020, 230 792 locuteurs en région Nouvelle-Aquitaine et 310 832 en région Occitanie.
En France et à Monaco, la diglossie au profit du français est constante. En Italie, la diglossie au profit de l'italien reste forte. En Catalogne, malgré la récente officialité de l'occitan, la diglossie en faveur du catalan d'une part et du castillan (la langue avec le plus de poids en Espagne) d'autre part est toujours présente. Dans tous les pays, les locuteurs d'occitan sont au minimum bilingues.

## Noms de l’occitan
À partir du XIIIe siècle et jusqu'au début du XXe siècle, on rencontre fréquemment le terme de provençal pour désigner l'occitan. Le terme, originaire d'Italie, fait référence à la provincia romaine et on trouve encore parfois ce terme en anglais pour toute la langue d'oc (provençal).

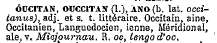
Entrée óucitan dans le Trésor du Félibrige de Frédéric Mistral

L’appellation « provençal » présente des ambiguïtés car elle désigne également le dialecte provençal, que par ailleurs certains considèrent comme une langue distincte. D’autre part l’expression de « langue d’oc » fait penser d’emblée au dialecte languedocien (occitan central). Peut-être pour ces raisons le terme généralement considéré comme le plus clair est « occitan ». Il arrive aussi parfois que l'on nomme occitan l’ensemble occitano-roman (catalan et occitan).
L’occitan fut appelé autrefois :
- lenga romana ou romans[113] aux XIIIe et XIVe siècles. Certains auteurs médiévaux ont employé le terme de « lenga romana » afin d'accentuer le prestige de l'occitan, langue écrite comme le latin. « Roman » a souligné la conscience claire de l'origine latine de l'occitan. Ce terme fut utilisé au XIXe siècle pour désigner l’ancien occitan.
- limousin apparu entre 1190 et 1213[114]. Utilisé surtout pendant le XIIIe siècle parce que certains troubadours étaient réputés être originaires du Limousin. Pendant les XVIIIe et le XIXe siècle, le nom de llemosí a été utilisé pour désigner l'occitan médiéval qui est à l'origine de la littérature catalane.
- mondin ou raimondin.
- gascon aux XVIe, XVIIe et XVIIIe siècles[115]. À cette époque, la Gascogne était un centre important de la littérature occitane[116] et les Gascons ont eu l'habitude de représenter la « France du Sud » (Pays d'oc) aux yeux des Français du Nord. D'autant plus que Henri IV, roi de France de 1589 à 1610 et de Navarre depuis 1572, était par sa mère Jeanne d'Albret d'origine gasconne.
- catalan utilisé parallèlement au terme de langue limousine.
- provençal aux XIIIe et XIXe siècles.
- lingua occitana au XIVe siècle et langue d’oc. « L’apparition du terme « occitan » est datée de 1286, sous le règne de Philippe le Hardi, dans le testament de Lancelot d’Orgemont « Premier et grand maître du Parlement de Langue de Oc » qui déclare tester « selon l’usage de la patrie occitane », « more patriæ occitanæ. » Le dit « Parlement » s’étant réuni en 1273 sous la présidence de Lancelot d’Orgemont on peut supposer qu’il portait dès cette date l’appellation que revendique celui qui le présida (puis reprise en italien par Dante en 1304. Toutefois, l'installation d'un véritable Parlement à Toulouse en 1273 présidé par un certain Lancelot d'Orgemont est contestée[117]. L'original du document évoqué ici pourrait dater du XVe siècle.

On trouve l’expression lingua occitana (langue occitane) peu après dans certains textes administratifs en latin ».
- languedocien[119].
- occitanique et occitanien.

Les Occitans eux-mêmes disaient lo romans (roman), lo lemozi(n) (limousin) ou lo proensal (provençal) au XIIIe siècle.
Les Occitans ont utilisé et utilisent toujours d’autres formules pour désigner leur langue, comme « la lenga nòstra » (notre langue) « parlam a nòstra mòda » (nous parlons à notre manière) ou encore en Gascogne « Que parli » (je parle).
Dans certaines régions, les locuteurs les plus âgés utilisent le terme de patois (Larousse : parler local, rural et d’extension restreinte) pour désigner leur langue mais ce terme est également rejeté de nos jours pour ses connotations dépréciatives.
Ailleurs, dans les régions à forte identité, le nom de la province sert à désigner la langue, parfois en discordance avec les variations de celle-ci. On dit : « l’auvergnat, le rouergat, le limousin, le gascon, le béarnais, le provençal, le nissart... ».
On peut trouver des appellations selon la variété locale de la langue (neugue), un terme géographique (aspois, médocain), ou encore une délimitation administrative (girondin).

## Distribution géographique

### Le domaine occitan

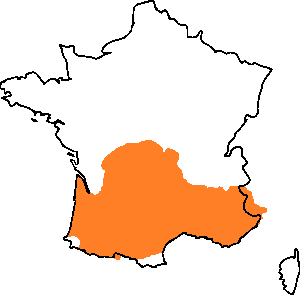
L'aire de l'occitan par rapport à la France.

L'aire d’expansion géographique de l'occitan couvre 33 départements du sud de la France (39 en comptant les départements minoritairement occitans), 14 vallées occitanes (dans les Alpes piémontaises) et Guardia Piemontese en Italie, le Val d’Aran en Espagne, et Monaco.
Les limites sont principalement liées à la géographie physique. Au sud, les Pyrénées marquent la limite avec les langues ibéro-romanes, tandis que les Alpes marquent la frontière orientale.
Au nord, la ligne von Wartburg marque la frontière avec les langues d'oïl, actuellement[C'est-à-dire ?] de l'estuaire de la Gironde jusqu'au point-triple marquant la limite avec l'arpitan (à proximité des communes de Barrais-Bussolles, Droiturier et Andelaroche). Située au nord du Limousin et de l'Auvergne, le Croissant est le nom porté par la zone de transition linguistique.
La limite avec l'arpitan descend dans la vallée du Rhône et traverse le Dauphiné.

### L’occitan dans le monde
Des communautés de langue occitane ont existé ailleurs dans le monde. Leur présence peut être liée au départ des protestants de France, à la colonisation française, à l'immigration vers le Nouveau monde ou même aux croisades. Il peut arriver que certaines personnes parlent encore aujourd’hui l’occitan ou plus sûrement ont conservé quelques mots mêlés à la langue locale.

## Famille linguistique

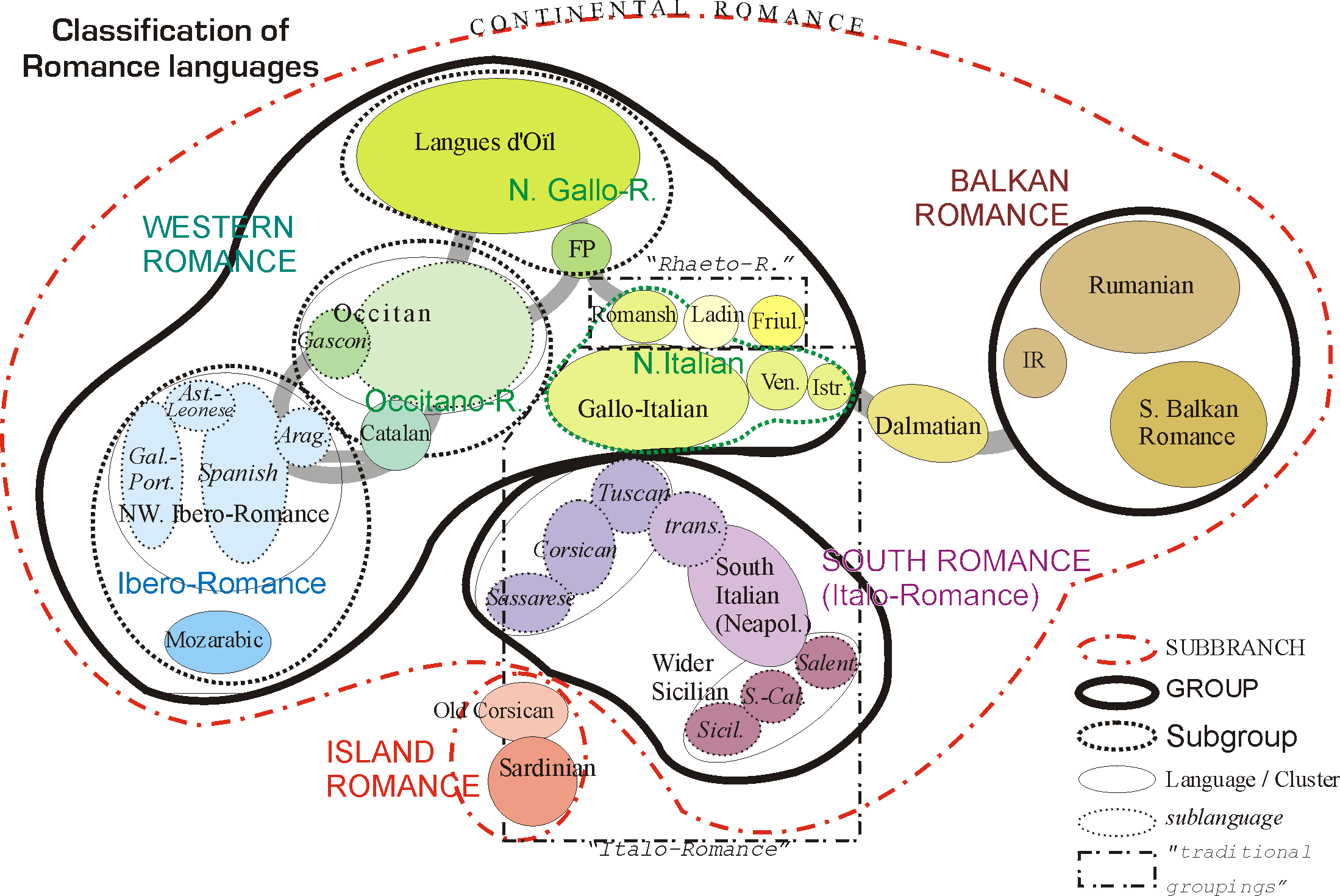
Le groupe occitano-roman au sein des langues romanes selon Koryakov.

L’occitan, gascon compris, constitue avec le catalan le groupe occitano-roman des langues romanes occidentales : il fait la transition entre le gallo-roman et l'ibéro-roman, d’après le linguiste Pierre Bec.
L’occitan « général » et le catalan sont proches linguistiquement et permettent l’intercompréhension. Certains romanistes comme A. Sanfeld incluent ces deux langues sous la même dénomination linguistique d’occitan. Le célèbre grammairien catalan Pompeu Fabra, contributeur important à la normalisation du catalan moderne, envisage la possibilité d'une unification orthographique des deux langues si un processus de normalisation est mené à terme dans le domaine d'oc. Le terme de langue limousine a été utilisé par les Catalans pour désigner soit le catalan, soit la langue des troubadours, soit l'occitan ou soit encore l'ensemble des langues occitano-romanes.

### Les liens entre l’occitan, le gascon et le catalan
Le catalan est parfois considéré comme une variante occitane de type ausbau. Le gascon possède des traits distinctifs qui le différencient nettement plus que le catalan au sein de l’ensemble occitano-roman, principalement à cause de la forte influence du substrat aquitain et du superstrat vascon. Certains linguistes le considèrent parfois comme une langue à part,,. Toutefois, le gascon est généralement considéré comme un dialecte de l'occitan,,,,. Le linguiste Domergue Sumien défend l'inclusion du gascon dans l'occitan et l'exclusion du catalan du fait de l'existence de deux espaces sociolinguistiques aux dynamiques différentes,.

#### Évolution
À un stade ancien, le catalan et la langue d'oc ne pouvaient être différenciés. Le catalan fait son apparition au sein de l'ensemble occitan. Le fait qu’on écrivît quasi exclusivement en latin durant le haut Moyen Âge rend très délicate toute catégorisation formelle. En tout cas, les premiers textes en langues vulgaires, bien que très semblables montrent déjà quelques différences, lesquelles se sont accentuées au milieu du XIIe siècle. Le majorquin Ramon Llull (1232 -1315), premier philosophe dans une langue néolatine est également considéré comme le premier auteur majeur en catalan. S'il écrivit également des poèmes en occitan à partir de 1274, il apporta avec son œuvre imposante un grand nombre de traits et de néologismes qui différencient les deux langues.
Les poètes catalans écrivirent en occitan jusqu’au XIVe siècle, époque où le Valencien Ausiàs March marqua le début du siècle d'Or de la langue catalane. Le catalan reçoit à partir du XVe siècle une forte influence ibéro-romane accrue pour des raisons politiques (union de la Couronne de Castille et de la Couronne d'Aragon).
En 1934, des intellectuels catalans proclamèrent solennellement que le catalan contemporain était une langue distincte de l’occitan dans le manifeste Desviacions en els conceptes de llengua i de pàtria rejetant ainsi l'idée d'une nation panoccitane incluant les pays catalans.
L’aspect politique, culturel et religieux est important aussi. La Catalogne, contrairement à l’Occitanie, a bénéficié longtemps d’une moindre dépendance étatique alliée à un fort développement économique. De plus, l’espace occitan est globalement défini par son appartenance à la France, le catalan est majoritairement défini par son appartenance à l’Espagne. Encore récemment les langues continuent d’évoluer séparément : le catalan est un ensemble de dialectes qui ont tendance à s’hispaniser au contact du castillan ; l’occitan, lui, a tendance à se galliciser au contact du français. Le poids important des langues espagnole et française dans le monde pèse lourdement sur les rapports de domination linguistique au sein de la France et de l’Espagne.

#### Classification
Le gascon a été souvent considéré comme un dialecte occitan ; tandis que le catalan, plus proche du languedocien d’un point de vue linguistique que d’autres dialectes occitans, a été considéré comme une langue différente. Dans l’œuvre du philologue du XIXe siècle Friedrich Christian Diez, le catalan est considéré comme partie intégrante de l’occitan (appelé « provençal ») ; cependant il en signale les différences. Dans Gramàtica del català contemporani (2002), le catalan est classé dans les langues romanes occidentales, comme un intermédiaire entre les groupes gallo-roman et ibéro-roman, comme tout le groupe occitano-roman. D'autres études récentes classent le catalan dans le diasystème occitan.
Certaines positions, en particulier au sein de l'école linguistique occitane, tendent à inclure le catalan comme dialecte de l'occitan, sur la base d'une similitude générale et d'une tradition littéraire communes. Certains pères de la romanistique, comme Wilhelm Meyer-Lübke ou Friedrich Christian Diez, incluaient ainsi le catalan comme élément de l'ensemble occitan,,.

#### Graphies et prononciation
L’occitan et le catalan se distinguent par la manière d’écrire la langue (graphie).
La prononciation varie entre catalan et occitan, par exemple :
- á, qu'on trouve uniquement en position finale, ainsi graphié pour des raisons étymologiques, est prononcé [ɔ] en languedocien et [e] en provençal (le niçois maintient l'accentuation étymologique paroxytone, comme en catalan).
- Dans différentes combinaisons consonantiques, la première consonne est assimilée à la suivante, là où le catalan maintient la prononciation étymologique (abdicar > [addi’ka] ; « cc » ou « ks », prononcés [ks] étymologiquement, est neutralisé en [t͡s] en languedocien ; occitan se prononce [ut͡siˈta] ou [usiˈta] dans ce dialecte).
- En occitan, la syllabe tonique des mots s’est rapprochée du français avec le temps, sous l’influence de ce dernier[réf. nécessaire]. Les anciens proparoxytons deviennent paroxytons dans la plus grande partie du domaine occitan (MÚsica (cat) muSIca (oc), PÀgina (cat) paGIna (oc), boTÀnica (cat) botaNIca (oc), inDÚstria (cat) indusTRIa (oc)…). Seuls le niçois et le vivaro-alpin des vallées Occitanes ont maintenu l'accentuation latine, conservée en catalan et de façon générale dans les langues ibéro-romanes.

Pour les catalanophones, la graphie classique de l'occitan présente l’avantage d'être proche de la catalane. Ceci s'explique par le fait que les travaux d’actualisation et de fixation de cette graphie, conduits par Loís Alibèrt dans le premier tiers du XXe siècle, sont basés sur la graphie médiévale et sont grandement inspirés des travaux menés par Pompeu Fabra pour le catalan. Au Moyen Âge, les deux langues étaient plus proches de leur origine commune et les contacts étaient alors plus intenses (la poésie en Catalogne a été écrite presque exclusivement en occitan jusqu'au XIVe siècle). L'influence de la norme catalane dans les travaux d'Alibert est parfois critiquée car jugée excessive.
Malgré tout, il y a entre catalan et occitan quelques différences dont il faut tenir compte pour lire avec facilité les textes occitans :
- On conserve le « n » final des mots bien que dans la plupart des dialectes occitans, il ne se prononce plus (les exceptions sont le provençal et le gascon, qui inclut l’aranais). Exemples : « occitan », « concepcion ».
- Le « h » muet n'existe pas (les « h » étymologiques sont souvent maintenus en catalan) : i a un òme (cat: hi ha un home). Le « h » note en gascon une consonne aspirée ; dans bien des cas il correspond au « f » latin, maintenu dans les autres dialectes ainsi qu'en catalan. Exemple : en gascon « hèsta », dans les autres dialectes « fèsta », en catalan « festa ».
- Les digrammes « lh », « nh » (tous deux inspirés de la graphie classique traditionnelle) et « sh » correspondent en catalan à « ll », « ny » et « x ».

#### Comparaison de textes
Il ne faut toutefois pas en conclure que l’occitan et le catalan soient très différents. Il existe une assez bonne intercompréhension entre catalanophones et occitanophones.
Voici un texte dans sa version languedocienne (occitan méridional-ouest), majorquine (catalan baléare) et barcelonaise (catalan central).
| Français                                                                        | Occitan (languedocien)                                                       | Catalan (majorquin)                                                           | Catalan (barcelonais)                                                          | Remarques                                                            |
| ------------------------------------------------------------------------------- | ---------------------------------------------------------------------------- | ----------------------------------------------------------------------------- | ------------------------------------------------------------------------------ | -------------------------------------------------------------------- |
| Hachez la viande à la machine (ou demandez au boucher de le faire).             | Capolatz la carn a la maquina (o demandatz al maselièr d’o far).             | Capoleu sa carn per sa màquina (o demanau en es carnisser que ho faça/faci).  | Capoleu la carn per la màquina (o demaneu al carnisser que ho faci).           |                                                                      |
| Mélangez tous les ingrédients de la farce.                                      | Mesclatz totes los ingredients del fars.                                     | Mesclau tots es ingredients des farciment.                                    | Barregeu tots els ingredients del farciment.                                   |                                                                      |
| Étendez le lièvre sur un bon morceau de gaze (on peut en acheter en pharmacie). | Espandissètz la lèbre sus un bon bocin de gasa (se pòt crompar en farmacía). | Esteneu sa llebre damunt un bon tros de gasa (se pot comprar a l'apotecaria). | Esteneu la llebre damunt d'un bon tros de gasa (es pot comprar a la farmàcia). | En occitan farmacía est un néologisme.                               |
| Répartissez la farce à l'intérieur de l’animal, enroulez-le dans la gaze.       | Repartissètz lo fars dintre l'animal, rotlatz-lo dins la gasa.               | Repartiu es farciment dedins s'animal, enrotlau-lo dins sa gasa.              | Repartiu el farciment dins l'animal, enrotlleu-lo dins la gasa.                | En catalan enrotllar est un castillanisme provenant du mot enrollar. |
| Ficelez sans trop serrer. Faites rôtir les ingrédients au four.                 | Ficelatz sensa sarrat tròp. Fasètz rostir los ingredients dins lo forn.      | Fermau-lo no massa fort. Feis rostir es ingredients dedins es forn.           | Lligueu-lo no gaire fort. Feu rostir els ingredients dins el forn.             | En occitan ficelar est un gallicisme.                                |

#### Espace occitano-roman
L’ensemble géographique occitano-roman représente environ 23 millions de personnes sur un espace de 259 000 km2. Les régions ne sont pas égales face au pourcentage de locuteurs de la langue. La France ne compte plus dans certaines régions qu’un quart de la population qui soit vraiment occitanophone (50 % de la population comprend la langue, sans pouvoir la parler couramment)[source insuffisante],. À l’inverse, la communauté autonome de Catalogne bat des records du nombre de locuteurs. Selon les enquêtes réalisées par la Communauté de Catalogne en 1993, les habitants du Val d’Aran (dont 72 % sont originaires) parlent : aranais (gascon) à 64 % ; castillan (espagnol) à 28 % ; catalan à 8 %.

### Caractérisation structurelle
Jules Ronjat a cherché à caractériser l’occitan en s’appuyant sur 19 critères principaux et parmi les plus généralisés. Onze critères sont phonétiques, cinq morphologiques, un syntaxique, et deux lexicaux. On peut ainsi noter la moindre fréquence des voyelles semi-fermées (en français standard : rose, jeûne). C’est une caractéristique des occitanophones grâce à laquelle on reconnaît leur accent « méridional » même quand ils parlent en français. Il existe aussi la non-utilisation du pronom personnel sujet (exemple : canti/cante/chante/chanto je chante ; cantas/chantas tu chantes). On peut trouver encore d’autres traits discriminants. Sur les dix-neuf critères principaux, il existe sept différences avec l’espagnol, huit avec l’italien, douze avec le francoprovençal et seize avec le français.

#### Phonologie
L'accent tonique a une mobilité limitée, il peut tomber seulement :
- sur la dernière syllabe (mots oxytons ou aigus) ;
- l'avant-dernière syllabe (mots paroxytons ou plans) ;
- en niçard, et plus rarement en cisalpin (vivaroalpin des vallées occitanes), l'accent tonique peut porter sur l'antépénultième (mots proparoxytons).

| VOYELLES EN GÉNÉRAL | antérieures   | antérieures | quasi-antérieures | quasi-antérieures | centrales     | centrales    | centrales | quasi-postérieures | quasi-postérieures | postérieures  | postérieures |
|                     | non arrondies | arrondies   | non arrondies     | arrondies         | non arrondies | non définies | arrondies | non arrondies      | arrondies          | non arrondies | arrondies    |
| ------------------- | ------------- | ----------- | ----------------- | ----------------- | ------------- | ------------ | --------- | ------------------ | ------------------ | ------------- | ------------ |
| fermées             | /i/           | /y/         |                   |                   |               |              |           |                    |                    |               | /u/          |
| quasi-fermées       |               |             | (ɪ)               | (ʏ)               |               |              |           |                    |                    |               |              |
| semi-fermées        | /e/           |             |                   |                   |               |              |           |                    |                    |               |              |
| moyennes            |               |             |                   |                   |               | (ə)          |           |                    |                    |               |              |
| semi-ouvertes       | /ɛ/           | (œ)         |                   |                   |               |              |           |                    |                    |               | /ɔ/          |
| quasi-ouvertes      |               |             |                   |                   |               |              |           |                    |                    |               |              |
| ouvertes            | /a/           |             |                   |                   | (ä)           |              |           |                    |                    |               | (ɒ)          |

Les phonèmes principaux sont : /i/, /y/, /u/, /e/, /ɛ/, /ɔ/ et /a/.
Régionalement, il existe les phonèmes /œ/, /ə/, /ä/, /ɒ/, /ɪ/ et /ʏ/
Il faut signaler le phénomène d'alternance vocalique. En position atone, certaines oppositions vocaliques sont neutralisées :
- La voyelle tonique /ɛ/ devient /e/.
- La voyelle tonique /ɔ/ devient /u/.

| CONSONNES EN GÉNÉRAL | labiales | labiales | dentales et alvéolaires | dentales et alvéolaires | palatales | palatales | vélaires | vélaires |
|                      | sourdes  | sonores  | sourdes                 | sonores                 | sourdes   | sonores   | sourdes  | sonores  |
| -------------------- | -------- | -------- | ----------------------- | ----------------------- | --------- | --------- | -------- | -------- |
| occlusives           | /p/      | /b/      | /t/                     | /d/                     |           |           | /k/      | /g/      |
| fricatives           | /f/      | (/v/)    | /s/                     | /z/                     | (/ʃ/)     |           |          |          |
| affriquées           |          |          | /ts/                    | (/dz/)                  | /tʃ/      | /dʒ/      |          |          |
| nasales              |          | /m/      |                         | /n/                     |           | /ɲ/       |          |          |
| latérales            |          |          |                         | /l/                     |           | /ʎ/       |          |          |
| roulées              |          |          |                         | /r/                     |           |           |          |          |
| battues              |          |          |                         | /ɾ/                     |           |           |          |          |
| spirantes            |          | /w/, /ɥ/ |                         |                         |           | /j/       |          |          |

Régionalement, il existe aussi les phonèmes /ʀ/, /h/ et /ʒ/.
La distinction entre /v/ et /b/ est générale en provençal, vivaroalpin, auvergnat et en limousin. Par contre, en languedocien et en gascon, les phonèmes /b/ et /v/ sont neutralisés en /b/.

#### Évolution phonétique
1°) Absence ou rareté des voyelles arrondies [ɒ, o, ø]; type français : pâte, rose, yeux... Ces voyelles peuvent exister en occitan mais n'y jouent, en général, aucun rôle phonologique. Le Méridional parlant français ouvre spontanément ces voyelles, ce qui est une des caractéristiques les plus saillantes de son accent.
2°) Présence de la voyelle /y/. La palatalisation de u latin [u] passa au son [y] (localement [œ], comme en catalan capcinois). C'est un trait général de l'ensemble du gallo-roman, des dialectes de l'Italie du Nord et d'une partie des idiomes rhétiques.
Par exemple : LUNA>Luna (Lune).
3°) Voyelles nasales conservant le timbre de la voyelle orale correspondante. La nasalité de la voyelle n'est que partielle et toujours suivie d'une résonance consonantique. C'est un point commun avec la majorité des langues romanes à l'exception du français, du francoprovençal et du portugais.
Par exemple : la prononciation méridionale des mots français tels que : pain, brun, bon, banc est encore là un trait caractéristique de l'accent du Midi.
4°) Diphtongaison des voyelles latines e, o uniquement conditionnée par la séquence d'un yod [j] ou d'un [w]: è est devenu iè (ie); ò est devenu uò (uè, ue).
Par exemple :
- VETULU>vielh (vieux)
- NOCTE>nueit/nuech/nuòch (nuit)
- DEU>dieu... (dieu)

Dans tous les autres cas, les voyelles du latin vulgaire sont solidement conservées : e>è (è ouvert du français : tête), o>o (o ouvert du français : botte).
Par exemple :
- DECEM>dètz (dix)
- CELU (classique CAELUM)>cèl (ciel)
- CULTELLU>cotèl (couteau)
- MEL>mèl
- OPERA>obra
- PORTA>porta

Du point de vue vocalique, l'occitan est une langue romane très conservatrice et s'oppose radicalement au français qui, sous l'influence probablement germanique, a considérablement allongé puis diphtongué ses voyelles en position libre.
5°) Pas de diphtongaison des voyelles du latin vulgaire [e, o] fermées=latin classique e, i;o, u. Même remarque que pour 4°). Par exemple :
- TRES>tres (trois)
- DEBERE>dever (devoir)
- FIDE>fe (foi)
- FLORE>flor>[flur] (fleur)

6°) Fermeture jusqu'à [u] de latin vulgaire [o]. Par exemple :
- DOLORE>vx. dolor>mod. [dulur] (douleur)
- FLORE>vx. flor>[flur].

Cette fermeture, qui a dû se généraliser en occitan au cours du XIVe siècle, atteint également une partie importante du catalan et de certains dialectes nord-italiens, mais c'est une différence avec la majorité des langues romanes.
7°) Maintien, hors cas particulier, de a accentué latin, quelles que soient les précessions.
Certains parlers occitans peu étendus peuvent connaître une palatalisation légère de [a] vers [æ] ou [ɛ], mais c'est un phénomène superficiel (palatalisation conditionnée de a + yod en gascon et en ibéro-roman). Ce conservatisme de [a] en occitan est commun avec la plupart des langues romanes. C'est une différence avec les évolutions radicales du français et du francoprovençal, qui palatalisent et diphtonguent [a] de manière systématique vers [ɛ, jɛ].
Par exemple :
- PRATU>prat (fr. pré, fpr. pra)
- CAPRA>cabra/chabra (vx. fr. chievre>chèvre, fpr. chievre).

L'occitan s'oppose au français. Le francoprovençal, qui palatalise les /a/ seulement derrière palatale (CAPRA>chievre), occupe donc une position intermédiaire.
8°) Maintien des voyelles postoniques
-a (prononcé [ɔ, a, ə] selon les régions); -e; -i; -o (prononcé [u]); et aussi en niçard -u (prononcé [y]). C'est un point commun avec la majorité des langues romanes, mais une différence avec le français, qui élimine toutes les voyelles postoniques ou les neutralise en [ə] et tend à perdre l'accent tonique.
Per exemple :
- occitan: pòrta [ˈpɔrtɔ], astre [ˈastre], òli [ˈɔli], cigarro [siˈɣarru] (et en niçard aquelu [aˈkely]),
- à comparer avec le français : porte [pɔʀt], astre [astʀ], huile [ɥil], cigare [sigaʀ].

Maintien du -a final atone (quelle que soit sa prononciation actuelle), qui est passé à /ə/ et a été effacé en français. Par exemple :
- CATENA>cadena (chaîne, phonétiquement : [ʃɛn])
- PORTA>pòrta (porte, phonétiquement : [pɔrt])

D'où la fréquence en occitan des paroxytons (mots accentués sur l'avant-dernière syllabe), et le rythme nettement « méridional » de la phrase occitane, s'opposant au français qui a perdu tout accent de mot (autre qu'expressif) et ne connaît plus qu'un accent de phrase.
Dans le même sens va la variété des autres voyelles atones : [-e, -u, -i].
Par exemple : piuse, carrosco, canti.
9°) Maintien des voyelles prétoniques [a, e].
L'occitan ignore absolument les syncopes françaises (type e muet).
Comparer le français « petite », phonétiquement : [ptit] et l'occitan « petita » > [peˈtito]. Cette tendance du français rejoint d'ailleurs celle qui figure au no 8 ; si bien qu'une phrase du type : « Une petite femme sur la fenêtre », phonétiquement : [yn ptit fam syʁ la fnɛtʁ], avec ses sept syllabes sans accent de mot, a un schéma rythmique tout à fait différent de l'occitan : « una petita femna sus la finèstra », avec ses douze syllabes d'intensité inégale mais toutes clairement articulées. C'est ce rythme conservateur qu'on retrouvera en français méridional qui rend si particulier l'accent des Méridionaux.
10°) Les proparoxytons (mots accentués sur l'antépénultième) ont disparu dans la grande majorité des dialectes occitans sauf en niçois et en cisalpin : arma, pagina (niçois et cisalpin : ànima, pàgina). Sous cet aspect, c'est un point commun avec le catalan roussillonais, l'aragonais, le francoprovençal et le français ; mais c'est une différence avec la majorité des autres langues romanes.
11°) Fermeture de [o] atone jusqu'à [u] comme en catalan oriental (hormis en majorquin), dans le nord-italien et le portugais, ainsi que dans certains mots du français : portar [purˈta], cigarro [siˈɣarru].

#### Morphologie
1°) Conservation d'une flexion verbale restée assez proche du latin permettant comme dans ce dernier un usage facultatif des pronoms personnels sujet, excepté dans une frange étroite tout au nord du domaine occitan. C'est un point commun avec la majorité des langues romanes excepté le français, le francoprovençal, le nord-italien et le rhéto-roman.
Par exemple : parli, parlas ⇒ je parle, tu parles.
2°) Système verbal original, dont l'essentiel est commun avec le catalan.
3°) Usage systématique du prétérit et de l'imparfait du subjonctif surtout pour exprimer l'irréel comme dans la majorité des langues romanes, mais à la différence du français. Le nord-italien, l'italien et le roumain ont tendance à abandonner le prétérit de manière variée.
Par exemple : S'aguèssi un ostal, seria content ⇒ si j'avais une maison, je serais content.
4°) Maintien du subjonctif dans les interdictions (impératif négatif), alors qu'il s'est perdu en français, en francoprovençal et en italien :
Par exemple :
(non) cantes pas ⇒ ne chante pas.
(non) fagas pas aquo ⇒ ne fais pas cela.
(non) parles pas ⇒ ne parle pas.
5°) Emploi, concurremment avec « òm », de la troisième personne du pluriel et du réfléchi dans les expressions indéterminées, alors que le français n'emploie guère que « on »[pas clair].
Par exemple : dison que ou se ditz que plus rarement òm ditz que ⇒ on dit que.

#### Conjugaison
La conjugaison de l'occitan est similaire à celles des autres langues romanes.

#### Lexique
1°) Affinité lexicale de l'occitan avec les langues latines méridionales: surtout avec le catalan, mais aussi avec l'aragonais et le nord-italien. Il existe aussi des racines communes avec le basque qui n'est pas une langue romane. En effet, dans le lexique occitan, il existe des vieux fonds spécifiques tels que le fond méditerranéen, ibérique, pyrénéen etc., qui donnent au vocabulaire de l'occitan (surtout du Sud) une couleur particulière.
2°) Le lexique d'oc diffère fortement du lexique français et francoprovençal à cause de contingences culturelles et historiques[pas clair].

#### Syntaxe
Il existe notamment trois caractères généraux de cette syntaxe qui diffèrent toutes du français :
- l'absence du souci de logique formelle[pas clair], ce qui évite la rigidité syntaxique que connaît le français ;
- le souci de l'expressivité[pas clair] (« logique psychologique ») ;
- la souplesse de la langue occitane, qui oppose l'occitan au francoprovençal et au français moderne. En effet, il existe en occitan des temps, aspects, modes et voix au niveau des verbes qui n'existent pas dans les autres langues. Par exemple, le parfait de l'action antérieure indéterminée en occitan est absolument inconnu en français.

## Codification
À l'époque des troubadours (entre le XIe et XIIIe siècles), l'occitan a vraisemblablement connu des normes littéraires unifiées, des scripta pour les linguistes.
Par la suite, toutes les graphies de l'occitan (classique, mistralienne, bonnaudienne, de l'École du Pô) ont été conçues d'abord en notant les parlers, sans fixer une variété standard de l'occitan. Cependant la norme mistralienne a entraîné depuis la fin du XIXe siècle l'apparition de trois normes littéraires régionales: une en provençal général, une en niçard et une en gascon (béarnais). On peut dire en outre que la norme provençale mistralienne est une langue standard (avis des partisans de la norme dite moderne) ou préfigure une langue standard (avis des partisans de la norme classique).
L'occitan présente une certaine variabilité. Chaque auteur moderne adapte plus ou moins un système graphique et littéraire. La graphie classique de l’occitan est la seule à être utilisée sur l’ensemble de l’espace occitan.
La norme classique, à partir du XXe siècle, a poursuivi le développement de ces trois formes littéraires mais a favorisé également des formes régionales supplémentaires en limousin et en languedocien. Depuis l'officialisation de l'occitan dans le Val d'Aran en 1990 puis dans toute la Catalogne en 2006, la norme classique favorise également une variété codifiée de gascon aranais. La norme classique a vocation à écrire l'ensemble des dialectes de la langue occitane. Cette norme se base sur la tradition médiévale des troubadours et lui ajoute un processus de codification des mots modernes.

### Normes graphiques

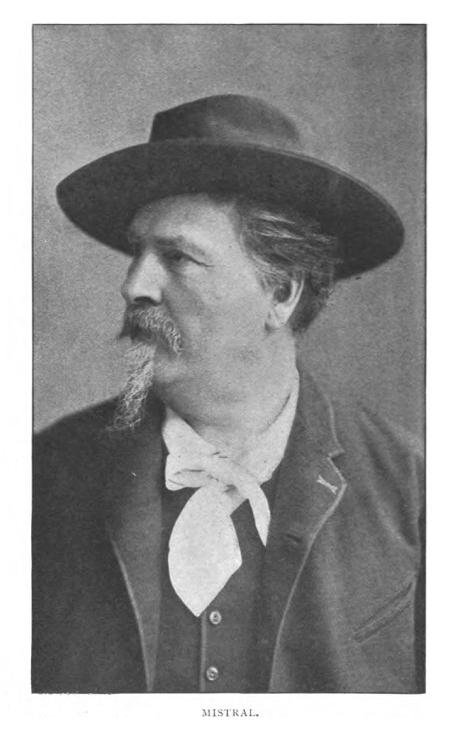
Frédéric Mistral a donné son nom à la norme félibréenne bien qu'à l'origine il a utilisé la norme classique modernisée (Écriture du dictionnaire de Simon-Jude Honnorat).

L'occitan n'étant pas une langue nationale ou officielle (sauf en Catalogne), il n'est pas surprenant que des choix différents aient été faits selon les lieux et les époques, aboutissant ainsi à l'existence de plusieurs normes.
Ces normes sont aussi liées à l'histoire de la langue. À l'époque des troubadours, l'occitan a un rayonnement culturel dans l'Europe entière et présente peu de variations comme langue littéraire. Hervé Lieutard (1999) parle également de l'existence d'habitudes graphiques interrégionales rendues possibles par de nombreux échanges entre occitanophones (courrier en dialecte nord-occitan où chantar 'chanter » est écrit cantar par exemple). Mais à partir de la fin de la Croisade des Albigeois (1229), le français devient peu à peu la langue administrative et littéraire, l'occitan finit par n'être plus qu'une langue véhiculaire. Il est de moins en moins écrit, ce qui provoque la perte de son unité graphique.
Jean Sibille (1996) note que « c'est dans le courant du XVIe siècle que le français se substitue massivement et définitivement à l'occitan, comme langue écrite dans l'ensemble des provinces d'oc. Les textes les plus tardifs rédigés vers 1620, proviennent du Rouergue et de Provence orientale ». Lors de l'embellie de l'époque baroque, qui voit la parution de nombreux ouvrages en occitan, les graphies utilisées par les écrivains (à l'exception de Pierre de Garros) sont individuelles et influencées par le français. Il faut attendre le XIXe siècle pour assister à l'élaboration de nouvelles normes pour l'occitan écrit.
| Norme classique | Norme félibréenne |
| --- | --- |
| Mirèlha, Cant I (F. Mistral) (transcription) Cante una chata de Provença. Dins leis amors de sa jovença, A travèrs de la Crau, vèrs la mar, dins lei blats, Umble [Umil] escolan dau grand Omèra [Omèr], Ieu la vòle seguir. Coma èra Ren qu'una chata de la tèrra, En fòra de la Crau se n'es gaire parlat. | Mirèio, Cant I (F. Mistral) (texte d'origine) Cante uno chato de Prouvènço. Dins lis amour de sa jouvènço, A travès de la Crau, vers la mar, dins li blad, Umble escoulan dóu grand Oumèro, Iéu la vole segui. Coume èro Rèn qu'uno chato de la terro, En foro de la Crau se n'es gaire parla. |

|              |                | Norme classique modernisée | Norme félibréenne (et normes dérivées) | Normes diverses |
| Auvergnat    | Bas-Auvergnat  | Totas las personas naisson liuras e egalas en dignitat e en dreit. Son dotadas de rason e de consciéncia e lor chau (/fau) agir entre elas amb un esperit de frairessa.             | Toutos las persounos naissou lieuros e egalos en dinhitat e en drèit. Sou doutados de razou e de counsciéncio, mas lour chau agi entre guessos dinc un eime de frairesso.                              | Norme bonnaudienne : Ta la proussouna neisson lieura moé parira pà dïnessà mai dret. Son charjada de razou moé de cousiensà mai lhu fau arjî entremeî lha bei n'eime de freiressà.            |
| Auvergnat    | Haut-Auvergnat | Totas las personas naisson liuras e egalas en dignitat e en dreit. Son dotadas de rason e de consciéncia e lor chau (/fau) agir entre elas amb un esperit de frairessa.             | Toutos las persounos naissou lieuros e egalos en dinhitat e en drèit. Sou doutados de razou e de counsciéncio, mas lour chau agi entre guessos dinc un eime de frairesso.                              | Touta la persouna naisson lieura e egala en dïnetàt e en dreit. Soun doutada de razou e de cousiensà e lour chau ajî entre ela am en esprî de freiressà.                                      |
| Gascon       | classique      | Totas las (/eras) personas que vaden libras e egaus en dignitat e en dret. Que son dotadas d'arrason e de consciéncia e que las cau hèr l'ua dab l'auta dab esperit de fraternitat. | Norme fébusienne : Toutes las (/eras) persounes que nachen libres e egaus en dinnitat e en dret. Que soun doutades de rasoû e de counscienci e qu'ous cau ayi entre eres dap û esperit de fraternitat. | |
| Gascon       | nord-gascon    | Totas las personas vasen libras e egalas en dignitat e en dre(i)t. Son dotadas de rason e de consciéncia/consciença e las i fau agir entre eras damb un esprit de fraternitat.      | Norme fébusienne : Toutes las (/eras) persounes que nachen libres e egaus en dinnitat e en dret. Que soun doutades de rasoû e de counscienci e qu'ous cau ayi entre eres dap û esperit de fraternitat. | |
| Languedocien | Languedocien   | Totas las personas naisson liuras e egalas en dignitat e en drech. Son dotadas de rason e de consciéncia e lor cal agir entre elas amb un esperit de frairesa.                      | | |
| Limousin     | Limousin       | Totas las personas naisson liuras e egalas en dignitat e en drech. Son dotadas de rason e de consciéncia e lor chau (/fau) agir entre elas emb un esperit de frairesa.              | | |
| Provençal    | général        | Totei lei personas naisson liuras e egalas en dignitat e en drech. Son dotadas de rason e de consciéncia e li cau (/fau) agir entre elei amb un esperit de fraternitat.             | Tóuti/Tóutei li/lei persouno naisson liéuro e egalo en dignita e en dre. Soun doutado de rasoun e de counsciènci e li fau agi entre éli/élei em' un esperit de fraternita.                             | |
| Provençal    | Niçois         | Toti li personas naisson lib(e)ri e egali en dignitat e en drech. Son dotadi de rason e de consciéncia e li cau agir entre eli emb un esprit de fratelança.                         | Touti li persouna naisson lib(e)ri e egali en dignità e en drech. Soun doutadi de rasoun e de counsciença e li cau agì entre eli em'un esprit de fratelança.                                           | Norme de Rancher (italianisante) : Touti li persouna naisson lib(e)ri e egali en dignità e en dreç. Soun doutadi de rasoun e de counsiensa e li cau agì entre eli em'un esprit de fratelansa. |
| Vivaro-alpin | Vivaro-alpin   | Totas las personas naisson liuras e egalas en dignitat e en drech. Son dotaas de rason e de consciéncia e lor chal agir entre elas amb un esperit de fraternitat.                   | Norme de l'Escòla dau Pò : Toutes les persounes naisoun liures e egales en dignità e en drech. Soun douta de razoun e de counsiensio e lour chal agir entre eles amb (/bou) un esperit de freireso.    | |

| Catalan | Francoprovençal | Français | Italien | Espagnol |
| --- | --- | --- | --- | --- |
| Tots els éssers humans neixen lliures i iguals en dignitat i en drets. Són dotats de raó i de consciència, i han de comportar-se fraternalment els uns amb els altres. | Tôs los étres homans nêssont libros et ègals en dignitât et en drêts. Ils ant rêson et conscience et dêvont fâre los uns envèrs los ôtros dedens un èsprit de fraternitât. | Tous les êtres humains naissent libres et égaux en dignité et en droits. Ils sont doués de raison et de conscience et doivent agir les uns envers les autres dans un esprit de fraternité. | Tutti gli esseri umani nascono liberi e uguali in dignità e in diritti. Sono dotati di ragione e di coscienza e devono comportarsi fraternalmente l'uno con l'altro (vers.alternative:agire con spirito di fratellanza. | Todos los seres humanos nacen libres e iguales en dignidad y derechos y, dotados como están de razón y conciencia, deben comportarse fraternalmente los unos con los otros. |

| Norme classique modernisée                        | Norme félibréenne (dite mistralienne)            | Norme bonnaudienne                               | Norme de l'École du Pô                     |
| ------------------------------------------------- | ------------------------------------------------ | ------------------------------------------------ | ------------------------------------------ |
| -a final                                          | -o (-a, -e)                                      | -à                                               | -o (-a)                                    |
| ò                                                 | o                                                | o                                                | o                                          |
| o, ó                                              | ou                                               | ou                                               | ou                                         |
| uè, ue                                            | ue, iue                                          | eu (ue)                                          | ue (ö)                                     |
| lh                                                | i/h (lh)                                         | lh                                               | lh                                         |
| nh                                                | gn                                               | nh                                               | nh                                         |
| s, ss c(e), c(i), ç                               | s, ss c(e), c(i), ç                              | s, ss                                            | s                                          |
| z s entre deux voyelles                           | z s entre deux voyelles                          | z                                                | z                                          |
| à è ò á é í ó ú                                   | à è ò ì ù é óu òu                                | à è eù où é â ê î û                              | à è ò ì ù où é                             |
| Toutes les consonnes finales muettes sont notées. | Certaines consonnes finales muettes sont notées. | Certaines consonnes finales muettes sont notées. | Aucune consonne finale muette n'est notée. |

#### Graphie bonnaudienne
Cette norme a été conçue par Pierre Bonnaud. Elle ne concerne que le dialecte auvergnat qu'il considère lui-même comme une langue. Cette graphie est critiquée dans le monde de la recherche,. Il s'agit d'une écriture basée sur la prononciation transcrite en français (le son [u] est orthographié ou) mais nh et lh sont conservés pour marquer la mouillure. L'auteur ne veut privilégier aucun parler et les localismes sont pris en compte, le mot « pelle » peut s'écrire palà, pavà, pagà ou parhà selon le lieu.
Voici quelques-unes des spécificités de cette norme, en particulier, l'utilisation de nombreux signes diacritiques et signes de ponctuation :
- le tréma pour marquer la palatalisation du i ou du u et sur le e pour distinguer les monosyllabes toniques des atones (më « mer ») ou éviter une prononciation à la française (pëssa « pièce », prononcé avec [ɛ] et non [e]),
- l'accent circonflexe, utilisé pour marquer l'accent tonique irrégulier mais également pour distinguer des homophones monosyllabes (cô « coup » / co « fois »). Par contre, il s'efface devant le tréma (venï « venir »),
- l'apostrophe pour marquer une aphérèse non constante (pa'rei pour pa vrei « pas vrai »), l'aphérèse constante fréquente en auvergnat n'est pas notée. Elle sert aussi à indiquer le non-chuintement d'un s initial ('suchou « billot ») et à distinguer un pluriel d'un singulier si le contexte ne le permet pas (meizou « maison » ~ meizou' « maisons »),
- l'emploi des parenthèses sert entre autres à noter au masculin une lettre finale qui va réapparaître au féminin (blen(ch) « blanc », chi(n) « chien »),
- la lettre z est utilisée systématiquement pour rendre le son [z],
- les lettres finales non prononcées ne sont pas notées sauf pour distinguer des homonymes monosyllabiques (can « camp » ~ cant « combien ») et à la 3e personne du singulier des verbes si la consonne finale existe dans le reste de la conjugaison (sàb « il sait »).

Malgré le choix d'une graphie permettant de retrouver la forme orale de façon univoque, il faut relever l'existence de lettres de recouvrement servant à noter certaines prononciations dialectales différentes :
- à = o bref et ouvert,
- a bref et un peu indistinct ou e, a
- ch = [ts], [ʃ], [tʃ],
- j = [d͡z], [d͡ʒ], [ʒ],
- lh = [ʎ], [j],
- v = [v], [b].

#### Graphie de l'Escòla dau Pò
La graphie de l'Escolo dóu Po également appelée Grafia Concordata, a été élaborée par une commission spéciale créée en janvier 1971 par l'Escolo Dóu Po qui comprenait entre autres des linguistes (Giuliano Gasca-Queirazza, Corrado Grassi, Arturo Genre), un enseignant (Ezio Martin) et des poètes (Antonio Bodrero, Sergio Ottonelli, Sergio Arneodo, Beppe Rosso, Remigio Bermond, Franco Bronzat). Elle avait pour but d'adapter la graphie mistralienne aux dialectes des vallées italiennes. Elle a été publiée dans le journal Lou Soulestrelh le 8 août 1973.
Il s'agit d'une adaptation revendiquée de la graphie mistralienne mais elle présente certaines particularités dont celles-ci :
- eu note [Ø] (neuch « nuit »),
- ë note [ə] (tëmp « temps »),
- sh est prononcé comme sc(i) en italien,
- zh note [ʒ],
- h sert à indiquer que deux voyelles se prononcent séparément,
- x note [ð] et ç note [θ], des phonèmes présents dans la vallée du Pô,
- les diphtongues terminées par le son [u] s'écrivent avec ou comme aou, oou, etc.

Une voyelle longue est généralement notée par l'accent circonflexe (ëncoû 'encore »). Si une voyelle est en même temps tonique, fermée et longue, on écrit deux fois la voyelle avec un accent sur le premier signe (ée par exemple).

#### Graphie fébusienne
Au milieu du XIXe siècle, un grammairien, Jean-Vastin Lespy, a déjà élaboré à partir de textes anciens et modernes, une norme adaptée à l'occitan gascon. Il n'ose pas revenir à certaines formes médiévales. Il choisit la représentation ou pour le son [u] et ne restaure pas le v prononcé [b], ni le n final non prononcé. Ses travaux sont repris par les félibres de l’Escole Gastoû Febus en 1897, qui adoptent en 1905 des normes graphiques propres inspirées du système mistralien mais conservant des traits spécifiques de l'ancien béarnais. Elles sont modifiées plusieurs fois pour régler certains problèmes, dont celui du e final notant des voyelles distinctes. Jean Vastin Lespy utilise en effet ce graphème pour noter :
- une voyelle issue du A latin et prononcée différemment selon les endroits,
- une voyelle atone marquant généralement le masculin et prononcée [e] en Béarn, à l'exception de la région d'Orthez où elle se prononce [ə] comme dans le cas précédent.

Dans le tableau suivant, voici les différentes solutions qui ont été proposées en prenant comme exemple les mots cause « chose » et deute « dette » :
| cause | deute | Jean Vastin Lespy (1858) | notation par e de la voyelle issue du A latin et de la voyelle atone finale                                                                                            |
| ----- | ----- | ------------------------ | --- |
| cause | deutẹ | Simin Palay (1932)       | ajout d'un point sous le e s'il ne s'agit pas de la voyelle issue du A latin                                                                                           |
| causa | deute | Jean Bouzet (1937)       | notation de la voyelle issue du A latin par a |
| cause | déute | Joseph Courriades (1951) | accentuation de la voyelle de la syllabe précédant le e final s'il ne s'agit pas de la voyelle issue du A latin. Cette dernière notation n'est pas toujours appliquée. |

Il s'agit d'une graphie voulant rendre compte des différences dialectales dans la prononciation. Selon les endroits, « moi » se dit [jou] et s’écrit you ou bien se prononce [ʒou] et s’écrit jou. Les principales différences avec la graphie mistralienne sont les suivantes :
- [j] est noté y (yoenesse « jeunesse » par exemple),
- o devant une voyelle, se prononce [w] (boéu « bœuf » par exemple),
- ẹ, appelé e pointé, transcrit un [é] final atone : bàdẹ « naître »,
- où = [u] accentué et òu = [ɔu] avec accent tonique sur o (boùles « tu veux » et pòu « peur » par exemple),
- l'accent circonflexe marque la nasalisation d'une voyelle en général tonique (û cop « une fois »).

#### Graphie félibréenne

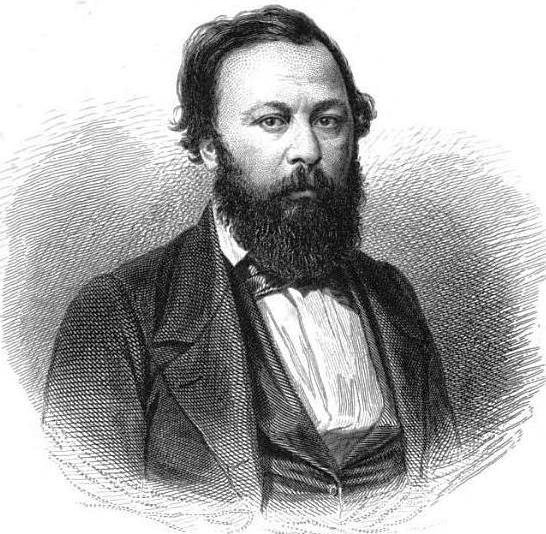
Joseph Roumanille, le concepteur de la norme mistralienne.

Dès 1853, les félibres ont défini un code graphique basé sur le sous-dialecte provençal rhodanien. Le succès de Mirèio (qui vaudra à Frédéric Mistral le prix Nobel de littérature) et l'édition de l'Armana Prouvençau vont en permettre la diffusion. Frédéric Mistral et le Félibrige ont fait le choix d'un système phonographique inspiré du français (son [u] noté ou, son [ɲ] noté gn) dont l’intérêt était de permettre à des locuteurs ne sachant plus lire que le français d'apprendre plus facilement à lire la langue d'oc. Cette graphie étant essentiellement basée sur la phonétique du provençal rhodanien, qui a posé des problèmes lorsqu'on a voulu appliquer cette norme à d'autres variétés dialectales dont la prononciation était différente.
Les différences entre les graphèmes du français et ceux de l'écriture mistralienne sont les suivantes :
- ch se prononce [tʃ] ou [ts] selon les parlers (chato « chatte ») ;
- e se prononce [e] (cerealo « céréale ») sauf s'il est suivi par -ll (bello « belle »), -rr (bierro « bière ») ou r avec une autre consonne (serp « serpent ») car alors il vaut [ɛ] ;
- lh existe dans le Trésor du Félibrige pour représenter le son [ʎ] dans les dialectes qui l'emploient ;
- j ou g devant e ou i se prononce [d͡ʒ] mais aussi [d͡z] ou [ʒ] dans certains dialectes (fusteja « charpenter », gingoulado « plainte d'un chien ») ;
- o se prononce [ɔ] lorsqu’il est tonique (doso « dose »), [o] ou [ɔ] en finale atone selon les parlers (cremaduro « brûlure »). Il se prononce [u] dans la conjugaison de la troisième personne du pluriel des verbes du premier groupe (c'est une astuce de Mistral pour différencier le -oun tonique du -oun atone) ;
- p se prononce [w] dans trois mots : cop « coup », trop « troupeau » et cap « cap maritime » ;
- r (quand il n'est pas géminé) se prononce [r] en début de mot et [ɾ] le reste du temps, mais cette prononciation tend de plus en plus à disparaître au profit [ʁ] plus proche du français
- u se prononce [u] dans les diphtongues ;

Quant au son [j], écrit ill en français, il est noté i (Mirèio « Mireille ») ou h lorsque i est tonique (Marsiho « Marseille »). 

#### Graphie classique modernisée

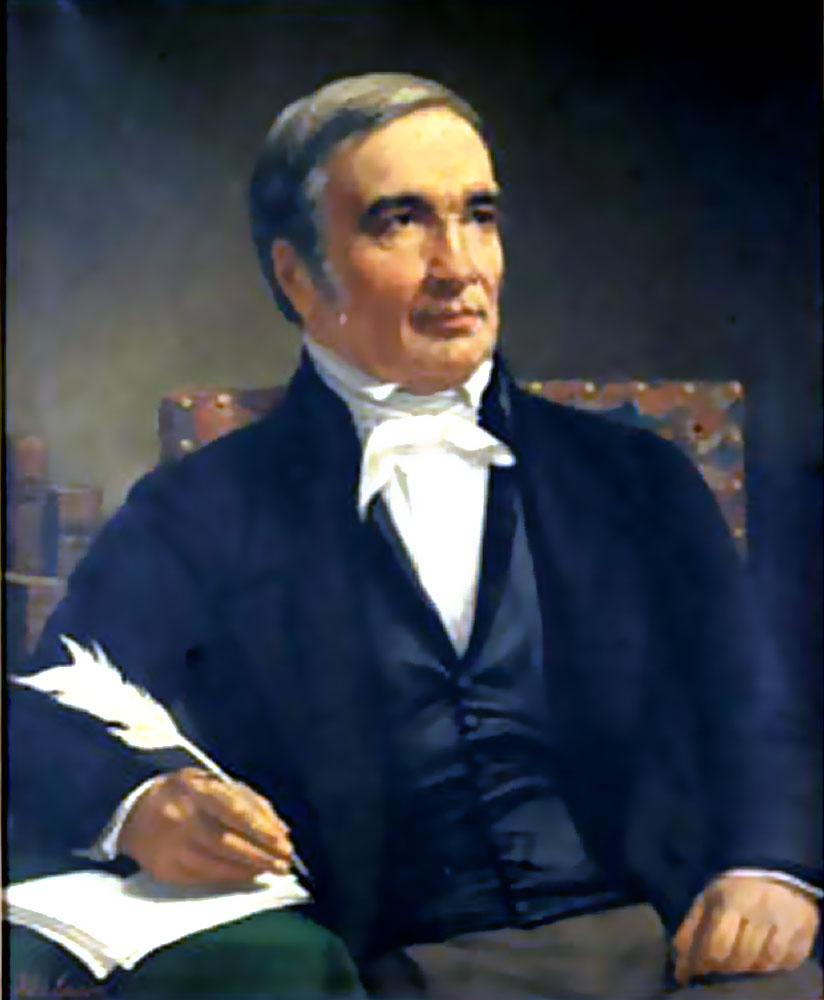
Simon Jude Onorat.

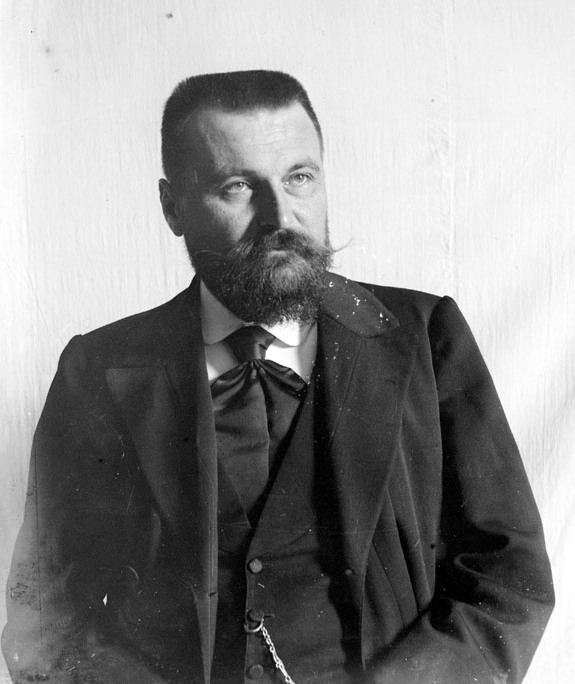
Antonin Perbòsc.

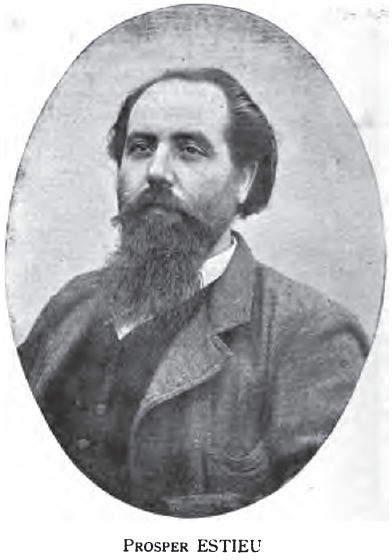
Prospèr Estieu.

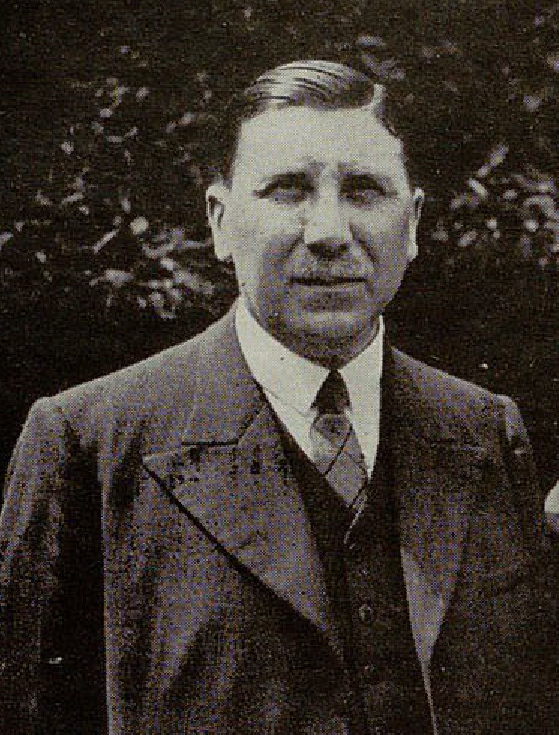
Loís Alibèrt.

Cette norme basée sur l'écriture médiévale de l'occitan ajoute un processus de codification des mots modernes. Elle a vocation à écrire l'ensemble des dialectes de la langue occitane. C'est pourquoi cette graphie est la seule à être utilisée sur l'ensemble de l'espace occitan. La graphie classique de l'occitan a été mise au point aux XIXe et XXe siècles par Simon-Jude Honnorat, Joseph Roux, Prosper Estieu, Antonin Perbosc, Louis Alibert et Joseph Salvat. Elle a été stabilisée et étendue à l'ensemble des dialectes occitans entre 1950 et 1969,,.
Elle a plus particulièrement été adaptée à l'aranais, au gardiol et au vivaro-alpin parlé dans le Piémont. Par ailleurs il convient d'ajouter que la graphie classique d'Honnorat se distingue légèrement des autres auteurs dans la mesure où elle utilise le -ou pour remplacer le -o en Occitan et elle utilise également -gn pour remplacer le -nh. À ce titre, Montanha dans la norme classique actuelle s'écrit Mountagna chez Honnorat.

##### Exemples de graphie occitane classique
Lecture et prononciation de la graphie découlant de la norme classique de l'occitan :
- « a » final atone : le plus souvent [o], [oe] mais est maintenu [a] à Nice, Montpellier, Saurat, Orange, Pontacq et dans les Alpes (exemple : Niça) ; [e] près de Lunel ; [ə] à Bessan[171].
- « o » > [u], « ou » français (exemple : lo solèu >[lu suˈlɛw])
- « ò » = o ouvert français ([ɔ]), diphtongue de façon plus ou moins systématique en [we], [wɔ] (fréquente notamment en provençal ; [wa] en niçois et provençal alpin) selon les régions et les termes concernés
- « nh » > [ɲ], « gn » français (exemple : la montanha > [la munˈtaɲo])
- « lh » > [ʎ] (ll castillan et catalan ; gli italien ; lh portugais) (exemple : la filha > [la ˈfiʎo]), neutralisé en [j] dans une bonne partie du domaine provençal

##### Prononciations de l'occitan selon la norme classique
Il n'y a pas de prononciation unique de l’occitan puisque par définition, la norme classique permet de lire les différents dialectes. La prononciation se fait selon des règles de lecture propres à chaque dialecte, avec donc de nombreuses exceptions. À partir de lettres de base, l’occitan utilise des symboles modificateurs, qui changent la prononciation de certaines lettres, ou simplement marquent une tonicité dans le langage comme : l’accent fermé ('), l’accent ouvert (`) et la diérèse (¨), ou le point de séparation entre s et h ou n et h (s·h ; n·h) en gascon.
Voyelles
- a:
  - -a-, a- et à se prononcent [a]
  - -a et á final se prononcent [ɔ], ou [a] (selon les dialectes) de même que -as et -an: a atone. Il peut exceptionnellement se prononcer [u] pour la terminaison du présent de l'indicatif du premier groupe : cantan [kantun]. Le [ɔ] ne se prononce pas comme un -o traditionnel mais s'en rapproche. En réalité c'est un son intermédiaire entre -a et -o presque muet qui ressemble au -o de "sort". Pour Mistral, les niçois auraient pu adopter le -o du féminin car leur -a se rapproche du "-o" final provençal.
- e:
  - e ou é se prononcent [e]
  - è se prononce [ɛ]
- i ou í se prononcent [i] (i > [j] dans une diphtongue)
- o
  - o ou ó se prononcent [u] ou [w]
  - ò se prononce [ɔ]
- u se prononce [u], [y] ou [ɥ] en position semi-vocalique, excepté quand il est après une voyelle [w]. Ex : lo capeu [kapeu] : le chapeau (provençal)

Consonnes
- b: [b]/[β] ; [p] en position finale (comme en catalan).
- c: [k]. [s] devant « e » et « i ». Quand il est double cc: [ts]
- ch: [tʃ]
- ç: [s], lettre d'origine espagnole ayant disparu en Espagne, elle servit à remplacer beaucoup de -s, -ts, -tz, -ti qui ont pour certains remplacé des -c étymologique (ex: provincia > provensa > provença ; autre exemple pour montrer qu'elle ne revient pas nécessairement au -c étymologique, joventia > joventa > jòvença ou Martius > Mars/Marts (mistralienne) > Mars/Marts/Març (classique)). À la différence de l'écriture mistralienne, l'utilisation de la cédille pour la lettre -c est plus répandu dans l'écriture classique, même si certains occitanistes préfèrent limiter le -ç à la façon de la norme mistralienne.
- d: [d]/[ð] ; [t] en position finale (comme en catalan).
- f: [f]
- g: [g]/[ɣ] devant « a », « o », « u ». [dʒ] devant « e » et « i ». Quand il est final, il se prononce [tʃ] (freg, ensag, mièg > [ˈfretʃ], [enˈsatʃ], [ˈmjɛtʃ]), parfois [k] (sociològ > [susiuˈlɔk]). gu devant « e » et « i » se prononce [g]/[ɣ]
- h: muet
- j: [dʒ]
- k: [k]
- l: [l]. Un double ll, se prononce [ll]. (lo capel en dialecte languedocien : le chapeau)
- lh: [ʎ], en position finale : [l]
- m: [m], final [m] (en Gascon) ou [n] (en dialecte languedocien). En double mm, [mm]
- n: [n]. Muet en position finale. [m] devant « p », « b » et « m ». [ŋ] devant c/qu et g/gu. [ɱ] devant « f ». nd et nt [n]
- nh: [ɲ]. En position finale [n]
- n·h : [nh] : eth con·hòrt (le confort)
- p: [p]
- qu: [k] devant « e » et « i »; [kw] autrement
- qü: [kw]
- r: [r] et [ɾ]. En position finale, il est muet dans la majorité de mots. rn, rm > [ɾ]
- s: [s]. [z] entre voyelles. ss donne [s]
- sh : [ʃ]
- s·h : [sh] : l'es·hlor (la fleur)
- t: [t]. ts : [ts] ; tg/tj: [tʃ]. tl: [ll]. tn: [nn]. tm: [mm]. tz: [ts] th : [tt] (eth/lo capèth : le chapeau en gascon) ou [s] (capvath)
- v: [b]/[β]
- w: [w], [b]/[β]
- x: [ts], [s] devant une consonne
- y: [i]/[j]
- z: [z], [s] en position finale

### Normes littéraires
Trois normes littéraires régionales ont acquis une certaine notoriété :
- La norme littéraire gasconne, basée sur le parler du nord du Béarn, a bénéficié du prestige d'ancienne langue officielle d'État. Elle est utilisée dans toute la zone dialectale gasconne.
- La norme littéraire provençale est basée sur le parler rhodanien. Il a acquis du prestige grâce à sa mise en avant par le Félibrige à l'origine du renaissantisme occitan et aux œuvres littéraires créées par Frédéric Mistral, récompensé du prix Nobel de littérature. Elle est utilisée uniquement dans les zones dialectales provençales rhodanienne et maritime.
- La norme littéraire languedocienne est basée sur le travail de Louis Alibert. Il s'est inspiré de la normalisation du catalan et a choisi des formes orientalisantes du languedocien. Les succès de l'occitanisme après-guerre ont déplacé le centre de gravité du mouvement occitan de la Provence rhodanienne (Arles) au Languedoc méridional (Toulouse, Montpellier). La norme littéraire languedocienne est utilisée dans toute la zone dialectale languedocienne et sert de base plus ou moins bien acceptée pour l'occitan référentiel.

Aucune norme littéraire n'a réussi à s'implanter dans toute l'Occitanie.

### Standardisation
Une langue standardisée répondrait aux besoins d'usages modernes de l'occitan : enseignement, études universitaires à l'étranger, médias et autres moyens de communication. La situation actuelle de l'occitan oblige à créer plusieurs versions dialectales d'un même produit au détriment de la diversité de production.
Selon le conseil de la langue occitane (CLO), une forme standard permet à l'occitan de répondre à toutes les fonctions de communication d'une langue dans la société moderne, d'enregistrer les formes essentielles de la langue et de les rendre accessibles à tous, de donner des bases solides aux apprenants en évitant l'insécurité linguistique, de faciliter la diffusion massive de l'occitan dans la société et de favoriser le bien-être culturel de la population occitane en mettant à sa disposition un type d'occitan largement accessible et revalorisé.

#### Koinè occitane
La koinè occitane était une forme d'occitan supradialectal disparu vers le XVIe siècle à la suite de bouleversements politiques.

#### Occitan de Navarre
La scripta occitane de Navarre était une forme écrite d'occitan utilisée comme langue juridique officielle dans le Royaume de Navarre aux XIIIe et XIVe siècles. Elle semble composée d'une base de koinê archaïsante du languedocien méridional et de scripta navarro-romane, avec des ajouts importants de gascon, de catalan et d'aragonais ainsi que possiblement quelques apports de langue d'oïl et du castillan.

#### Standards littéraires régionaux
Plusieurs standards littéraires régionaux de l'occitan développés au cours des XIXe et XXe siècles sont parvenus à un niveau plus ou moins avancé de standardisation, :
- l'auvergnat (standard embryonnaire)
- le gascon (standard avancé)
- le languedocien (avancé)
- le limousin (avancé)
- le provençal nissard (moyennement avancé)
- le provençal général (avancé)
- le vivaroalpin (embryonnaire).

On assiste depuis 1990 à la standardisation de sous-dialectes hors de France : l'aranais, forme locale du gascon d'Espagne ; et le cisalpin (ou alpin oriental) qui est un ensemble hétérogène du vivaroalpin d'Italie incluant aussi le dialecte transitionnel royasque.

#### L'occitan large
Outre ces expériences de normes littéraires, du côté de la norme classique, la volonté consciente de fixer une variété standard en occitan est apparue dans les années 1970 avec les recherches des linguistes Pierre Bec, Robert Lafont, Roger Teulat, Jacme Taupiac, suivis dans les années 1980 par Patrick Sauzet. La variété standard est appelée selon les auteurs occitan référentiel, occitan standard ou plus récemment occitan large (occitan larg, P. Sauzet). Selon le consensus de la majorité des spécialistes qui travaillent sur ce projet, l'occitan large se compose :
- d'une variété générale qui se base sur le dialecte languedocien, considéré comme dialecte intermédiaire, sans aucune notion de supériorité,
- d'adaptations régionales du standard, prenant en compte certains traits dialectaux typiques, tout en conservant une grande convergence et une conception unitaire. C'est une manière de fédérer dans l'occitan large les différentes normes littéraires régionales qui se sont développées au cours du XIXe et du XXe siècle.

À l'heure actuelle, le concept d'occitan large est encore mal compris. Des occitanistes y sont opposés car ils croient que celui-ci est basé seulement sur le dialecte languedocien alors que les spécialistes de la standardisation de l'occitan acceptent le principe d'une solution pluricentrique avec des adaptations régionales. De cette manière, tous les grands types régionaux de l'occitan restent égaux en valeur et en dignité.
Dans l'unique territoire où l'occitan est pleinement reconnu comme langue officielle, la Catalogne, deux variétés codifiées de l'occitan sont soutenues: l' aranais (gascon local du Val d'Aran) et l'occitan général basé sur le languedocien,.
Les critiques avancées contre l'occitan référentiel découlent de l'usage par défaut du languedocien littéraire de Louis Alibert. Celui-ci a choisi des formes orientalisantes de l'occitan, s'éloignant artificiellement de l'auvergnat, du groupe gascon dont l'aranais qui est officiel en Catalogne, et même d'une part notable du reste du languedocien. En effet, la mise en place d'un occitan référentiel neutre nécessite d'énormes efforts de recherche sur les usages linguistiques pour en faire ressortir les formes les plus communes et les mieux acceptées par les locuteurs. Cet objectif d'élaboration et de promotion de l'occitan standard ne disposant pas des ressources nécessaires à la vue des moyens disponibles pour une langue non-étatique. Par défaut, la reprise du travail d'Alibert est la solution la plus efficace à mettre en place.
Pour remédier à ces problèmes, il a été proposé de réintégrer le baléare-catalan-valencien dans l'occitan standard. Ce qui permettrait de rééquilibrer les choix linguistiques en donnant plus de poids aux formes aquitano-pyrénéennes, de disposer d'une masse importante de locuteurs potentiels, et d'obtenir les moyens essentiels à son développement. Toutefois, le catalan standard est aujourd'hui bien implanté et l'identité catalane moderne, séparée de l'occitane, traduisent un manque d'intérêt du côté catalan,

#### Standardisation bicéphale

Carte présentant 11 isoglosses significatifs de l'idiome gascon.

Lors de l'officialisation de l'occitan dans la communauté autonome de Catalogne, le gouvernement a été confronté à la nécessitée d'une forme standard de l'occitan. Pour les raisons indiquées ci-dessus, l'occitan large est jugé trop éloigné de l'occitan aranais. En effet, l'aranais fait partie des formes pyrénéennes du gascon qui cumulent toutes ou quasiment toutes les caractéristiques spécifiques attribuées à l'idiome gascon. Pour comparaison avec le gascon vernaculaire de la région bordelaise, la zone la plus peuplée de Gascogne, celui-ci est beaucoup plus proche des autres dialectes occitans. Par exemple, la transformation emblématique du F latin en H aspiré gascon est absente.
La Generalitat de Catalogne a alors choisi d'utiliser deux standards de l'occitan: le référentiel basé actuellement[C'est-à-dire ?] sur le standard littéraire languedocien de Louis Alibert et un standard spécialement conçu pour le Val d'Aran. Si un rapprochement n'est pas effectué entre les deux formes, l'occitan pourrait garder un caractère double comme le norvégien bokmål et nynorsk. Le Béarn, lui aussi accroché au piémont pyrénéen, a été le lieu de naissance et de développement principal du standard littéraire gascon largement répandu en Gascogne. Dans ces conditions, sa connexion avec le standard gascon aranais accentuerait les divergences d'élaboration au sein de l'occitan.

Ci-dessous la signification des principaux isoglosses caractérisant le gascon :
| 1  | -II- > -r- entre voyelles (anhèra ‘agnelle’ < lat. agnella) -ll- > -th en fin de mot (anhèth ‘agneau’ < lat. agnellum)             |
| 2  | f > h (haria ‘farine’ < lat. farina)                                                                                               |
| 3  | r- > arr- (arren ‘rien’ < lat. rem)                                                                                                |
| 4  | amuïssement de -n- entre voyelles (lua ‘lune’ < lat. luna)                                                                         |
| 5  | -nd- > -n- (tóner ‘tondre’ < lat. tondere)                                                                                         |
| 6  | métathèse : praube ‘pauvre’ < lat. pauperum                                                                                        |
| 7  | Syntaxe: utilisation du “que énonciatif” en énoncé assertif (ex. que bieni ‘je viens’)                                             |
| 8  | Syntaxe : type quan lo men hilh e sia gran, fr. ‘quand mon fils sera grand’ (subjonctif en subordonnée temporelle à valeur future) |
| 9  | Articles définis eth ‘le’ < lat. illum, era ‘la’ < lat. illa                                                                       |
| 10 | Lexique : maishèra ‘joue’ < lat. maxilla ≠ gauta, jauta (autres variétés occitanes) < celt. gabata                                 |
| 11 | Lexique: tòs ≠ abeurador (autres variétés) : ‘abreuvoir’, tistèth ≠ panièr (autres variétés) : ‘panier de vendangeur’              |

#### Convergence inter-dialectale
On assiste dans certaines conditions à la convergence inter-dialectale d'une langue non-standardisée, comme dans l'alémanique de Suisse nommé suisse allemand. Plusieurs phénomènes modernes peuvent aboutir au même résultat pour l'occitan:
- Les déplacements inter-régionaux de personnes parlant des variantes différentes d'occitan (tourisme, emploi, retraite,etc.).
- L'usage de différents dialectes dans des productions audiovisuelles, parfois au sein de la même émission télévisée ou radiophonique, d'un seul film, dessin-animé ou reportage.
- Le développement d'internet, grâce auquel différentes formes d'occitan sont utilisés dans les articles, les commentaires et les forums, parfois au sein du même média.
- Les méthodes d'enseignement de la langue occitane qui privilégient un idiome et initient les apprenants à d'autres dialectes[186].
- Les dictionnaires et les glossaires occitans qui rassemblent un choix de mots, d'expressions idiomatiques et grammaticales multiples illustrent l'évolution inter-dialectale du lexique occitan[187],[188],[189].

Le résultat de cette convergence inter-dialectale de l'occitan pourrait être bien acceptée par les locuteurs de différentes variantes car il serait perçu comme une évolution "naturelle" et non "imposée". Cependant, il conserverait longtemps une variabilité interne forte et souffrirait d'un manque de normativation. À terme, il existerait une forme standard de l'occitan et des régionalismes dans l'utilisation de celui-ci.

#### Néo-koinè panoccitane
La création d'une koinè a été proposé par plusieurs auteurs afin de doter le diasystème occitano-roman (occitan et catalan) d'une langue écrite, qui ne serait complètement unifiée ni phonétiquement ni graphiquement. Elle ne serait pas en opposition avec la diversité des variétés linguistiques parlées, comme le serait par exemple l'imposition d'un dialecte comme standard,. De plus, chaque région pourrait conserver sa propre lecture orale tandis que l'écrit serait commun. Sa constitution permettrait de résoudre les problèmes liés à la normativation dans le domaine occitano-roman.
Parmi les éléments en faveur de ce standard, les auteurs citent aussi l'existence d'une civilisation commune entre Occitans et Catalans et d'une conscience de cette unité au fil des siècles; la masse importante de locuteurs potentiels; la centralité dans le monde latin de cet idiome ce qui pourrait en faire une langue opérationnelle dans toute l'aire romane européenne.
Par contre, si cette koïnè serait reçue avec sympathie en Occitanie, elle pourrait être vue comme une trahison par les Catalans. qui n'ont pas besoin d'une langue et d'une graphie communes. On peut se poser également des questions sur le succès d'implantation de cette langue artificielle si on se réfère à d'autres cas comme le norvégien landsmaal.
Cependant, elle aurait le mérite de débarrasser le catalan et l'occitan des interférences linguistiques françaises ou espagnoles. Elle pourrait aussi résoudre plusieurs problèmes du côté occitan. L'occitan référentiel est perçu comme trop languedocien à l'extérieur du Languedoc et trop éloigné des parlers populaires à l'intérieur. Le gascon connaît des difficultés à s'intégrer dans l'ensemble occitan particulièrement avec l'occitan référentiel qui en se recentrant plus au nord s'est éloigné des formes catalanes et gasconnes. Dans le domaine vivaro-alpin, un dialecte nord-occitan peu connu, souvent confondu avec le provençal, la tendance régionaliste est faible, et le projet d'une langue commune peut donc intéresser. Des propositions concrètes d'une koinè occitano-romane sont proposées plus récemment en Espagne.

#### Le Basic
Le Basic est un projet de lexique mettant l'accent sur ce qui est commun au sein de l'occitan. Le but est de contribuer à montrer l'unité de la langue occitane tout en respectant sa diversité interne. Le congrès permanent de la langue occitane (CPLO) a constaté que presque tous les lexiques et dictionnaires en graphie classique sont dialectaux ou proposent un standard qui n'est pas unanimement accepté.
Paradoxalement, les variations géographiques ont été beaucoup plus étudiées que ce qui est commun à tout l'occitan. « Le Basic, en plus de favoriser la conscience de l'unité de la langue, doit permettre de relativiser la variation et surtout de faciliter l'intercompréhension entre variantes, l'ouverture à l'ensemble de l'occitan qui fait souvent défaut. » Le projet en cours est disponible sous forme de lexique français-occitan: Basic (commun gasc-lang)

## Unité ou négation historique de la langue d'oc

### Gaston Paris et le continuum linguistique roman

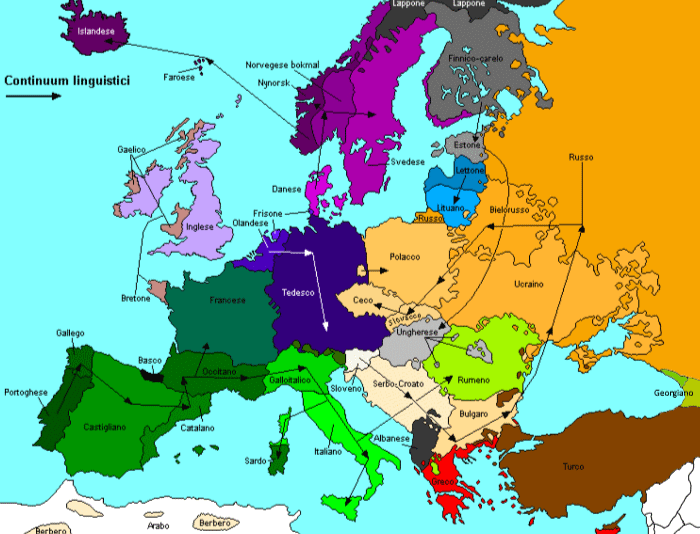
L'occitano-roman est au cœur du continuum linguistique des langues romanes.

La délimitation des langues romanes, aux XIXe et XXe siècles, a fait l'objet de débats, essentiellement en France, sur l'appartenance ou non de l'espace d'oc au français. Alors que les premières grammaires des langues romanes séparèrent nettement le provençal (au sens large de langue d'oc) du français, tout un courant autour de Gaston Paris s'attacha à présenter l'unité des dialectes gallo-romans (français, francoprovençal, occitan) en développant la théorie du continuum des parlers romans (l'enquête de Charles de Tourtoulon et d'Octavien Bringuier, en 1876, est lancée par le Félibrige pour contredire cette théorie). Cette négation de l'occitan, de son existence en tant que langue indépendante, se traduisit par des appellations diverses :
- premièrement, l'insistance sur la dichotomie langue d'oc et langue d'oïl : le français ancien aurait connu deux modalités, qui auraient en quelque sorte fusionné dans le français moderne[196]
- secondement, des appellations purement géographiques : dialectes romans du Midi de la France, langue romane du Midi de la France, français du Midi[197], littérature méridionale[198] ; ce déni va se poursuivre jusque dans les publications récentes[199].

Aujourd'hui, l'existence d'une frontière linguistique entre l'occitan et le français est largement reconnue. Alors que la délimitation de l'occitan par rapport aux langues romanes voisines est moins évidente.

### Une langue d'oc ou plusieurs?
| - Vivaro-alpin - Auvergnat - Limousin - Sud-vivarais - Provençal - Niçois - Languedocien - Gascon | - Baléare - Alguérois - Roussillonais - Catalan central - Catalan nord-occidental - Valencien - Ribagorsanais (Bénasquais inclus) - Aragonais |

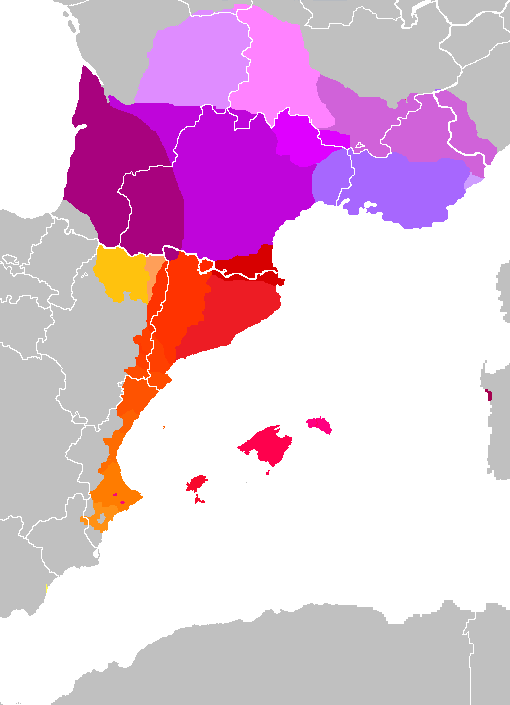
Langues et dialectes occitanoromans.
Vivaro-alpin
Auvergnat
Limousin
Sud-vivarais
Provençal
Niçois
Languedocien
Gascon
Baléare
Alguérois
Roussillonais
Catalan central
Catalan nord-occidental
Valencien
Ribagorsanais (Bénasquais inclus)
Aragonais

Alors que cette dichotomie a fait place dans la plupart des ouvrages sur les langues romanes,, à une reconnaissance assez large de l'occitan comme langue distincte du français, c'est l'unité de la langue qui a été remise en cause à partir de la fin des années 1960 par un certain nombre de mouvements régionalistes.
Louis Bayle, écrivain et linguiste provençal, anime l'Astrado, association et maison d'édition provençale. Après avoir critiqué l'adaptation de la graphie classique au provençal,, il multiplie les publications hostiles à l'occitanisme, et même au Félibrige avec lequel il finira par rompre. En 1975, l'Astrado publie, en collaboration avec Pierre Bonnaud, un document sous la signature de la CACEO (Confédération des associations culturelles et enseignants d'oc), qui remet en cause l'unité de la langue d'oc. Cela se traduit, début 1976, par une circulaire du ministère de l'éducation (René Haby) utilisant pour la première fois le terme au pluriel « langues d'oc ». L'Astrado publiera en 1980 un ouvrage de Jean-Claude Rivière, Langues et pays d'oc, qui développe le concept de langues d'oc au pluriel.
Dès 1976, le Secteur de linguistique de l'Institut d'études occitanes a rejeté l'ensemble de ces arguments en rappelant :
- que l'IEO ne préconise aucune langue unifiée, mais s'appuie au contraire sur l'enseignement des variétés locales ;
- que les partisans des « langues » au pluriel font la confusion entre la langue objet de description (et de prescription) linguistique et la langue comme moyen de communication.

Cette utilisation officielle de « langues d'oc » au pluriel (par ailleurs sans suite) soulève des protestations d'autant qu'elle est assortie, en Provence, à l'interdiction de toute graphie autre que mistralienne (alors qu'au contraire, en Auvergne, les partisans de P. Bonnaud et de la graphie classique finissent par se « partager » le terrain). À la suite du changement de majorité politique en France, en 1981, la pluralité des graphies est rétablie.
Les tensions s'apaisent un temps pour aboutir à la création, fin 1991, du CAPES d'occitan-langue d'oc (il porte les deux noms, et le premier jury est composé d'un panel d'occitanistes tel Gérard Gouirand et de provençalistes comme Claude Mauron). Dans la même période, Philippe Blanchet propose une nouvelle théorie sociolinguistique pour expliquer la séparation du provençal de l'occitan.
Néanmoins, les partisans des « langues d'oc » au pluriel (l'Astrado a rejoint une association appelée « Collectif Provence ») se font de nouveau entendre dans les années 2000 avec d'une part l'émergence d'un Enstitut Biarnés e Gascoûn, en Béarn, et d'autre part Aigo Vivo, en Cévennes. Les manifestations bisannuelles pour l'occitan, organisées par l'Institut d'études occitanes, le Félibrige, la FELCO, la Confédération des calandretas et Oc-Bi (Carcassonne, 2005, Béziers, 2007, Carcassonne, 2009, 13 000 personnes selon la police), sont assorties de contre-manifestations « pour les langues d'oc ».
La dernière en date, qui s'est déroulée le 3 octobre 2009 entre Beaucaire et Tarascon,, a regroupé 500 personnes. En parallèle, certains hommes politiques, dont Michel Vauzelle, Jean-Claude Gaudin[réf. nécessaire], Michel Charasse ou Christian Estrosi, soutiennent publiquement cette revendication.

### Langue littéraire unifiée
Entre le XIe siècle et le XIIIe siècle, il existe une langue littéraire nommée par les troubadours du nom générique de « langue romane » ou « roman » pour la différencier du latin. Les auteurs modernes l’ont nommée koinè sur le modèle de la koinê grecque, qui était une forme de grec relativement unifié sous la période hellénistique (300 av. J.-C. - 300 ap. J.-C.). À partir du XIXe siècle, l’hypothèse dominante lancée par Camille Chabaneau en 1876 fut que la « langue romane » utilisée par les troubadours avait pour base le dialecte limousin. La présence de certains des premiers troubadours originaires du Limousin et de la Gascogne à la cour de Guillaume X (1126-1137), fils du premier troubadour Guillaume IX, explique la diffusion de cette langue littéraire au sein du duché d'Aquitaine. Le futur Languedoc et la Provence ne connurent les troubadours que par la suite dans la seconde moitié du XIIe siècle. L’autre hypothèse avancée d'une origine poitevine s'appuie sur l'idée que le dialecte poitevin parlé à la cour de Guillaume IX d'Aquitaine faisait partie de la langue d’oc et que le prestige du duc aurait permis ensuite la diffusion de cette langue dans tout l’espace troubadouresque. La dernière hypothèse apparue dans les années 1950 considère la langue littéraire comme une langue classique forgée à partir des textes trouvés dans l’occitan central, région où ont été conservées les plus anciennes chartes en langues d’oc datant du XIe siècle.
Pierre Bec, spécialiste des troubadours, indiquait dès 1967 qu’« Il est d’ailleurs difficile de juger de cette langue avec précision puisque nous n’en connaissons qu’une pâle copie, celle que les scribes ont bien voulu nous transmettre dans les différents manuscrits. Si substrat dialectal il y a, c’est souvent celui du copiste qui se manifeste à son insu. Et là, bien souvent, règne l’arbitraire le plus absolu : à un vers d’intervalle, tel ou tel mot se présente, non seulement avec une autre graphie, mais avec un phonétisme appartenant à un dialecte absolument différent. Et que dire encore si l’on compare, à propos d’un même texte, les diverses leçons léguées par les manuscrits ! Il est impossible de dire exactement dans quelle langue ont été écrites les poésies des troubadours. »

### La place du catalan et du gascon
Le gascon et le catalan posent un problème de classification au vu de certains traits ibéro-romans. Dans son ouvrage Linguistique romane, le romaniste Martin-Dietrich Glessgen opte pour classer le gascon dans l'ensemble occitan. La place du catalan a longtemps fait débat, les mouvements de renaissance de la langue (Félibrige, occitanisme des années 1930) l'ayant longtemps inclus dans la langue d'oc.
- Voir aussi les liens entre l'occitan, le gascon et le catalan.

## Classification des parlers occitans
L'occitan forme un continuum linguistique. Cependant, pour des raisons de catégorisation linguistique, des dialectes ont été définis. Selon Ronjat, le gascon constitue le seul dialecte clairement différencié, les limites entre les autres dialectes restant floues. En dehors de la classification dialectale usuelle, il existe d'autres méthodes de classification scientifique des parlers occitans. Ainsi, un modèle réaliste du continuum occitan est proposé par les méthodes dialectométriques, développées notamment par Hans Goebl.

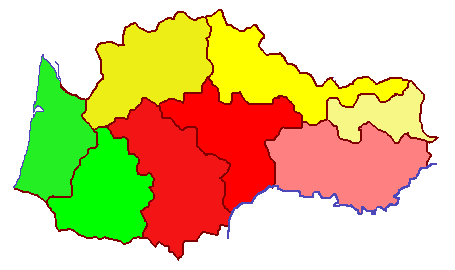
Variation dialectométrique de l'occitan selon Hans Goebl.

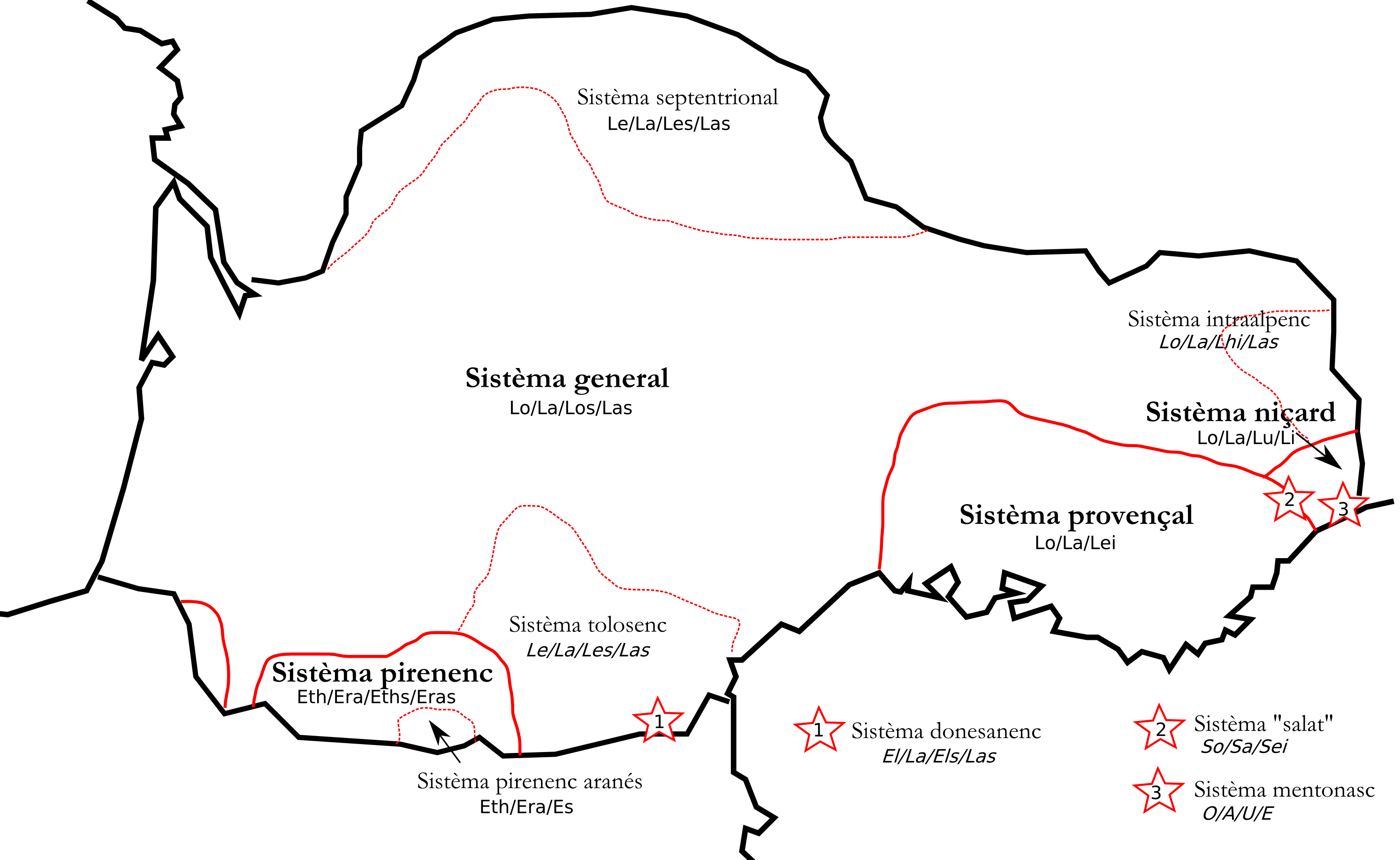
Les systèmes de l'article défini montrent bien la continuité linguistique de l'occitan.

### Dialectes de l'occitan

#### Classification dialectale classique

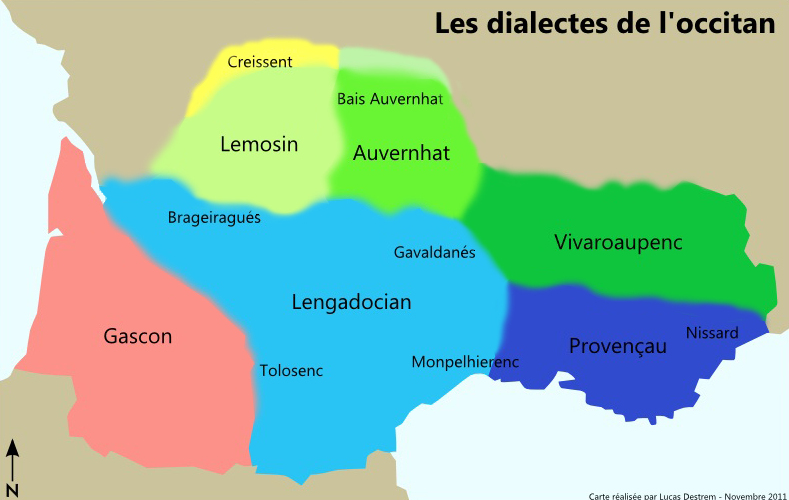
Classification classique des dialectes de l'occitan (noms en occitan).

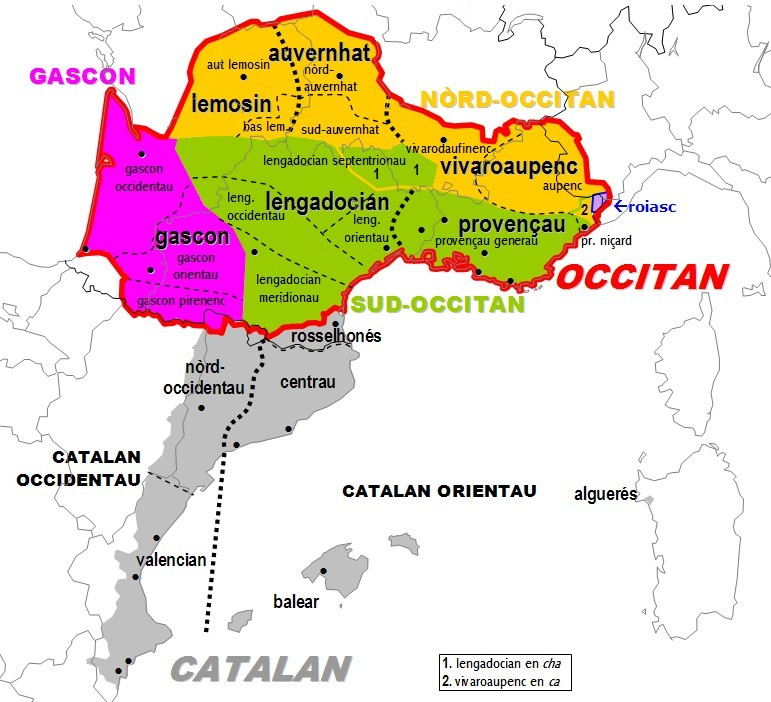
Classification des dialectes occitans selon la synthèse de Domergue Sumien.

L’occitan est généralement classé en six dialectes :
- l’auvergnat
- le gascon, considéré parfois avec ses spécificités comme une langue distincte se rapprochant de l'ibéro-roman à l’instar du catalan
  - l’aranais est la variété de gascon pyrénéen en usage dans le Val d’Aran (en Catalogne), où elle a un statut de langue officielle.
  - le béarnais a été considéré comme une langue distincte du gascon jusqu'aux années 1930. Il s'agit en fait du gascon parlé sur le territoire de la principauté de Béarn.
  - la langue sifflée pyrénéenne était utilisée à Aas, dans la vallée d’Ossau (Béarn). Elle se base sur la phonétique du gascon de cette région. Les langues sifflées sont rares dans le monde. Dans le cas des Pyrénées, elle permettait une communication à longue distance[232].
- le languedocien
- le limousin
  - le marchois est la forme septentrionale du limousin. Parlé dans le nord de la Haute-Vienne et de la Creuse, il présente des influences d'oïl, notamment dans la prononciation et l'amuïssement des voyelles finales.
- le provençal
  - le niçois est généralement rattaché linguistiquement au provençal, malgré son originalité phonétique[233] mais est parfois décrit comme un dialecte à part par certaines associations diverses compte tenu du fait que le Comté de Nice s'était politiquement séparé de la Provence et qu'en Provence il y a une tendance à reconnaître les dialectes provençaux en langue (ex: langue provençale (maritime et rhodanien), niçois, gavot) même si les linguistes réfutent quasi-systématiquement ces dires.
- le vivaro-alpin[234]

Le catalan est considéré par la plupart des auteurs comme une langue séparée mais d'autres incluent les parlers catalans dans l'occitan.

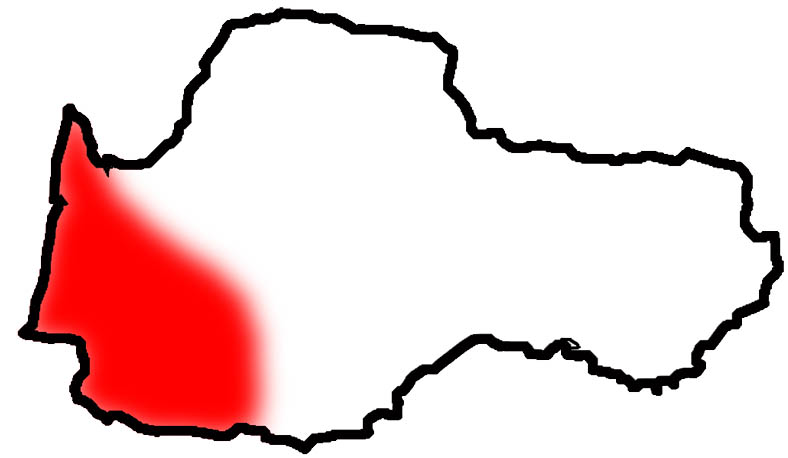
Gascon
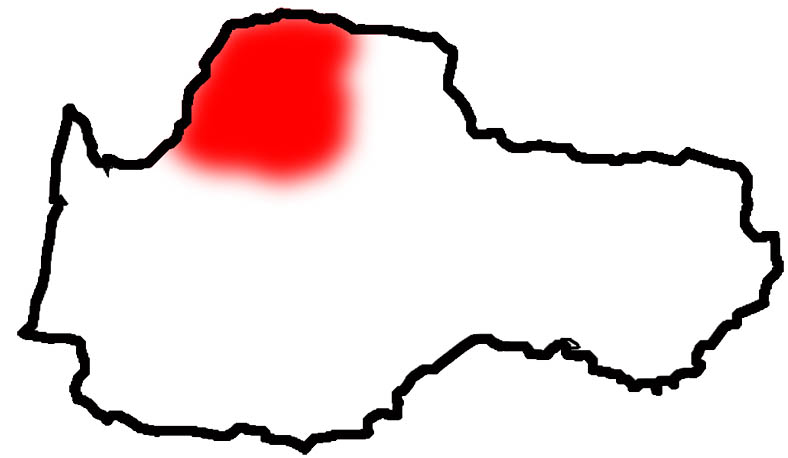
Limousin
Auvergnat
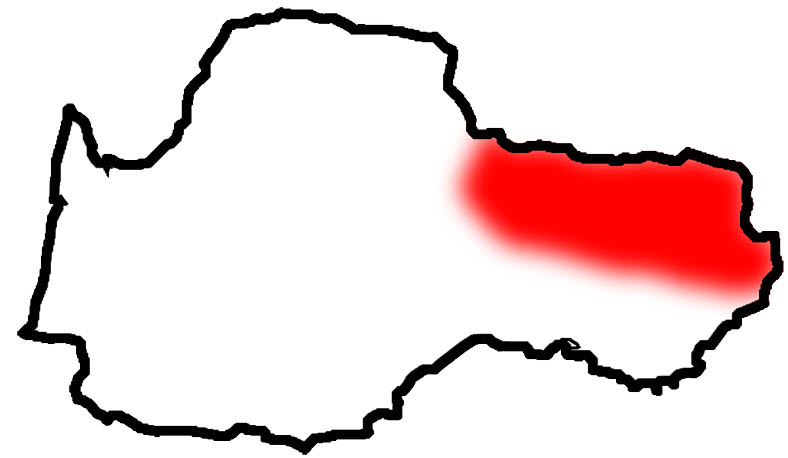
Vivaro-alpin
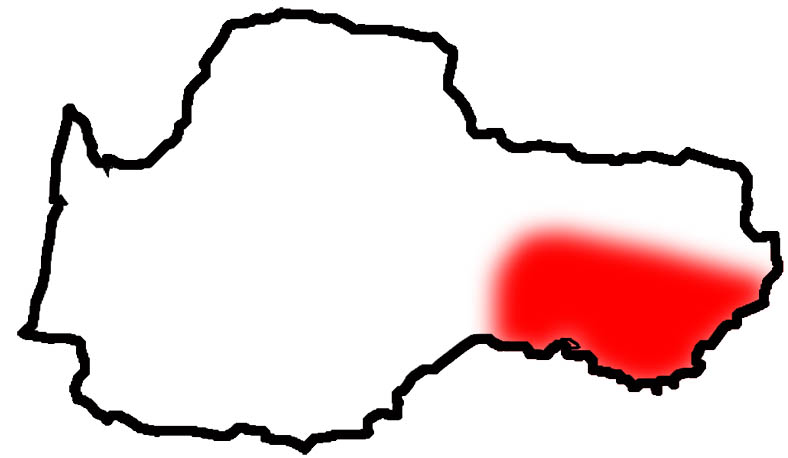
Provençal
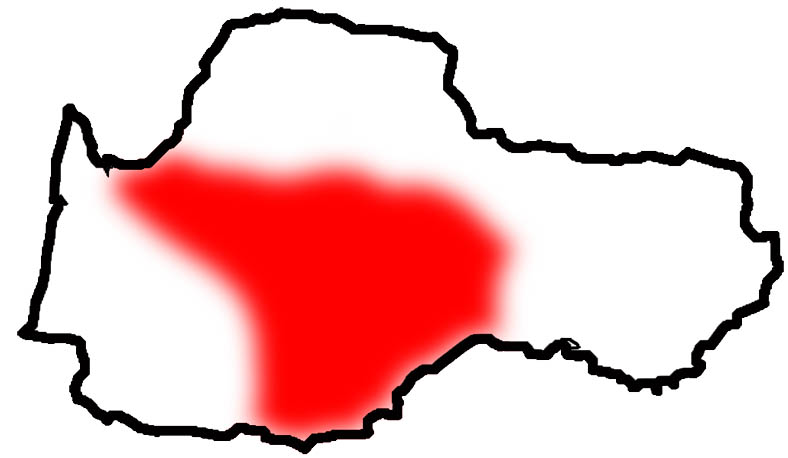
Languedocien

#### Autres classifications dialectales

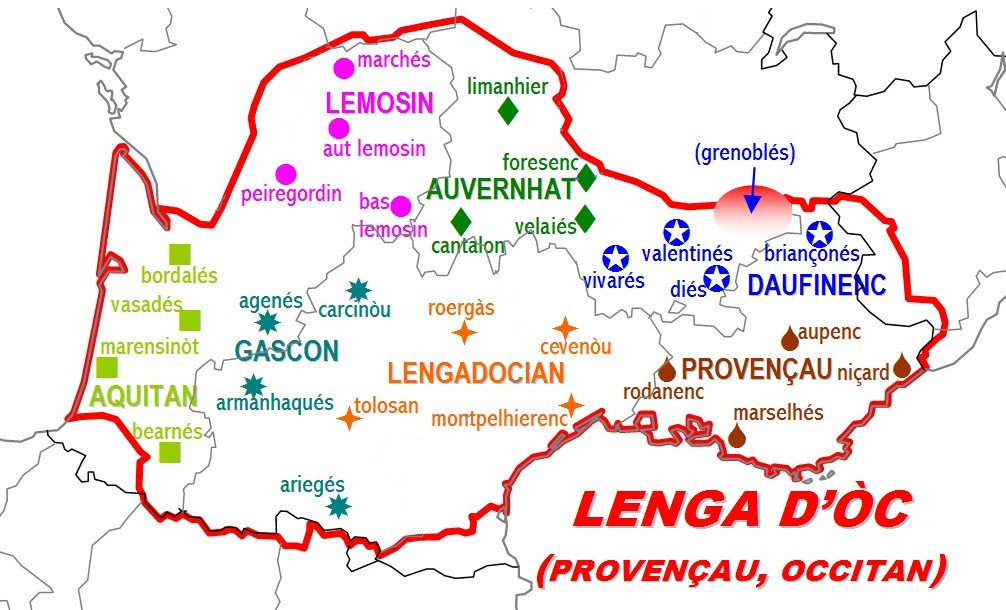
Dialectes de l'occitan selon Frédéric Mistral.
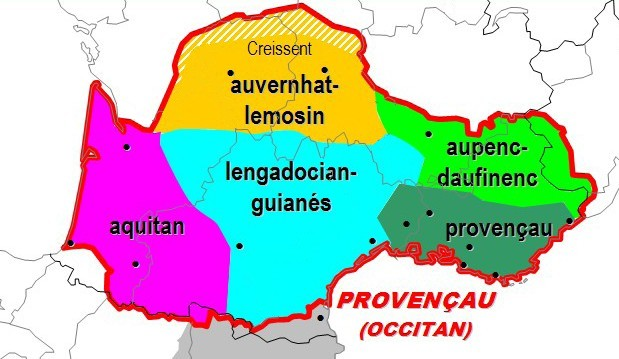
Les dialectes de l'occitan selon Jules Ronjat.
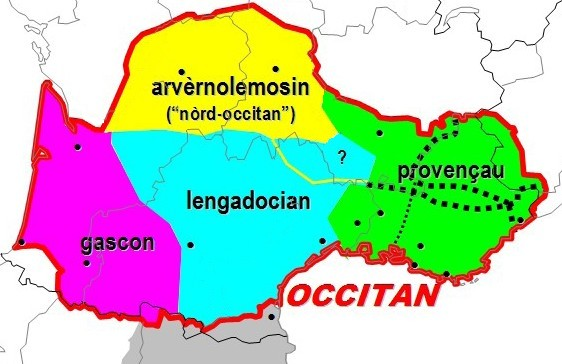
Les dialectes de l'occitan selon Jacques Allières.
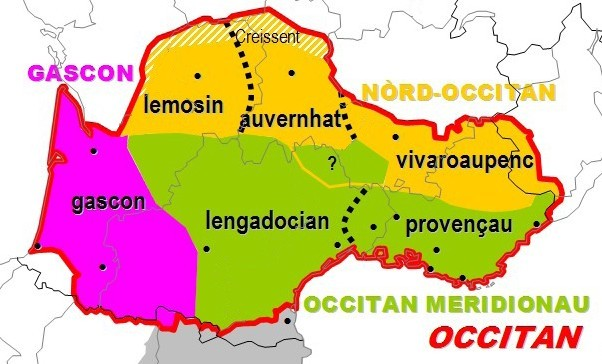
Dialectes de l'occitan selon Pierre Bec.

L'universitaire provençal Guy Martin se rapprochait dans son livre Grammaire provençale de la thèse de Pierre Bec concernant la classification linguistique de l'occitan. Il ne faisait pas de distinction particulière entre ce que Mistral appelait le dialecte provençal (Sud-Occitan) et le dialecte dauphinois (Nord-Occitan). Il présentait le dialecte Nord-Occitan dans sa partie orientale comme un dialecte « difficilement séparable sur le plan socio-linguistique » vis-à-vis de celui sud-occitan oriental compte tenu que la Provence s'étendait autrefois sur ce territoire mais indissociable sur le plan géo-linguistique avec le limousin et l'auvergnat. Ainsi, Guy Martin parle dans son livre d'un occitan oriental qui reprend grosso modo les mêmes délimitation du provençal proposées par Jacques Allières. À la différence de Mistral, il nomme la partie Nord-occitane en dialecte rhodano-alpin (ou vivaro-alpin) et la partie Sud-occitane en dialecte rhodano-méditerranéen qui reprend les délimitations données au provençal. Le premier se divise en trois sous-dialectes que sont l'intra-alpin (central, méridional, septentrional), le nord-rhodanien (méridional, septentrional) et l'inalpin (ou transalpin) alors que le second comprend le maritime (occidental, varois, oriental), le bas-rhodanien (central, oriental, occidental, septentrional), une zone d'interférence (rhodanien / maritime et maritime / alpin), ainsi que le « complexe niçois » (côtier, intérieur, oriental).

### Classifications supradialectales

#### Classification supradialectale classique

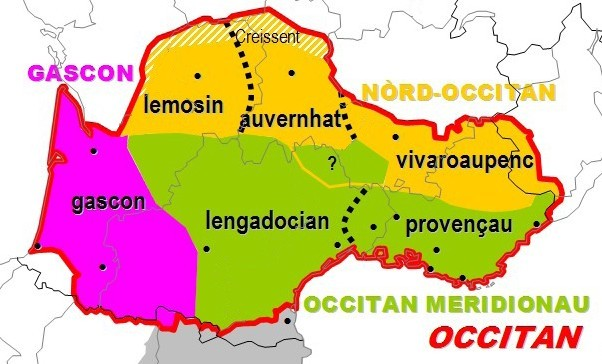
Classification supradialectale classique.

La classification supradialectale classique de l'occitan est la suivante :
- Gascon
- Nord-occitan
  - Auvergnat
  - Limousin
  - Vivaro-alpin
- Occitan moyen (ou Occitan méridional)
  - Languedocien
  - Provençal

#### Classification supradialectale selon Pierre Bec

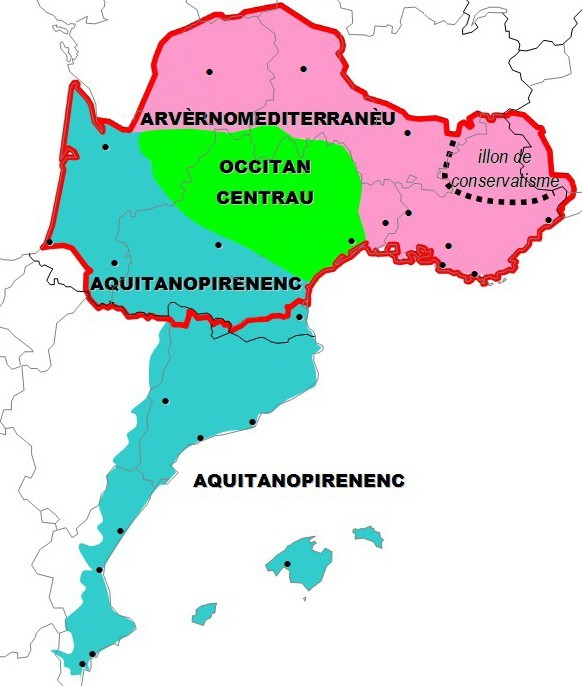
Classification supradialectale de l'occitan selon P. Bec.

Pierre Bec établit une autre classification selon les lignes suivantes :
- Arverno-méditerranéen[236]
  - Limousin
  - Auvergnat
  - Vivaro-alpin
  - Provençal, inclus le sous-dialecte nissart
- Occitan central[237], le dialecte languedocien, excepté le sous-dialecte sud-languedocien.
- Aquitano-pyrénéen[236]
  - sous-dialecte sud-languedocien
  - Gascon
  - Le catalan-valencien-baléare est une langue Ausbau qui est devenu indépendante de l'occitan mais qui est de souche aquitanopyrénéenne.

#### Classification supradialectale selon Domergue Sumien

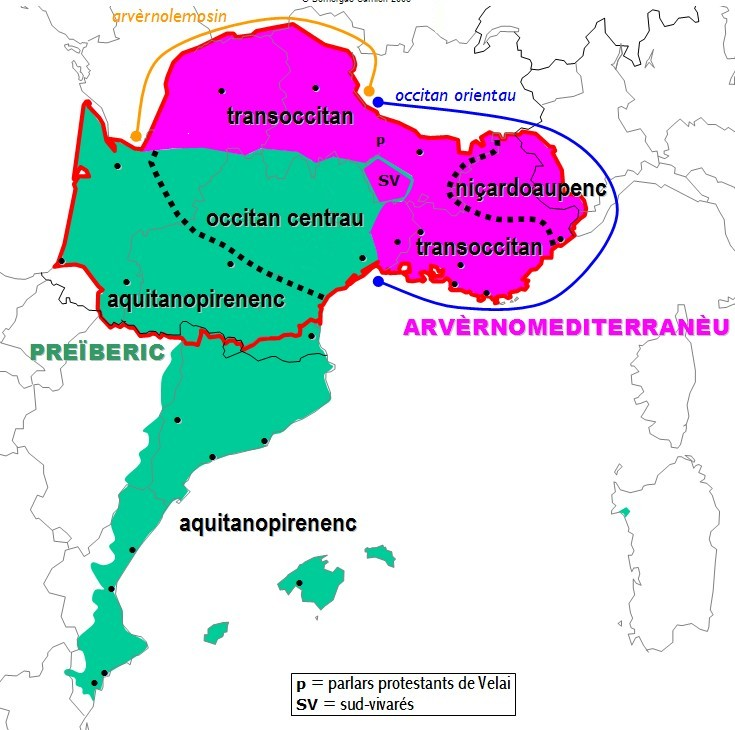
Classification supradialectale de l'occitan selon D. Sumien.

Plus récemment, la classification supradialectale a été reformulée par le linguiste Domergue Sumien :
- Arverno-méditerranéen (Arvernomediterranèu)
  - Nissardo-alpin (Niçardoaupenc)
    - Provençal niçard
    - Alpin (vivaro-alpin de l'Est)

  - Transoccitan
    - Limousin
    - Auvergnat
    - Vivarodauphinois (vivaro-alpin de l'Ouest)
    - Provençal général (provençal maritime et rhodanien, sans le niçard)
- Pré-ibérique (Preïberic)
  - Occitan central
    - Languedocien (excepté le sous-dialecte languedocien méridional)

  - Aquitano-pyrénéen (Aquitanopirenenc)
    - Languedocien méridional (toulousain, fuxéen, donésanais, narbonnais, carcassonnais)
    - Gascon
    - Catalan (langue par élaboration devenue indépendante de l'occitan)

## Anciens dialectes

### Occitan de l'Aguiaine †

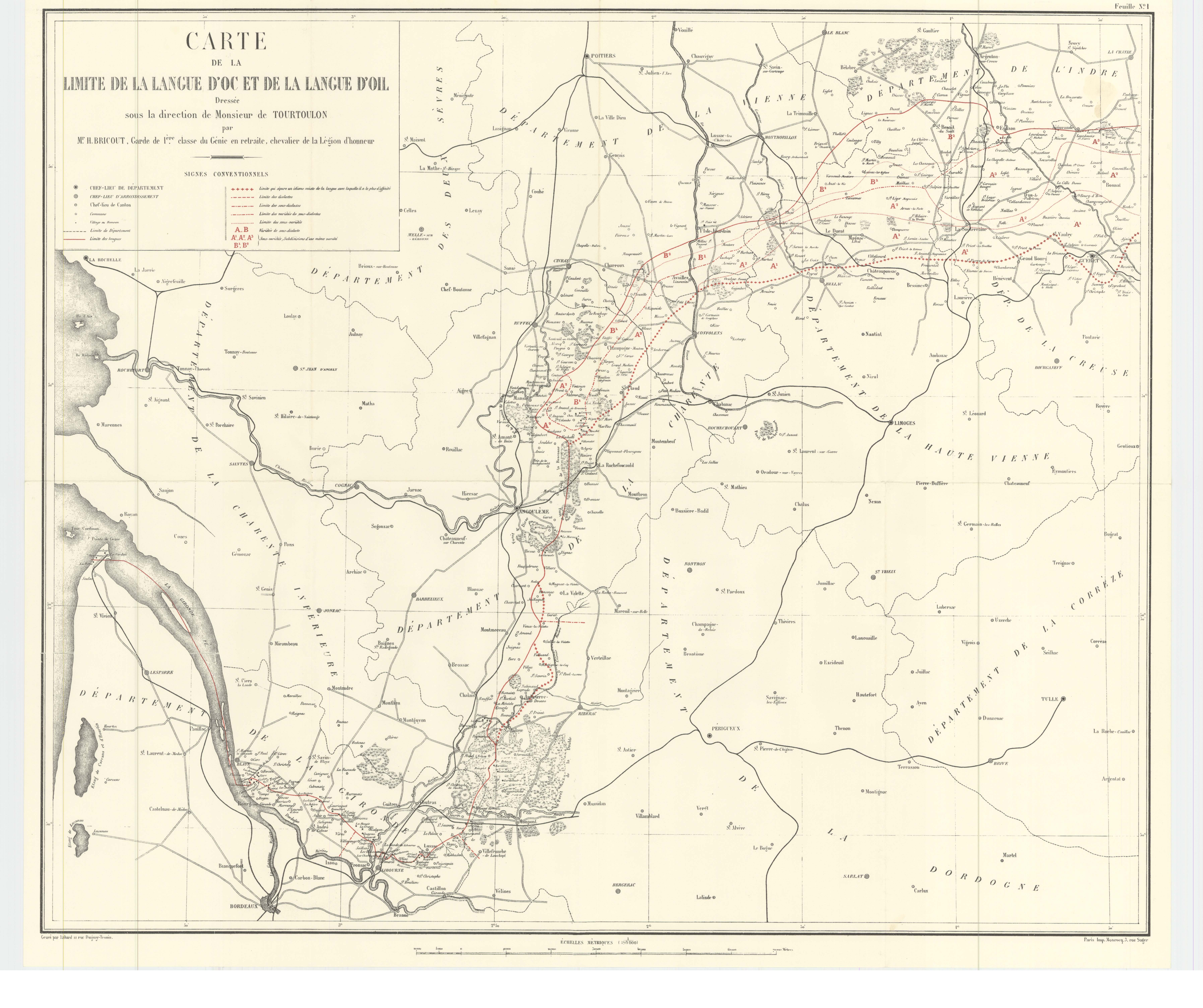
Carte de la limite contemporaine oc-oïl en France (partie ouest) selon l'étude de Tourtoulon et Bringuier en 1875.

Les anciens dialectes d’oc du nord-ouest : du Poitou, de l'Aunis, de la Saintonge ainsi que de l'Angoumois, ont été progressivement remplacés du nord au sud par des dialectes d’oïl entre le XIIe et le XXe siècle,. Les parlers d’oïl actuels de ces régions conservent de nombreux traits d’origine occitane. Ainsi Liliane Jagueneau (linguiste, université de Poitiers) déclare « Le lexique poitevin-saintongeais a un grand nombre de termes en commun avec l’occitan, et on peut dire que sur le plan lexical en particulier, le poitevin-saintongeais est le prolongement de l’occitan en domaine d’oïl ». Pierre Bonnaud (université de Clermont-Ferrand) avait auparavant quant à lui établi une liste de 1 200 vocables communs au poitevin-saintongeais et à l'occitan et déclaré « Dans ce domaine, il n’est pas exagéré de dire que quelqu’un qui voudrait choisir ses mots avec soin en poitevin-saintongeais pourrait pratiquement parler un occitan en phonétique d’oïl ! ». Jacques Pignon (linguiste, université de Poitiers) avait quant à lui dès 1960 établi la présence en poitevin de neuf traits phonétiques et de sept formes grammaticales communs avec l'occitan. Pierre Bec dans le compte rendu qu'il fait du travail de Jacques Pignon pense quant à lui que ce sont 10 traits phonétiques qui sont communs au poitevin et à l'occitan et non 9, le traitement poitevin du suffixe arius pouvant selon lui s'expliquer par une continuité avec le gascon. Ces régions avaient apparemment un dialecte occitan spécifique, très proche du limousin. Il était le dialecte d’expression poétique du troubadour Richard Cœur de Lion (Richard Còr de Leon), roi d’Angleterre et prince-duc d’Aquitaine, et de nombreux troubadours (occitanophones) étaient originaires de ces régions, par exemple Jauffré de Pons et Rigaut de Barbezieux, tous deux de Saintonge.

Répartition des noms de communes terminant en -ac.

L’existence de parlers de type occitan, ou tout au moins de types intermédiaires, est confirmée par de nombreux noms de lieux de la Saintonge, de l'Angoumois et du Sud du Poitou. On dit souvent que cette limite est liée à celle qu'Henri Malet a tracée en 1940, en se basant sur les noms de communes, coupant les Charentes entre nord et sud, entre les toponymes en -ac, de caractère occitan : Cognac, Jarnac ou Jonzac, et de l’autre les toponymes en -ay, -é ou -y de type septentrional : Beurlay, Londigny ou Luxé, provenant tous deux des noms gaulois ou de villae gallo-romaine en -acum,. Mais en 1960 Jacques Pignon remonte cette limite en Poitou, en se basant sur les noms de hameaux moins sujets à francisation, montrant la présence de toponymes en -ac (qui reflèterait des évolutions phonétiques propres à l'occitan) dans le nord-ouest de la Charente (Ruffécois), le nord-est de la Charente-Maritime (région d'Aulnay), le sud des Deux-Sèvres (région de Melle) et dans le sud et l’est de la Vienne (régions de Civray, Montmorillon, Chauvigny et sud de Poitiers). O. Herbert l’a démontré dans son travail de diplôme « Les noms de lieux de la Vienne à la limite des domaines français et provençal ». Jacques Pignon estime que l’on a usé d’un parler de type occitan dans le sud-est du Poitou jusqu’à la fin du XIIe siècle, jusqu'à une ligne approximative Rochefort-Est de Niort, Poitiers-Chauvigny. Ce serait l’influence de Poitiers qui a fait peu à peu triompher les formes d’oïl sans éliminer totalement tous les traits phonétiques propres à l'occitan. Pierre Gauthier (linguiste, université de Nantes) démontre par la suite la présence de quelques toponymes en -ac en sud Vendée (Bas-Poitou), jusqu'à Fontenay-le-Comte et Talmont-Saint-Hilaire, il en déduit en 2002 que l'ancienne zone occitane montait jusqu'à « une ligne Poitiers, Niort, Fontenay-le-Comte ». En 2015, Jacques Duguet, complète les données relevées par Jacques Pignon, en recherchant cette fois des traits de phonétique occitane non plus simplement dans les textes anciens en langue vulgaire, mais dans les cartulaires et chartes en latin. Il densifie les occurrences de nombreux traits occitans dans la zone où Jacques Pignon en avait trouvé, et y ajoute le sud Deux-Sèvres (vallée de la Sèvre) et le nord-est Vienne (Châtelleraudais).
Dans le sud de la Saintonge, le clivage beaucoup plus brutal entre saintongeais et gascon fait penser plutôt à une cause accidentelle. L’abbé Th. Lalanne trouve l’explication dans les dévastations de la guerre de Cent Ans. En effet, la région a été très étroitement impliquée dans des luttes qui avaient déjà commencé près de trois siècles avant la guerre de Cent Ans. En 1152, Aliénor d’Aquitaine, divorçait d’avec Louis VII roi de France qu’elle avait épousé en 1137 pour se remarier deux ans plus tard avec Henri II Plantagenêt, comte d’Anjou, et futur roi d’Angleterre. Les luttes qui s’ensuivirent trouvèrent provisoirement leur conclusion dans le rattachement dans un premier temps du Poitou à la couronne de France. C’est une étape importante dans l’histoire de la langue puisque le français devient alors la langue de la chancellerie.
Le Guide du Pèlerin de Saint-Jacques-de-Compostelle, écrit au XIIe siècle, distingue bien le saintongeais. Il faut comprendre dans ce contexte que le saintongeais était alors de l'occitan (et non pas le saintongeais actuel), et qu'on le distinguait du français, en cheminant du nord au sud.
Après la mort de Louis IX, la guerre reprit de plus belle. Poitiers devient pendant un temps la capitale de la France sous Charles VII. La Saintonge et l'Angoumois deviennent un des champs de bataille en raison de leur proximité avec la Guyenne, ces provinces étant tenues par les Anglo-aquitains. Les guerres qui s’y sont déroulées furent particulièrement meurtrières. À ces ravages s’ajoutèrent ceux d’épidémies de pestes répétées, dont la peste noire de 1349. Après la fin de la guerre marquée par la défaite des Anglo-Aquitains à Castillon (Gironde) en 1453, la population de la région était décimée à 90 %. Il a été fait appel de manière massive à des populations francophones (parlant la langue d’oïl) venues de régions plus au nord pour la repeupler (Poitou, Anjou,...). C’est ainsi que s’explique, semble-t-il, l’absence de tout parler intermédiaire entre langue d’oïl et langue d’oc en Saintonge.
Il s’avère que dès le début du XIIIe siècle certains documents de Saintonge (ex. Le coutumier d'Oléron), et ceux d'Aunis (ex. « Le Terrier du Grand fief d'Aunis ») et du Poitou (ex. : « Le vieux coutumier du Poitou ») étaient déjà écrits dans une langue d'oïl, qui malgré la francisation à l'écrit, montrait déjà les principaux traits du poitevin et du saintongeais. Mais à la même époque des documents de la Saintonge centrale (ex. « Charte du Mas Verlaine près de Barbezieux »), ou du sud-est du Poitou (ex. : « Les Coutumes de Charroux ») étaient dans une langue portant la marque de l'occitan.

### Occitan cispyrénéen †
L'occitan cispyrénéen était un dialecte parlé au sud des Pyrénées pendant le Moyen Âge. Il était proche du gascon.[réf. nécessaire]

### Judéo-gascon †
Le judéo-gascon désigne le sociolecte d'occitan gascon utilisé par des Israélites de Gascogne juifs, nouveaux chrétiens ou rejudaïsés.

### Judéo-provençal †
Le judéo-provençal désigne les formes d'occitan provençal utilisées à l'oral et à l'écrit par les juifs, en particulier dans le Comtat Venaissin. Les Juifs provençaux parlaient provençal comme leurs compatriotes chrétiens, mais avec une prononciation et un lexique particuliers. On appelle aussi judéo-provençal l'occitan écrit à l'aide de l’alphabet hébreu.

### Caló occitan †
Le caló occitan était parlé par des populations roms habitant l'Occitanie. Ce n'était pas un dialecte de l'occitan mais une langue intermédiaire entre le romani et celle-ci.

### Langue sifflée pyrénéenne †
Pour un article plus général, voir langue sifflée.
Les habitants d'Aas (Béarn) avaient l'habitude de communiquer en sifflant d'un flanc de vallée à un autre. Ce langage sifflé est à base d'occitan gascon. L'apparition de nouvelles techniques de communication fit disparaître ce langage devenu obsolète.
Abandonné dans l'usage quotidien, le gascon sifflé est tout de même enseigné en milieu scolaire et bénéficie d'un nouvel élan depuis plusieurs années,.

## Zones interférentielles

### Zones interférentielles intra-occitan
La zone interférentielle entre le gascon, le limousin et le languedocien se trouve à cheval entre la Gironde et la Dordogne ; elle recouvre l'est du Libournais, le pays de Pellegrue et de Sainte-Foy-la-Grande, l'ouest du Bergeracois.
« Il faisait » : fasè (est Libournais) / fesèva (pays de Pellegrue) / fasiá (languedocien de référence) / hasèva (Entre-deux-Mers central) / hadèva (Entre-deux-Mers occidental)
Dans cette zone interférentielle, on dit par exemple « dau » [dɔw] pour « du » (« del » en languedocien), ce qui se rapproche du limousin ; de même, la lettre v se prononce [v] ([b] en languedocien). Un trait important est la non-prononciation des consonnes finales : [pika'ta], [fur'mi]... On trouve aussi « dei » pour « des » (« daus » en bordelais, « dels » en languedocien de référence).

### Interférences ou transitions avec d'autres langues

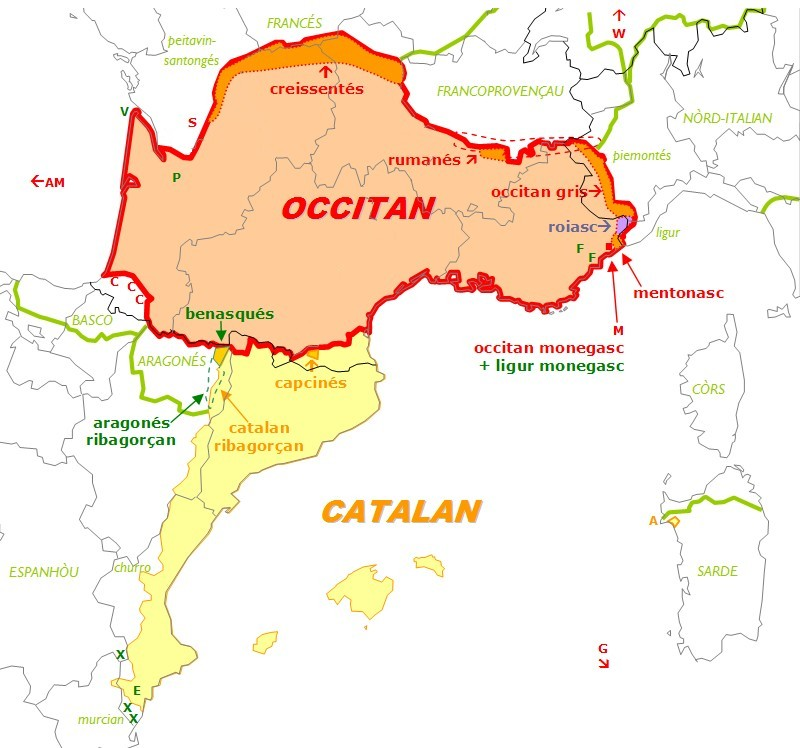
Les zones de transition entre l'occitan et les langues romanes voisines selon Domergue Sumien.

- Parlers de transition entre l’occitan et le français. À l’extrême nord, l’occitan de la zone du Croissant a reçu de fortes influences du français, mais les traits occitans y restent dominants[263] : cela concerne le nord de la Marche (La Souterraine) et le sud du Bourbonnais (Montluçon, Vichy)[264]. Le poitevin-saintongeais, considéré comme parler d'oïl possède des caractéristiques intermédiaires propres à l'occitan dû à l'effacement de la langue dans cette région.
- Au nord-est, les zones intermédiaires entre le françoprovençal et l’occitan ont été francisées : Lyonnais, le Forez et le Dauphiné septentrional. Le romanais, parlé autour de Romans-sur-Isère est un occitan de transition vers le francoprovençal. Les zones voisines connaissent des phénomènes de transition plus larges.
- Au sud-ouest, l’arrivée récente de populations basques dans la communauté de Bayonne, Biarritz, Anglet a modifié l’usage linguistique, sans toutefois faire disparaître la communauté occitanophone. La zone gasconne charnègue connaît un bilinguisme ancien entre l'occitan et le basque.
- Les communes des Bas Fenouillèdes (partie orientale des Fenouillèdes) et du Peyrepertusès parlent un occitan avec une forte influence catalane. À Vingrau et Tarerach est utilisé du catalan de transition vers l’occitan. Dans la vallée de Capcir est parlé du catalan septentrional, distinct du roussillonnais général, de transition vers l’occitan: le capcinois.
- Le bénasquais est un parler de transition entre l’aragonais et le catalan avec des éléments de gascon.
- Au sud-est, l’arrivée massive de populations liguriennes à Monaco a réduit l’importance de la communauté occitanophone, sans toutefois la faire disparaître[2]. Monaco connaît un bilinguisme ancien entre l'occitan et le ligure. L’occitan peut y être appelé occitan monégasque ou monéguier et on le distingue du ligure monégasque.
- À l’est, dans les Vallées occitanes du Piémont (Italie), l’usage de l’occitan vivaro-alpin a mieux résisté dans les hautes vallées. Les basses vallées connaissaient une coexistence entre l’occitan, traditionnel, et le piémontais, arrivé récemment. Une zone dite de l’occitan gris a été piémontisée et réoccitanisée. En dehors de cette superposition récente, la limite entre les vallées alpines et la plaine du Pô coïncide avec des frontières linguistiques traditionnelles délimitant l’occitan par rapport aux dialectes nord-italiens.
- À l’est, il existe une zone de transition entre l’occitan et le ligure. Le royasque (incluant le brigasque) est considéré comme du ligure, mais deux communes brigasques d’Italie ont demandé à être classées dans la zone de l’occitan.

### Enclaves linguistiques
- Guardia Piemontese en Calabre.
- Saint-Eutrope (Charente) (éteint depuis le 19e siècle)
- L'occitan parlé dans les villages vaudois du Wurtemberg, du Bade et de la Hesse (Allemagne) s'est éteint dans la première moitié du XXe siècle.
- On a parlé gascon à Pasaia et ailleurs au Pays basque jusque vers 1928.

## La langue et ses atouts
La langue occitane est officiellement reconnue en Catalogne par la Généralité de Catalogne. De ce fait, elle est la cinquième langue constitutionnelle de l'Espagne.
La compréhension de l'occitan est aisée en Catalogne même en dehors de la zone occitanophone (Val d'Aran). L'occitan et le catalan sont deux langues issues de l'ancien occitan. Le catalan s'est détaché de l'occitan en raison de faits sociolinguistes qui résultent de la montée du nationalisme catalan.
Le magazine Géo affirme que la littérature anglo-américaine peut être traduite plus facilement en occitan qu’en français. Outre une syntaxe souple, l'occitan possède un vocabulaire diversifié et précis. Celui-ci peut facilement s'adapter selon les besoins soit par une dynamique interne propre à la langue soit par l'emprunt aux langues classiques ou modernes, notamment aux autres langues romanes entre lesquelles elle est un pont linguistique.
La connaissance de l'occitan permet de donner un sens à la toponymie, aux mots, aux expressions ainsi qu'aux noms de familles. C'est un avantage historique, patrimonial, culturel mais aussi touristique.

### Syntaxe
Selon Robert Lafont, la phrase occitane diverge par sa souplesse du français. La syntaxe occitane a été notamment étudiée par Louis Piat, par Jules Ronjat et par Paul Gayraud.

### Lexique

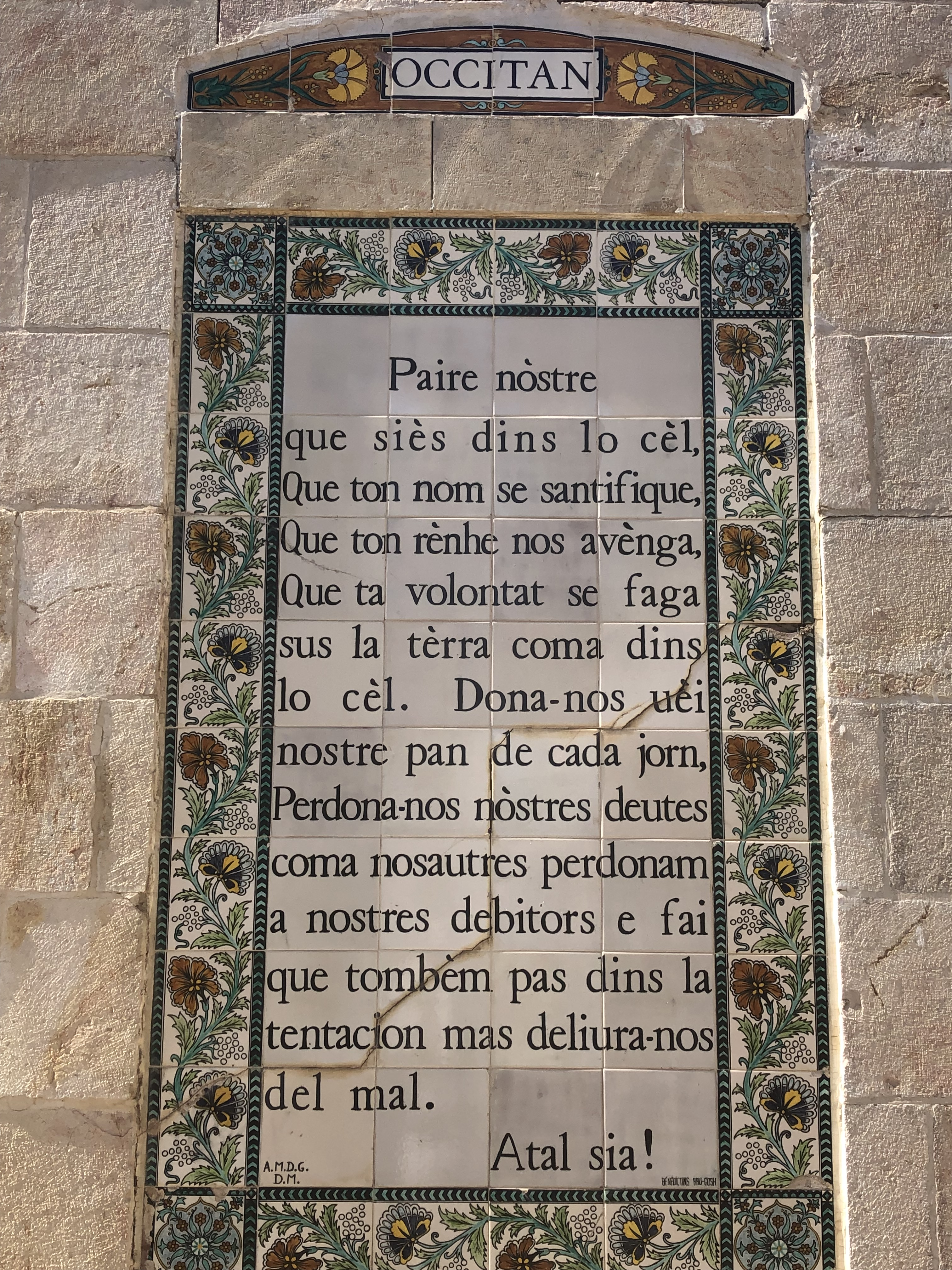
Spécimen de texte: Le Pater Noster, au Carmel du Pater de Jérusalem.

Le dictionnaire d’occitan usuel comporte environ 50 000 à 60 000 mots, comme pour le français, mais on a aussi pu avancer des chiffres aussi élevés que 450 000 mots, ce qui est donné comme comparable à l’anglais.
On peut citer la diversité et la précision du vocabulaire occitan, parfois très prolifique en particulier dans la description de la nature et de la vie rurale. Ainsi, il existe 128 synonymes pour signifier l’idée d’une terre cultivée, 62 pour marécages, 75 pour désigner un éclair. La richesse du vocabulaire lié à la vie pendant la période d’industrialisation est moins importante que celle des périodes précédentes. Récemment, un effort particulier a été fait pour développer le vocabulaire (souvent scientifique et technologique) propre aux langues modernes.
Quelques exemples de vocabulaire autour de « terre » :
- tèrra = terre
- terrum = terre (terme générique)
- pisat = terre battue
- caucina = terre calcaire
- cobrida = terre ensemencée
- eissartada = terre essartée
- terrilha = terre fine
- pastassinhòla = terre glaise / terre pétrie
- molièra = terre humide
- terrigòla = terre improductive
- racisa = terre inculte
- terrigòla = terre légère
- banheca = terre marécageuse
- terramaire = terre nourricière
- esterrenal = terre pierreuse
- bolbena = terre sablo-argileuse
- savèl = terre sablonneuse
- sansoira = terre saline
- crauca = terre stérile
- terrejada = terre transportée
- moluja = terre humide
- terrenc, terrenca = en terre (adj.)
- paganiá = terre des païens
- terrut, terruda = à terre épaisse (adj.)
- terral, terrala = de terre (adj.)
- sansoirós, sansoirosa = de terre saline (adj.)
- bravenca = terre argileuse et forte (adj.)
- parrana = terre de peu de valeur
- artigal = terre entre deux cours d'eau
- blancairàs = terre forte et limoneuse
- gramenièra = terre infestée de chiendent
- aterriment = réduction en terre (fait)

Quelques exemples de vocabulaire autour de « femme » :
- femna = femme (être humain du sexe féminin)
- molhèr = femme (épouse, féminin de mari)
- femelalha = femmes (terme générique péjoratif)
- femnarèla = petite femme
- femnaron = petite femme
- femnassa = grosse femme
- femnassièr, femnassièra = coureur, coureuse
- femnatge = mauvaise femme
- femneta = femmelette ou petite femme
- femnicon = petite femme
- femnil = petite femme
- femnòta = petite femme
- pandorga = grosse femme (familier)
- trantís = femme active
- baronda = femme dégourdie
- escamandre = femme effrontée
- sirpa = femme méchante
- vesiadèla = femme mignarde
- cabàs = femme négligée
- tònca = femme stupide
- tibèrja = femme timbrée (familier)
- pargamèla = vieille femme
- capitolessa = femme de capitoul
- cambrièra = femme de chambre
- bracièra = femme de peine
- panturla = femme de mauvaise vie
- popardièra = femme à gros seins
- tetinarda = femme à gros seins (familier)
- monharra = femme bourrue et renfrognée
- joanassa = femme grande et grosse
- borrombau = femme grosse et maussade
- boldoiràs = femme grosse et sale
- furbèc = femme effrontée et grande gueule
- tindon = femme querelleuse et criarde
- capitanessa = femme qui dirige
- afemeliment ⇒ le fait de s'adonner aux femmes
- s'afemelir = s'adonner aux femmes (verbe)

La richesse lexicale de l'occitan provient de plusieurs particularismes, parfois partagés avec d'autres langues. On peut attribuer cela à plusieurs phénomènes :
- L’occitan est composé de dialectes faisant partie intégrante de la langue et dont chacun possède son lexique propre[270].
- Chaque dialecte de l'occitan possède plusieurs étymons pour désigner ou qualifier un même sujet.
  - Exemples en alpin :
    - abîmer (v) : degalhar, escagassar, gastar, esquintar, estraçar, petafinar, abimar, abismar, maganhar, cachar
    - abondamment (adv) : abondament, abondosament, fòrça, a bodre, a refolaa, a ragís.
    - accroupir (s') (v) : s'ajassar, s'acocolar, s’acoconar, s'acaptar, s'agrovar, s’acratar, s’acatar, s’agrobilhar
    - cligner (v) : guinhar, guinchar, clucar, parpelejar, clinhar.
    - confusion (nf) : confusion, mescladissa (nf) ; pastís, mescladís, borrolís, embolh, barrejadís (nm).
    - connaissance (nf) : coneissença, conoissença, sabença (nf) ; saber (nm).
    - élection (nf) : eleccion, votacion, chausia (nf) ; votament (nm).
    - enfant (n) : mainaa (nf) ; dròlle, enfant, pechon (nm).
    - entendre (audition) (v) : entendre, auvir, ausir ; aurelhar
    - entendre (compréhension) (nf) : entendre, capir, comprendre.
    - mariage (nm) : mariatge, matrimòni, mariament, esposament.
    - peu (adv) : pauc, gaire, pas gaire.
    - un peu (nm) : brison, bresilhon, bricalhon
    - pharynx (nm) : empassaire, farinx (nm) ; gargamela (nf).
    - ranimer (v) : reviscolar, reviudar, avivar, requinquilhar, respelir.
    - rappeler (se) (v) : se remembrar, se ramentar, se recordar, se sovenir.
    - science (nf) : sciénçia, sciença, sapiéncia, sabença, sabentat, sapientat.
    - scintiller (v) : trelusir, belujar, beluar, belugar, beluguejar, lampejar, dardalhar.
    - timidement (adv) : timidament, crentosament, vergonhosament.
    - toujours (adv) : totjorn, sempre, tostemps, de lònga.
    - tournoiement (nm) : tornejament, virament, remolin, molinatge, molinet (nm) ; virolaa (nf).
    - Vénus (planète) (nf) : Venús, Magalona.
    - verrouiller (v) : barrar, barronar, verrolhar, ferrolhar, pestelar.

  - Exemples en auvergnat :
    - maseda / fournigo, formiga = fourmi
    - rot / alassat / rendiut = épuisé
    - belèt / febrié = février
    - bisa / nòrd = nord
    - latz de levant / èst = est
    - costat de nèu / oèst = ouest
    - dempeusnimens / çaquedelai, çaquela = pourtant
    - cujar + infinitif / aver mancat de = avoir manqué
    - cira / nèu = neige
    - ampoan, ampòn / gèrd / fragousto = framboise
    - truc / puèch = puy
    - tapar, atapar / prine, prindre / préne = prend
    - cute / grapald, grapaud = crapaud

  - Exemples en languedocien :
    - lapin / conilh = lapin
    - dangier / perilh = danger
    - òrt / jardin = jardin
    - sagita / flecha = flèche
- L'usage fréquent d'affixes pour modifier le sens des mots. Par exemple :
  - can, gos (chien) – canhòt, gosset (jeune chien, chiot) – canhàs (énorme chien)
  - gat (chat) – gaton (chaton) – gatonet (tout petit chat) – gatoneton (encore plus petit) – gatàs (gros chat) – gatonàs (vilain petit chat) – gatonetàs (vilain petit chat, plus fort)
  - femna (femme) – femnòta (petite femme) – femnassa (grosse femme)
  - filha (fille) – filhòta (petite fille) – filhetassa (petite fille laide ou grosse)
  - ostal (maison) – ostaleton (petite maison) – ostalàs (grande maison laide)
  - pichon (petit) – pichonèl (tout petit) – pichoneta (petite affectif) – pichonetàs(petit et mal fait)
- Parfois un masculin et un féminin identiques ont deux sens différents :
  - sòm (sommeil) lo sòm (le somme) – synonyme : la dormida ; et : la sòm (l’envie de dormir), ai sòm (j’ai envie de dormir)
- Souvent l'utilisation du féminin est augmentatif :
  - lo cotèl = le couteau ; la cotèla = le grand couteau de cuisine
  - lo culhièr = la cuillère ; la culhièra = la cuillère à sauce
  - lo lençòl = le drap ; la lençòla = le grand drap pour charrier de la paille, etc.
  - lo molin = le moulin ; la molina = le gros moulin (à eau)
  - lo ròc = le rocher ; la ròca = le gros rocher
  - lo sac = le sac ; la saca = le grand sac
  - lo topin = le pot de terre ; la topina = le grand pot de terre
- Parfois, le féminin est collectif :
  - lo frut, lo fruch = le fruit ; la fruta, la frucha = les fruits (d’une récolte)
  - lo ram = la branche ; la rama = la ramée (le feuillage)
- Parfois le féminin donne un autre sens :
  - un òs = un os ; l’òssa = l’ossature, la charpente osseuse
  - un persèc = une pêche (dont le noyau est attaché à la chair) ; una persèga = une pêche (dont le noyau se détache seul). Ce sont des variétés différentes de pêches.
  - lo teule = la tuile ; la teula = la brique
- L'utilisation fréquente de suffixes permet de constituer des verbes à partir de noms ou d'adjectifs. Par exemple, le suffixe -ejar est très utilisé pour exprimer l’action.
  - larsenejar = créer un effet Larsen
  - barranquejar = pratiquer le canyoning[271]
  - lampejar (basé sur le mot lampe en occitan) = scintiller
  - parpelejar (basé sur le mot paupière en occitan) = cligner
- L'occitan possède des mots véhiculant des concepts et des idées spécifiques, parfois difficilement traduisibles en d'autres langues. Par exemple :
  - biais de viure : l'expression n'a pas d'équivalent en français, mais on peut la rapprocher du « way of life » américain[272].
  - bicabòcame : une très grande quantité de baisers.
  - convivència : art de vivre ensemble dans le respect des différences en termes d’égalité[273].
  - paratge : caractérise une société ouverte qui se veut égalitaire, où l'individu est respecté pour lui-même, tel qu'il est et sans recours à la force[274].
  - trobar : faire des vers[275]. C'est trouver, inventer, mais aussi augmenter, ajouter à une forme préexistante[276].
- Dans la grammaire occitane, des mots peuvent être utilisés pour exprimer l'énonciation. Par exemple :
  - què : dans une phrase affirmative.
  - bè : dans une phrase exclamative (!) marquant la certitude, l'étonnement ou l'hésitation.
  - hè bè : dans une phrase exclamative (!) exprimant la lassitude ou la déception.
  - è : dans une phrase interrogative (?).
  - è : dans une phrase exprimant un souhait.

### Large bande de fréquence
L’occitan prédisposerait aussi, selon les sources du magazine Géo, à l’apprentissage des langues étrangères. En effet, l’oreille humaine a la capacité d’entendre 20 000 hertz. Cependant, l’usage de la langue maternelle filtre et « déforme » les sons étrangers. Les personnes de langue maternelle française percevraient une bande de fréquence de 5 000 hertz selon le magazine voire de moins de 2 000 hertz selon d'autres sources, tandis que les locuteurs maternels d'un dialecte occitan percevraient une bande de fréquence large d'au minimum 8 000 hertz.

### Pont linguistique
L’occitan est une langue romane centrale, ce qui facilite la compréhension des langues latines voisines : italien, espagnol, portugais… L’occitan est la langue romane qui a le plus de points communs avec les autres langues de la même famille. Ci-dessous, une comparaison du gascon (Bordeaux), du languedocien (Toulouse), du provençal (Marseille) et d’autres langues latines :
| Latin                       | Français | Italien   | Espagnol    | Piémontais   | Occitan septentrional | Occitan Gascon | Occitan Languedocien | Occitan Provençal | Catalan  | Sicilien  | Portugais | Roumain             | Sarde          | Corse            | Franco provençal | Vénitien         |
| --------------------------- | -------- | --------- | ----------- | ------------ | --------------------- | -------------- | -------------------- | ----------------- | -------- | --------- | --------- | ------------------- | -------------- | ---------------- | ---------------- | ---------------- |
| clavis accusatif clavem     | clef     | chiave    | llave clave | ciav         | clau                  | clau           | clau                 | clau              | clau     | chiavi    | chave     | cheie               | crae           | chjave chjavi    | clâ              | ciàve            |
| nox accusatif noctem        | nuit     | notte     | noche       | neuit        | nuech nueit           | nueit, net     | nuèch, nuèit, nuòch  | nuech             | nit      | notti     | noite     | noapte              | notte          | notte notti      | nuet             | nòte             |
| cantare                     | chanter  | cantare   | cantar      | canté        | chantar               | cantar         | cantar               | cantar            | cantar   | cantari   | cantar    | cânta               | cantare        | cantà            | chantar          | cantàr cantàre   |
| capra                       | chèvre   | capra     | cabra       | crava        | chabra, chaura        | craba          | cabra, craba         | cabra             | cabra    | crapa     | cabra     | capră               | cabra          | capra            | cabra chiévra    | cavara           |
| lingua                      | langue   | lingua    | lengua      | lenga        | lenga, linga          | lenga          | lenga                | lenga             | llengua  | lingua    | língua    | limbă               | limba          | lingua           | lenga            | léngoa           |
| platea                      | place    | piazza    | plaza       | piassa       | plaça                 | plaça          | plaça                | plaça             | plaça    | chiazza   | praça     | piaţă               | pratza, pratha | piazza           | place            | piàsa piassa     |
| pons accusatif pontem       | pont     | ponte     | puente      | pont         | pont                  | pont           | pont                 | pònt              | pont     | punti     | ponte     | pod, punte          | ponte          | ponte ponti      | pont             | pont ponte       |
| ecclesia                    | église   | chiesa    | iglesia     | gesia (cesa) | esgleisa, gleisa      | glèisa         | glèisa               | glèisa, glèia     | església | chiesa    | igreja    | biserică (basilica) | creia, cresia  | ghjesgia         | églésé           | ciéxa            |
| hospitalis                  | hôpital  | ospedale  | hospital    | ospidal      | espitau, espital      | espitau        | espital, espitau     | espitau           | hospital | spitali   | hospital  | spital              | ispidale       | spedale uspidali | hèpetâl          | ospeda£e ospedal |
| caseus bas latin formaticum | fromage  | formaggio | queso       | formagg      | formatge fromatge     | hormatge       | formatge             | fromatge          | formatge | furmaggiu | queijo    | caş/brânză          | casu           | casgiu           | tôma fromâjo     | fromaio          |

### Influences de l'occitan sur d'autres langues
La maîtrise de l’occitan entraîne un accroissement de la faculté de parler avec un langage varié en français, tout comme dans d’autres langues romanes.
Le français, notamment, a emprunté de nombreux mots d’origine occitane. Cependant, certains dictionnaires français sont mal renseignés au sujet de l’occitan. Ils peuvent se tromper d’origine ou de date d’apparition des termes. En fait, il ne faut pas oublier que l’occitan a servi de zone linguistique de transmission de termes venus du Sud de l’Europe ou du Maghreb. L’italien et le castillan, par exemple, ont fourni nombre de leurs mots au français en passant par l’occitan. Or, certains dictionnaires ne signalent que la langue-source en dernière analyse et non la langue à laquelle le mot a été emprunté. Les dictionnaires plus récents ou universitaires (Grand Robert, Trésor de la langue française) sont relativement à l’abri de ces erreurs. À l’heure actuelle, certains mots occitans permettent de comprendre des mots en français dans un registre populaire, familier, commun ou bien relevé : abelha > abeille, balada > ballade. On peut aussi noter la présence de mots de création occitane ou dont la forme occitane est à l’origine des mots en français : cocagne, flageolet, gabarit, mascotte, soubresaut, etc. De nombreux mots d'origine occitane ont été introduits au XVIe siècle dans le français par les auteurs de la Renaissance. Malgré une sévère entreprise d'épuration qui eut lieu au XVIIe siècle, il en reste encore beaucoup comme: auberge, badaud, bouquet, cadenas, caserne, daurade, escalier, girolle, luzerne, triolet...
L'alphabet portugais fut créé sur la base de l'alphabet occitan. Il ne comprend que 23 lettres latines : le K, le W et le Y n'existent pas, sauf dans les mots d'origine étrangère. Les digrammes occitans « nh » et « lh » sont toujours utilisés aujourd'hui. Ils ont été adoptés en portugais depuis le Moyen Âge en raison de l'influence de la langue des troubadours. D'une façon récente, ils ont été introduits dans la graphie romane de la langue vietnamienne.

### Langue évolutive
Tout comme dans les autres langues romanes, les emprunts au latin et au grec ancien permettent de créer de nouveaux mots très précis, par exemple pour un usage technologique ou scientifique. De plus, l’Académie de la langue catalane étant très active, l’emprunt direct au catalan est facile et rapide à réaliser, au détriment cependant d’une autonomie de la langue occitane face aux évolutions de la société.
D’un autre côté, l’écoute des néologismes d’occitanophones naturels permet aussi des évolutions en utilisant les ressources propres de la langue. Par exemple, pour le mot « parachutiste », on peut dire : un « paracaigudista » (catalanisme) ou un « paracasudista » (italianisme, de « paracadutista »). Tandis que certains occitanophones naturels disent : un « paracabussaire », du verbe « cabussar » qui veut dire : « plonger, tomber la tête la première ».
Contrairement à d'autres langues dépendantes d'apports extérieurs pour intégrer des concepts nouveaux, l'occitan peut se passer de l'importation directe de mots d'une autre langue telle que l'anglais. Par exemple : badge = escudet, business = gasanha, challenge = escomesa, fastfood = minjalèu, sex-toy = gadamissí, sticker = pegasolet, week-end = dimenjada,...
Une caractéristique intéressante et utile de la langue occitane est sa capacité quasi infinie de créer de nouveaux mots grâce à un certain nombre de suffixes interchangeables et intégrables, donnant les conditions pour créer toute une gamme de nuances sémantiques. Prenons comme exemple cet extrait de La covisada (1923) de Henri Gilbert avec sa variété de diables : Diablassas, diablàs, diablassonassas, diablassonàs, diablassons, diablassonetas, diablassonetassons, diablassonets, diablassonetons, diables, diablonassas, diablonàs, diablonassonas, diablonassons, diablonassonets, diabletassas, diabletàs, diabletassonas, diabletassons, diabletassonets, diablons, diablets, diablonetassas, diablonetàs, diabletonassas, diabletonàs, diablonetassons, diabletonassons, diablonetassonets, diabletonassonets, diabletons, diablonets e diabletonets, totes correguèron darrèr la pòrta e se i ranquèron.

### Une meilleure compréhension des territoires
L'apprentissage de l'occitan favorise une meilleure lecture des territoires. Elle permet d'identifier rapidement les points d'intérêts culturels et touristiques et de leur donner un sens.
Exemples:
- Sauvabòna (bonne forêt) : Sauvebonne à Hyères
- Sauvaclara (forêt claire) : Sauveclaire à Flayosc
- Vaumasca (vallée de la sorcière/magicienne) : Valmasque à Mougins, Valbonne, Tende
- Santa Bauma (Grotte Sainte) : Sainte Baume à Plan-d'Aups-Sainte-Baume, Estérel.
- Causse (plateau calcaire) : Les plateaux de Caussols et de Calern à Caussols

### Une compréhension aisée en Catalogne
L'occitan est une langue officielle dans toute la Catalogne, une des régions dynamiques de l'Espagne. Son développement est planifié dans les institutions publiques. Par ailleurs, c'est la langue autochtone du Val d'Aran, une zone montagnarde touristique. En 2008, 78,2 % de la population du Val d'Aran (originaire ou non du lieu) pouvait comprendre l'occitan.
L'occitan et le catalan sont deux langues issues de l'ancien occitan. Le catalan s'est détaché de l'occitan comme langue par élaboration en 1934 en raison de la montée du nationalisme catalan. Les Catalans ayant cherché à cultiver leur identité propre. Pourtant, en 1933, lors du Centenari de la Renaixença catalana (centenaire de la renaissance catalane), les poètes et nationalistes catalans considéraient encore les pays catalans comme pleinement intégrés aux pays d'oc. En omettant les considérations purement sociolinguistiques et en se cantonnant aux réflexions des XIXe et XXe siècles, le catalan peut encore être considéré comme de l'occitan compris par un peu plus de 11 millions de personnes.

### Usage public et professionnel
En Catalogne, l'officialisation en 2006 de la langue occitane crée de nouvelles opportunités pour les personnes occitanophones. Les locuteurs d'occitan ont le droit d'utiliser leur langue avec l'administration catalane et toutes les lois du Parlement catalan sont publiées en aranais. Des études philologiques de la langue occitane et de contenus sur la réalité linguistique du territoire du Val d'Aran sont réalisées par le gouvernement catalan.
L'adoption de la loi sur l'aranais en 2010 fait que l'occitan doit être la « langue utilisée de manière générale dans le Val d'Aran » par les organismes publics, dans les établissements et programmes scolaires, à la télévision et à la radio. De plus, l'occitan est une langue restée d'usage courant dans le Val d'Aran.
En Italie, la loi de protection des minorités linguistiques historiques de 1999 permet aux habitants des 109 communes qui ont reconnu leur occitanité de bénéficier de facilités linguistiques en occitan. Son usage est autorisé dans lʼadministration, lʼenseignement et les médias. La loi permet:
- de recevoir l'enseignement dans cette langue ou comme matière d'enseignement. Ce qui nécessite la formation des enseignants.
- la possibilité d'emploi de l'occitan pour les membres des conseils de municipalité et des autres organismes de l'administration, ainsi que pour les conseillers des municipalités de montagne, des provinces et des régions.
- l'autorisation d'usage oral et écrit de la langue dans les municipalités ainsi que dans les bureaux de l'administration publique, à l'exclusion des forces armées et des forces de police de l'État.
- dans les procédures devant le juge de paix, l'usage de la langue est admis.
- les conseils municipaux peuvent délibérer sur l'adoption de toponymes conformes aux traditions et aux usages locaux.
- la reprise des noms de famille et des prénoms occitans qui ont été italianisés avant la date d'entrée en vigueur de la loi ou à qui on a interdit dans le passé de déclarer le nom de baptême dans leur langue. Cette disposition est transmissible aux descendants.
- les régions peuvent négocier des conventions avec la société concessionnaire du service public radiotélévisé pour des transmissions quotidiennes ou des programmes dans la langue.
- les régions, les provinces et les municipalités peuvent prévoir des mesures pour l'édition, les organes de presse et les sociétés émettrices de programmes radiotélévisés à caractère privé, ainsi que pour les associations reconnues qui visent la sauvegarde des minorités linguistiques.
- les régions et les provinces peuvent veiller à la création d'instituts destinés à la protection des traditions linguistiques et culturelles des populations, ou alors elles favorisent la constitution de sections autonomes des institutions culturelles locales déjà existantes.
- sous conditions de réciprocité et de conventions, l'État italien fait la promotion du développement des langues et des cultures des communautés minoritaires auprès des États étrangers. Un lien d'identité socioculturelle et linguistique doit être maintenu et développé avec les communautés à l'étranger.

En France, l'Office national d'information sur les enseignements et les professions (ONISEP), en partenariat avec l’Office public de la langue occitane (OPLO), et le Centre régional de l’enseignement de l’occitan - académie de Montpellier (CREO Lengadòc), communiquent sur l'utilité de parler l'occitan comme facteur d'employabilité,.
« De plus en plus de métiers se développent autour de l’occitan et des nouveaux emplois se créent. Tous nécessitent cependant un bon niveau de culture générale et dans des domaines très variés. » En outre, les emplois nécessitants l'occitan sont difficilement délocalisables, la langue n'étant habituellement pas apprise par des personnes non-universitaires hors de l'Occitanie. La maîtrise de l'occitan est une clé de l'emploi dans plusieurs secteurs,: la communication et la diffusion comme coordinateur de manifestations artistiques, libraire, journaliste en presse écrite ou radio ou télévision, chargé de mission dans les collectivités territoriales, chargé de communication...; l'enseignement et la formation; les métiers de la traduction et de la documentation: traducteur, documentaliste, bibliothécaire,...; la recherche,... On voit l'intérêt de pouvoir communiquer en occitan pour l'aide à la personne: dans le secteur médico-social avec les personnes âgées occitanophones d'origine ou les enfants élevés en langue maternelle occitane. Dans l'animation, on trouve des métiers comme animateur en accueil de loisirs (séjours de vacances, centres aérés), agent de développement de patrimoine oral, médiateur culturel, guide conférencier... Dans l'art et les professions artistiques, on peut être comédien, musicien, écrivain, chanteur…, dans la création audiovisuelle comme réalisateur..., dans la mode, etc.

## Repères chronologiques

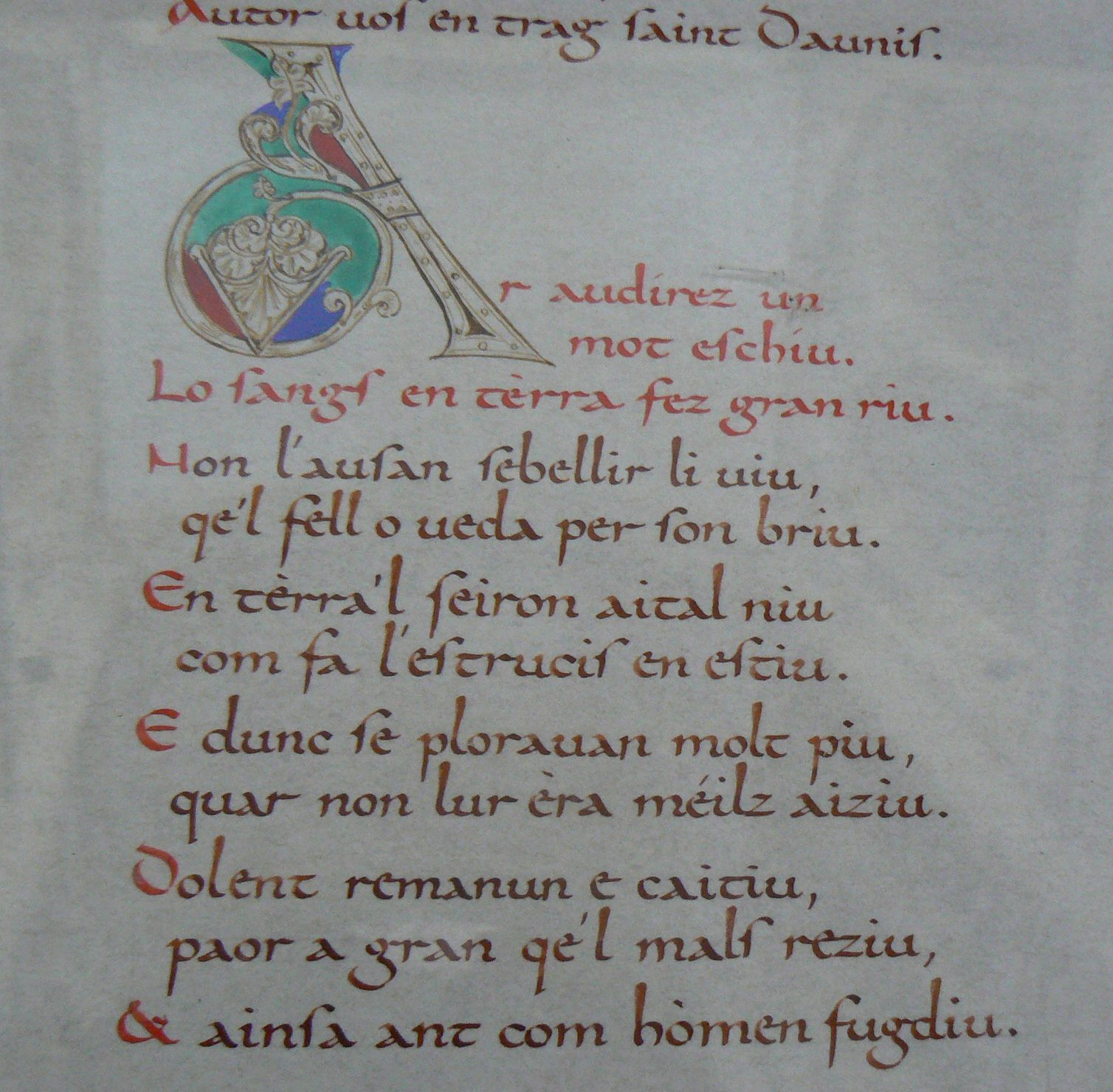
Cançon de Santa Fe (chanson de sainte Foy d'Agen) écrite vers 1040-1060.

- Du Ve au XIe siècle: Apparition progressive de termes, de phrases, voire de courts passages d'occitan dans des textes en latin (latin tardif ou proto-roman)[73].
- Vers 880 : manuscrit qui contient un court poème en latin de 15 vers avec notation musicale dont le refrain est en occitan. Cantalausa le décrit dans L'Aube bilingue comme le « tout premier joyau littéraire de notre langue »[73].
- Xe-XIe siècle : premiers textes littéraires en occitan « classique » : la Passion de Clermont (vers 950), le Poème sur Boèce (vers l'an 1000), les poésies religieuses de Saint-Martial de Limoges (XIe siècle), la Chanson de Sainte Foi (vers 1040)[34].
- XIe au XIIIe siècle : apogée de la poésie lyrique occitane.
- 1102 : Acte d'Ademar Ot, la plus ancienne charte utilisant exclusivement l'occitan comme langue d'écriture selon Clovis Brunel[73].
- 1229 et 1232 :Jacme Ier, roi d'Aragon, dit Jacques Ier d'Aragon en français, originaire de la seigneurie de Montpellier, conquiert les îles de Majorque et Ibiza ainsi que Valencia sur les musulmans Almohades, et écrit ses mémoires Llibre dels feits en occitan-catalan. Le catalan, non encore différencié de l’occitan médiéval, remplace la langue arabe comme langue officielle.
- Du XIIe au XIVe siècle : influence importante de la littérature occitane (en koinè) et des troubadours sur le catalan.
- 1240 : apparition du terme provençal qui fait allusion au grand territoire romain appelé Provincia Romana qui a couvert la Provence et le Languedoc[289].
- 1245 : Le pape Innocent IV déclare par une Bulle que l'occitan est une « langue hérétique » (azotica) et qu'il est interdit aux étudiants de l'utiliser[290].
- 1271 : Premiers textes en latin indiquant le terme « occitan » : sous les formes occitanus et lingua occitana, simultanément avec le territoire appelé Occitania[291].
- 1291 : premiers textes indiquant le terme de « langue d'oc »[291].
- 1303-1305 : diffusion du terme de « langue d'oc » à la suite de l'essai renommé De vulgari eloquentia de Dante Alighieri.

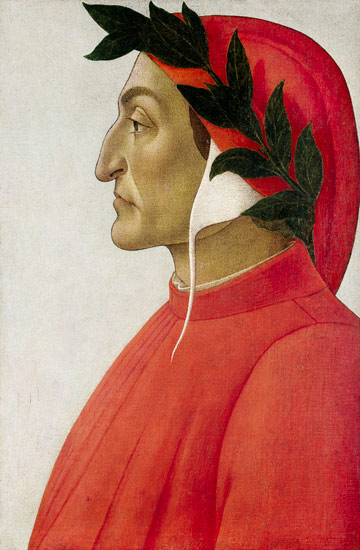
Dante Alighieri a largement contribué à la diffusion du terme « langue d'oc ».

- 1323 : fondation du Consistori del Gay Saber et des Jeux Floraux à Toulouse.
- 1356 : promulgation à Toulouse des Leys d'Amors rédigées par le toulousain Guilhem Molinier (traité de grammaire & de rhétorique occitanes).
- 1492 : premier livre connu imprimé en occitan. Publication à Turin de Lo Compendion de l'Abaco, du Niçois Frances Pellos. Il s’agit d’un traité de mathématiques.
- 1539 : Promulgation de l’édit de Villers-Cotterêts; François Ier impose que la justice soit rendue et signifiée « en langage maternel français et non autrement », en opposition principalement à l'usage du latin.
- 1562 : obligation de l’usage écrit de l’italien par les notaires du comté de Nice.
- 1592-1627 : l'Inquisition italienne interdit aux communautés vaudoises de Calabre l'usage de l'occitan[292],[293].
- 1635 : établissement de l'Académie française qui aura pour but de « veiller sur la langue française ». Une des mesures prises pour « purifier » la langue française fut notamment d'y supprimer les occitanismes.
- 1756 : Parution à Nîmes du Dictionnaire languedocien-français contenant un recueil des principales fautes que commettent, dans la diction & dans la prononciation françoiſes, les habitants des provinces méridionales, connues autrefois sous la dénomination générale de la Langue-d’Oc, ouvrage où l’on donne avec l’explication de bien des termes de la langue romance, ou de l’ancien languedocien, celle de beaucoup de noms propres, autrefois noms communs de l’ancien langage de l'Abbé de Sauvages (1710-1795).
- 1765 : première publication de l’Istòria de Joan-l’an-pres de Jean-Baptiste Fabre.
- 1790 : lancement d'une vaste enquête sur les parlers de France (circulaire de l’abbé Grégoire sur les patois de France).
- 1793 : à la suite du coup de force qui met fin à l’hégémonie girondine, les Montagnards souhaitant être identifiés aux révolutionnaires jacobins se retrouvent seuls au pouvoir et mettront en place la première véritable politique linguistique visant à imposer le français dans tout l'État français, et dans tous les esprits révolutionnaires.
- 1794 : publication du rapport[294] de juin 1794 de l’abbé Grégoire qui révéla que le français était uniquement et « exclusivement » parlé dans « environ 15 départements » (sur 83), soit moins de 3 millions de Français sur 28 parlaient la langue nationale.
- 1802 : traduction en occitan d’Anacréon par Louis Aubanel.
- 1803 : Fabre d'Olivet (1765-1825), polygraphe cévenol, publie Le Troubadour, poésies occitaniques du XIIIe siècle (supercherie littéraire : l’auteur talentueux de ces textes « traduits », n’est autre que Fabre d’Olivet).
- 1819 : publication du Parnasse occitanien et d'un Essai d'un glossaire occitanien, pour servir à l'intelligence des poésies des troubadours, par Henri de Rochegude (1741-1834), ancien officier de marine et député à la Convention.
- 1831-1834 : publication des Mélanges occitaniques Revue royaliste Mélanges occitaniques (1831-1834).

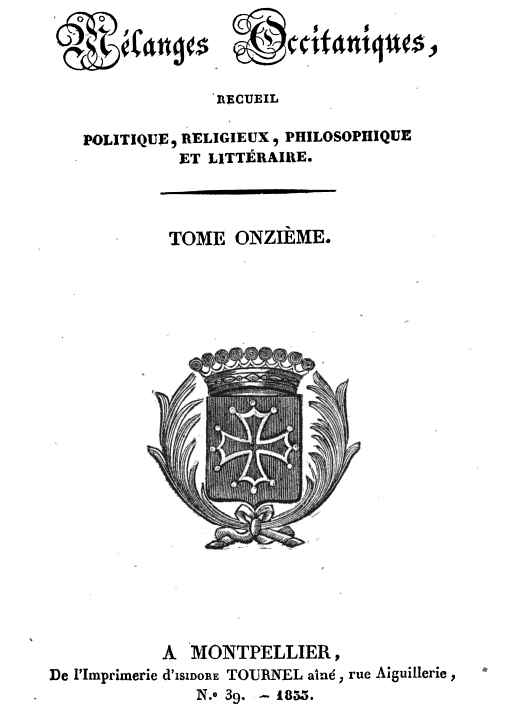
Revue royaliste Mélanges occitaniques (1831-1834).

- 1842 : Claude Fauriel (1172-1844) Histoire de la poésie provençale, cours fait à la faculté de lettres de Paris, 1847, La Poésie provençale en Italie, 1842-1843.
- 1842 : Histoire politique, religieuse et littéraire du Midi de la France par Jean-Bernard Mary-Lafon.
- 1840-1848 : publication par fascicules du Dictionnaire provençal-français (en fait pan-occitan) du docteur Honnorat (1783-1852).
- 1854 : fondation du Félibrige par sept primadiers, parmi lesquels Frédéric Mistral, Théodore Aubanel et Joseph Roumanille.
- 25 mars 1858 : Bernadette Soubirous affirme que la Vierge Marie lui est apparue et s'est elle-même présentée ainsi en occitan, dans la grotte de Massabielle, à Lourdes : « Que soy era immaculada councepciou » écrit en graphie patoisante, en graphie classique « Que sòi era Immaculada Concepcion. » (« Je suis l'Immaculée Conception »)[295]. Jean-Paul II indiquera dans une homélie que cette déclaration vient confirmer le dogme de l'Immaculée Conception puisque « à Lourdes, [Marie] s’appela du nom que Dieu lui a donné de toute éternité; oui, de toute éternité, il la choisit avec ce nom et il la destina à être la Mère de son Fils, le Verbe éternel »[296].
- 1859 : publication de poésies patoises par Antoine Bigot à Nîmes (fables imitées de La Fontaine).
- 1859 : publication de Mirèio (Mireille), poème de Frédéric Mistral.
- 1876 : Charles de Tourtoulon publie son Étude sur la limite géographique de la langue d’oc et de la langue d’oïl (avec une carte) (1876), avec Octavien Bringier
- 1879 : Publication du Dictionnaire patois-français du département de l'Aveyron de l'abbé Aimé Vayssier
- 1883[297] : L'école laïque devient obligatoire pour tous en France. Le français est la seule langue enseignée et utilisée dans l'enseignement. L'occitan sous le terme de patois est fortement dévalorisé. Les écoliers apprennent que pour réussir, il faut bannir son usage.
- 1885 : publication de Lou Tresor dóu Felibrige, de Frédéric Mistral, dictionnaire provençal-français (en fait pan-occitan : le sous-titre indique expressément que l’ouvrage « embrasse les divers dialectes de la langue d’oc moderne »). Lou Tresor dóu Felibrige.

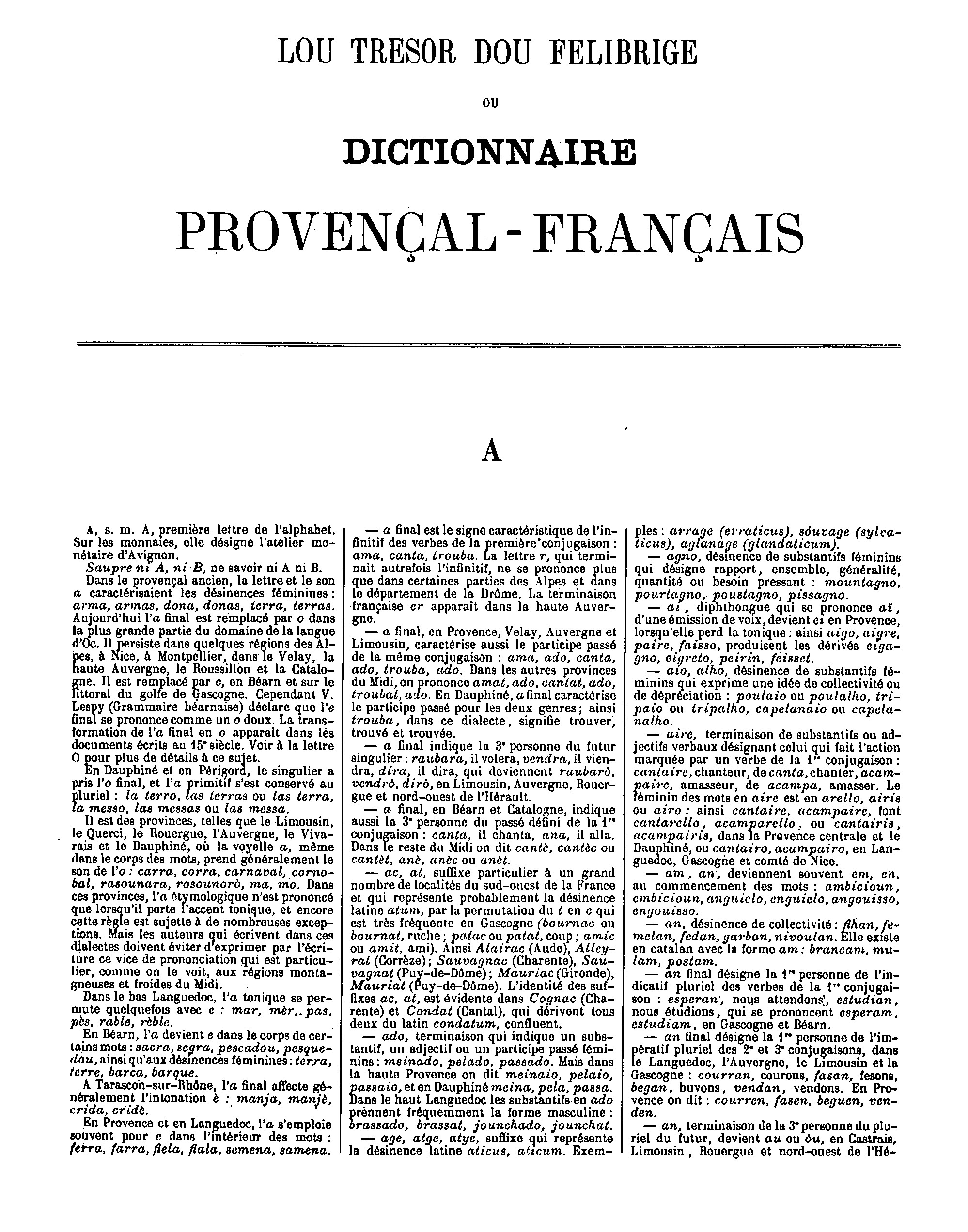
Lou Tresor dóu Felibrige.

- 1895 : J. Roux, du Limousin, publie une Grammaire limousine dans laquelle il préconise une graphie proche de celle des troubadours.
- 1904 : Frédéric Mistral est sacré prix Nobel de littérature.
- 1919 : fondation de l’Escòla occitana.
- 1927 : fondation du Collège d'Occitanie par Estieu (1860-1939) et le Père Salvat, à l'Institut catholique de Toulouse. Le poète Prosper Estieu est un des fondateurs du Collège d'Occitanie à Toulouse.

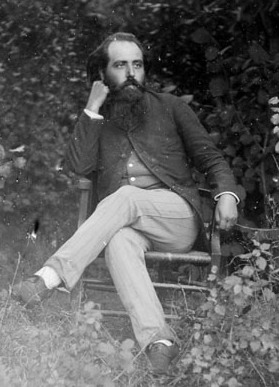
Le poète Prosper Estieu est un des fondateurs du Collège d'Occitanie à Toulouse.

- 1931 : la Catalogne retrouve un statut d’autonomie et soutient activement la langue occitane.
- 1934 : des intellectuels catalans proclament officiellement la séparation du catalan et de l’occitan.
- 1935 : publication de la Gramatica occitana segon los parlars lengadocians de Louis Alibert.
- 1941 : le régime de Vichy autorise l’enseignement des « langues dialectales » à dose homéopathique et sous forme d’alibi : « langues basque, bretonne, flamande, provençale » (l’occitan)[298]. Les langues ethniques officielles dans d’autres pays ne sont pas autorisées : corse (dialectes italiens), alémanique alsacien et langues franciques (dialectes allemands).
- 1943 : première chaire de languedocien à Toulouse.
- 1944 : abrogation des arrêtés Carcopino de 1941 sur l’enseignement public des « langues dialectales ».
- 1945 : fondation de l’Institut d'études occitanes (IEO), association culturelle qui a pour but le maintien et le développement de la langue et de la culture occitanes par la direction, l’harmonisation et la normalisation de tous les travaux qui concernent la culture occitane dans son ensemble.
- 1946 : l’Institut d’études occitanes (IEO), adopte ses statuts où il est précisé que c'est une association « née de la Résistance ». Cette mention apparaît toujours dans les statuts actuels[299].
- 1951 : la loi Deixonne autorise, à titre facultatif, l’enseignement de certaines langues régionales. C'est le premier texte de loi qui fasse officiellement référence à la « langue occitane » en France[300] (cette loi est aujourd’hui abrogée).
- 1959 : création du Parti nationaliste occitan (PNO) par François Fontan. C'est le premier parti politique occitaniste. Manifestation du PNO.

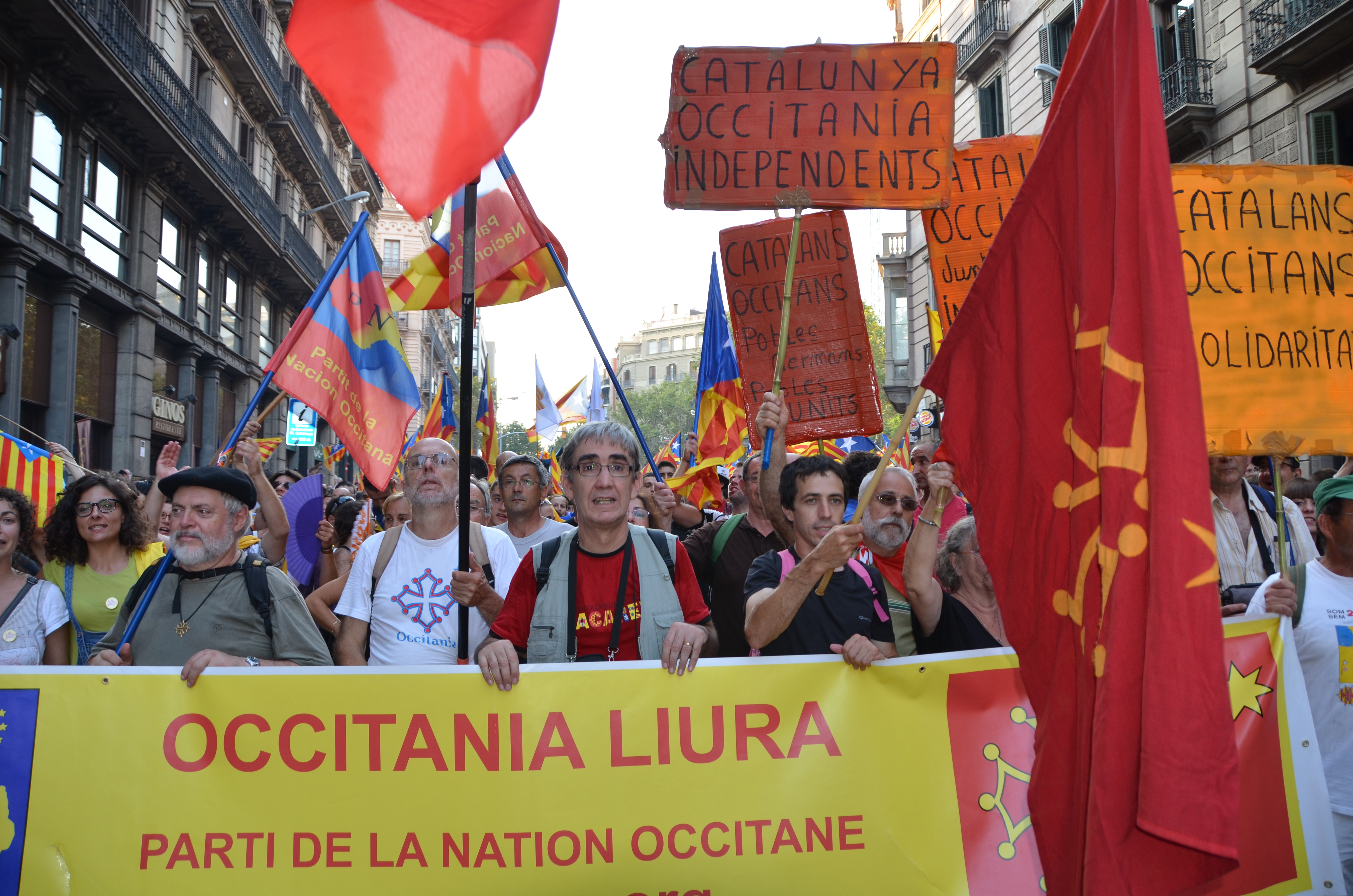
Manifestation du PNO.

- 1972 : première université occitane d’été.
- 1975 : loi Haby (France) qui, dans son article 12, affirme qu’« Un enseignement des langues et des cultures régionales peut être dispensé tout au long de la scolarité ».
- 1975 : loi Bas-Lauriol (France) : l’emploi de la langue française est obligatoire (au détriment de l’occitan notamment) pour les éléments relatifs aux biens et services : offre, présentation, publicité, mode d’emploi ou d’utilisation, l’étendue et les conditions de garantie, ainsi que dans les factures et quittances. Les mêmes règles s’appliquent à toutes informations ou présentations de programmes de radiodiffusion et de télévision (cette loi est aujourd’hui abrogée).
- 1979 : création de la première école Calandreta à Pau.
- 1987 : fondation du Partit occitan qui est actuellement[C'est-à-dire ?] le parti occitaniste dominant en France.
- 1990 : l’occitan aranais est officiel sur le territoire du Val d'Aran, en Catalogne[301]. L'occitan est une langue officielle du Val d'Aran depuis 1990.

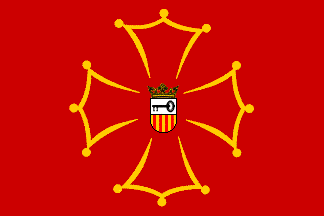
L'occitan est une langue officielle du Val d'Aran depuis 1990.

- 1992 : création du CAPES d’occitan-langue d’oc (concours de recrutement) et premiers paiements d’enseignants d’occitan (France).
- 1992 : modification de l’article 2 de la Constitution française : « La langue de la République est le français ».
- 1993 : projet de loi Tasca adopté par le gouvernement. Il ne fut pas présenté au Parlement à cause du changement de majorité. Toutefois la loi Toubon en a repris l’essentiel.
- 1994 : loi Toubon : la langue française est la seule langue en France (au détriment des autres) de l’enseignement, du travail, des échanges et des services publics. Il est précisé que cette loi ne s’oppose pas à l’usage des langues régionales de France, mais cette disposition est floue et ne constitue pas une protection réelle.
- 7 mai 1999 : la France signe la Charte européenne des langues régionales ou minoritaires qui comprend des mesures touchant l'occitan.
- 1999 : le capoulié (président) du Félibrige et le président de l’IEO s’accordent sur le respect mutuel des deux graphies « mistralienne » et « classique »[302].
- 1999 : l’occitan fait partie des langues protégées par la loi sur les minorités linguistiques en Italie[303]. Carte des vallées occitanes concernées par la loi sur les minorités linguistiques en Italie de 1999.

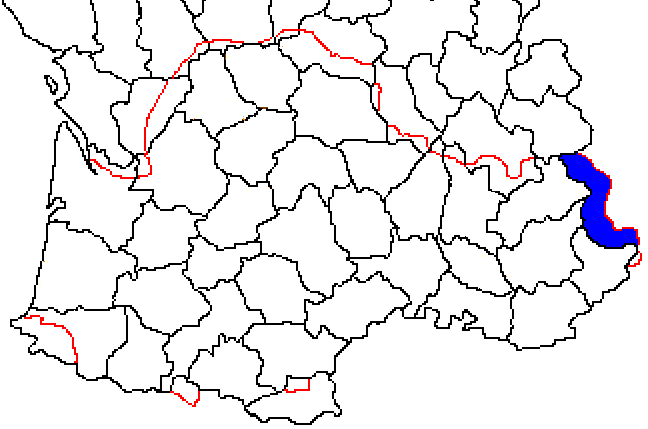
Carte des vallées occitanes concernées par la loi sur les minorités linguistiques en Italie de 1999.

- 22 juin 2000 : abrogation de la loi Deixonne[304] qui a été remplacée par le Code de l'éducation. Toute référence directe à la langue occitane disparaît des textes légaux français.
- 2001 : décret no 345 du président de la République italienne du 2 mai 2001. C'est le règlement d'application de la loi du 15 décembre 1999, no 482, portant sur les règles de protection des minorités linguistiques historiques[305].
- 2002 : Le Bureau européen pour les langues moins répandues (EBLUL) demande officiellement aux organisateurs des Jeux olympiques d’hiver qui se dérouleront à Turin en 2006 d’utiliser massivement l’occitan au cours de cette manifestation et même de le déclarer langue officielle de ces Jeux.
- 2003 : la Délégation générale à la langue française et aux langues de France tente de coordonner les mouvements d’oc afin de trouver un interlocuteur unique sur les questions d’aménagement linguistique.
- 5 décembre 2003 : le conseil régional de Provence-Alpes-Côte d'Azur a voté la résolution approuvant le principe de l'unité de l'occitan ou langue d'oc et que de fait le provençal en fait partie[306]. De plus, la région s'engage en faveur de cette langue[307].
- 2004 : réduction drastique du nombre de nouveaux postes d’enseignants d’occitan en France. En février 2004, le gouvernement a diminué le nombre de recrutement de professeurs enseignant l’occitan (diplômés du CAPES d’occitan). Cette diminution est la conséquence d’une réduction budgétaire. Le nombre de postes de CAPES d’occitan était de dix-sept (plus un en école privée) en 2002, treize en 2003 et de quatre postes pour 2004. Rémy Pech, président de l’université Toulouse le Mirail a déclaré que c’est « en totale contradiction avec les objectifs de la décentralisation républicaine annoncée par le gouvernement ». Le Partit occitan considère alors qu'il s'agit d'« une liquidation programmée de l’enseignement de l’occitan ». Alain Rainal de la Fédération des enseignants de langue et culture d’oc (FELCO) parle de liquidation de l’enseignement de l’occitan et donc de liquidation de la langue occitane. En effet, les postes de CAPES diminuent de 30 % en moyenne ; le CAPES d’occitan diminue, lui, de 71 %. Selon lui, le gouvernement demande plus de solidarité aux plus pauvres, et demande moins aux plus riches. Il rajoute que les langues et cultures régionales, c’est quelque chose de très important, un patrimoine inestimable. Donc cela mérite de ne pas être baissé, mais au moins d’être laissé au niveau d’avant. M. Rainal rajoute : que cette nouvelle est inquiétante pour l’enseignement de l’occitan bilingue ou trilingue. Les parents d’élèves savent qu’il y a une possibilité de valoriser professionnellement cette connaissance acquise. Le nombre de postes au concours se réduisant, il faudra passer un concours pour seulement quatre postes. Cela crée une grande difficulté et n’accorde que peu de perspectives professionnelles[308].
- mars 2004 : la province de Turin communique sur le thème Occitan lenga e cultura olímpica[309],[310],[311],[312],[313].
- mars 2004 : journal TV en occitan sur BTV. La BTV (Barcelona Televisió) renommée Betevé, télévision publique de Barcelone, diffuse chaque semaine un journal télévisé en occitan appelé « Inf’òc ». Ces émissions de la télévision catalane sont tantôt en gascon, tantôt en languedocien. La zone de diffusion couvre Barcelone, bien entendu, mais aussi Gérone, Sant Cugat, Mataró. Le 31 juillet 2021 la chaîne met fin à ses émissions en occitan[314].
- juillet 2004 : Terminologie occitane et catalane commune sur des thèmes scientifiques ou techniques. Les catalans et les occitans travaillent ensemble sur la terminologie. C’est ce qui a été décidé en juillet lors d’une réunion dans le Val d’Aran. Une convention a été passée entre l’Institut d’estudis catalans, l’Institut d’études occitanes, le Conseil général d'Aran et Termcat pour publier des lexiques en 2005. Quatre lexiques ont été créés dans les domaines des mathématiques, de la biologie, de l’écologie, de l’internet et de la téléphonie mobile. Termcat (organisme chargé de travailler sur la terminologie du catalan) a proposé de mettre son travail à disposition. En effet, 90 % du lexique catalan est directement applicable à l’occitan. Ces lexiques, et ceux qui suivront, seront particulièrement utiles aux enseignants : de l’école primaire jusqu’au lycée, et même au-delà. Le dictionnaire en ligne est disponible depuis novembre 2009. La terminologie du secteur de la société de l'information est en occitan, catalan, espagnol, français et anglais[315].
- mars 2005 : Nouveau statut pour le Val d’Aran. Le Conseil général d'Aran a demandé un nouveau statut à la région de Catalogne en Espagne. Ce statut lui permettrait d’avoir des compétences propres afin de négocier des accords avec les régions occitanes de France. De plus, le conseil général gérerait lui-même les actions concernant la langue et la culture aranaises. Par ailleurs, une demande de coofficialité de l’occitan et du catalan dans toute la région a été formulée. Ceci aurait pour conséquence de faire reconnaître l’occitan comme une des langues officielles de l’Espagne. Le 30 septembre 2005, le parlement catalan a adopté à la majorité absolue le projet de nouveau statut d’autonomie de la Catalogne. Le nouveau statut reconnaît dans son article 9.5 l’officialité (dans toute la Catalogne) de « la langue occitane, dite aranès dans le Val d’Aran ». La reconnaissance de Val d’Aran dans le Statut aussi a été soutenu par les partis ERC et ICV-EUiA, alors que le PP Catalan était partisan de reconnaître dans le Statut la singularité d’Aran, mais en aucun cas de se référer à ce territoire comme une « réalité nationale occitane ». Le projet a reçu l’aval de Madrid pour que ce statut devienne loi. Le parlement espagnol avait notamment supprimé le terme « nation » de l’article premier pour qualifier la Catalogne. Certains politiciens espagnols considèrent que le projet de nouveau statut est un pas vers la division de l’État et qu’il n’est donc pas conforme à la Constitution.
- 23 juin 2005 : adoption à l’unanimité du schéma d’aménagement linguistique « iniciativa » en faveur de la langue béarnaise/gasconne/occitane dans le département des Pyrénées-Atlantiques[316].
- 22 octobre 2005 : manifestation de plus de 12 000 personnes à Carcassonne pour la reconnaissance de la langue.
- 2006 : L’occitan a le statut de langue coofficielle des Jeux olympiques d’hiver de Turin (anglais, français, italien et occitan). Les Jeux olympiques d'hiver 2006 de Turin se sont déroulés aussi dans des vallées occitanes du Piémont. La « Chambra d’Òc » ainsi que les institutions politiques de la province de Turin, les communautés de montagne (Val Pelis, Val Cluson, haute val Susa) et la commune de Bardonèche avaient demandé que l’occitan fasse partie des langues officielles des Jeux. Il y a eu des manifestations publiques comme la présentation du festival de Rodez, des informations sur l’occitan dans la province de Turin[317], les mots de neige et de glace (Petit dictionnaire des sports d’hiver)[318], les langues-mères des vallées olympiques: Occitan, Francoprovençal, Français[319].
- 3 février 2006 : le conseil régional de Languedoc-Roussillon vote le « Projet Occitan » à la suite de « la Consulta Regionala » (vaste consultation des acteurs de la langue occitane sur le territoire Régional). C'est un engagement fort de la Région pour soutenir les forces vives de l'occitan dans les domaines de la langue, la culture et la société. C'est aussi le lancement d'une manifestation occitane et catalane « Total Festum » créée autour des feux de la Saint-Jean.
- 18 juin 2006, l’occitan est inscrit comme langue coofficielle de toute la Catalogne dans le statut d'autonomie de la région[320] à la suite du référendum largement approuvé par la population catalane. Le référendum concernant le nouveau statut pour la Catalogne est largement approuvé par la population catalane : plus de 70 % de votes favorables. Trois partis avaient appelé à voter « oui » : le Parti socialiste catalan (PSC, à la tête du gouvernement régional), les communistes et les verts d’Iniciativa per Catalunya (ICV, membre de la coalition gouvernementale) et les démocrates-chrétiens de Convergencia i Unio (CiU). Les républicains indépendantistes catalans d’Esquerra Republicana de Catalunya (ERC) avaient appelé à voter « non », de même que le Parti populaire (PP, droite centralisatrice). Les premiers reprochent au nouveau statut de ne pas reconnaître la Catalogne comme « nation » et de ne pas donner totale autonomie à la région sur les impôts, sur les ports et les aéroports. Les seconds estiment que le texte accorde trop d’autogestion, notamment fiscale, à la Catalogne et qu’il est « anticonstitutionnel ». Le Statut donne l’officialité à l’aranais et considère le Val d’Aran « réalité occitane ». L’article 11, du nouveau statut dit : « Le peuple aranais exerce l’autogouvernement selon ce Statut par le Conselh Generau d’Aran (institution supérieure politique de la Val d’Aran) et les autres institutions propres ». Le second paragraphe annonce : « Les citoyens de Catalogne et ses institutions politiques reconnaissent Aran comme une réalité occitane fondée sur sa spécificité culturelle, historique, géographique et linguistique, défendue par les Aranais au fil des siècles ». « Ce Statut reconnaît, défend et respecte cette spécificité et reconnaît aussi Aran comme une entité territoriale singulière dans la Catalogne, qui est l’objet d’une protection particulière par le moyen d’un régime juridique spécial ». D’autre part, dans l’article 6, se référant aux langues de Catalogne, figure dans le nouveau Statut que « la langue occitane, appelée aranès en Aran, est la langue propre et officielle de ce territoire est aussi officielle en Catalogne, en accord avec ce qu’établit ce Statut et les lois de normalisation linguistique »[321].
- 17 mars 2007 : Manifestation de plus de 20 000 personnes à Béziers pour la reconnaissance de la langue et la culture occitane. Manifestation de Béziers en 2007.

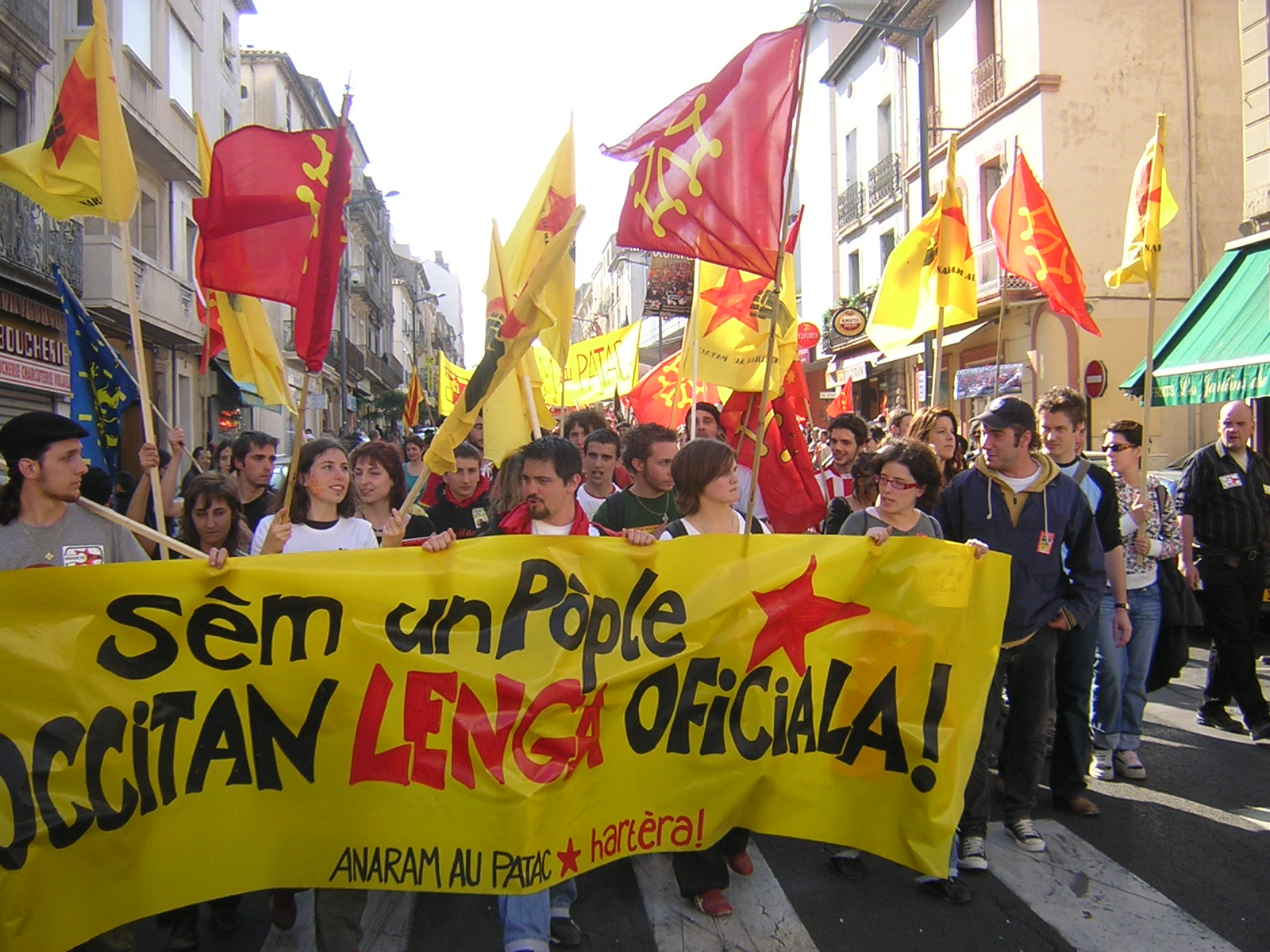
Manifestation de Béziers en 2007.

- Juillet/août 2007 : La Généralité de Catalogne va créer un service pour développer l’officialité de l’occitan[322].
- 10 décembre 2007 : le conseil général du département des Pyrénées-Orientales a approuvé la « Charte en faveur du catalan » qui concerne aussi l'occitan.
- 16 décembre 2007 : inauguration à Toulouse de l'Ostal d'Occitània. Action culturelle et civique pour la promotion de la langue et la culture occitanes gérée par une fédération de 40 associations (aujourd'hui 60) réunies sous le nom de Convergéncia occitana.
- 20 décembre 2007 : le conseil régional Midi-Pyrénées adopte un Schéma régional de développement de l'occitan[323].
- 2008 : Chambra d’Òc a lancé la campagne « Lenga d’òc Patrimòni Mondial de l’Umanitat » (Langue d'Oc - Patrimoine mondial de l'Humanité), afin d'inclure la langue et la culture occitane au sein du patrimoine culturel immatériel de l'Humanité de l'UNESCO. La campagne a reçu le soutien formel de la province de Turin (Italie), de la région Languedoc-Roussillon (France), du conseil général d'Aran (Espagne) et de plusieurs municipalités et de « comunitats montanas » (associations territoriales de régions de montagnes italiennes), d'associations culturelles et d'institutions universitaires[324]. Le 26 août 2008, le gouvernement du Piémont (Italie) a approuvé une « proposition de l'inclusion de la langue occitane sur la liste du patrimoine mondial »[325].
- Mai 2008 : Prosition pour que les langues régionales entrent dans la Constitution française. L'amendement est adopté par l’Assemblée nationale mais refusé par le Sénat à l’article 1 de la Constitution française qui précise que les langues régionales font partie du patrimoine de la République.
- 25 mai 2008 : création de l’Académie de la langue occitane dans le Val d’Aran. L’Académie de la langue occitane est fondée par un acte solennel à Vielha. Cette académie a prévu de commencer ses travaux d’ici la fin de l’année 2008[326],[327]. Sa première fonction sera de renforcer l’unité de la langue occitane tout en respectant sa diversité[328].
- 23 juillet 2008 : Les langues régionales dans la constitution française. À la suite de la réunion du congrès à Versailles, la constitution française est modifiée pour introduire l'Article 75-1 dans la Constitution française: « Les langues régionales appartiennent au patrimoine de la France. » Le 20 mai 2011 : décision du conseil constitutionnel (France) stipulant que l'article 75-1 de la loi constitutionnelle française, introduit en 2008, ne crée aucun droit pour les langues régionales[329].
- 9 juillet 2009 : Reconnaissance de l'occitan dans la région Rhône-Alpes À la suite d'un débat au conseil régional de la région Rhône-Alpes l'occitan est reconnu aux côtés du francoprovençal langue régionale de cette région. Le conseil régional de Rhône-Alpes vote une délibération Reconnaître, valoriser, promouvoir l'occitan et le francoprovençal, langues régionales de Rhône-Alpes[330].
- novembre 2009 : publication en ligne du dictionnaire terminologique en occitan du secteur de la société de l'information.
- 2010 : Une motion est adoptée par le conseil départemental du Lot-et-Garonne demandant l'inscription de l'occitan à l'UNESCO au patrimoine culturel immatériel de l'Humanité à risque d'extinction[331],[332],[333].
- 22 septembre 2010 : l'occitan, langue officielle en Catalogne. Le parlement catalan adopte la loi sur l'aranais qui fait concrètement de l'occitan une langue officielle dans toute la Catalogne[334],[335]. L’occitan, sous sa forme aranaise, a été reconnu comme langue officielle par le parlement catalan, avec 117 voix pour et 17 contre. L’aranais doit désormais être la langue utilisée de manière générale dans le Val d'Aran par les organismes publics, dans les établissements et programmes scolaires, à la télévision et à la radio[336]. Dans le reste de la Catalogne, les locuteurs d'occitan ont le droit d'utiliser l'aranais lorsqu'ils s'adressent par écrit aux instances du gouvernement catalan, et d'exiger que celles-ci leur répondent en aranais. De même, toutes les lois du Parlement catalan devront dorénavant être aussi publiées en aranais. Les textes de lois en version occitane auront avec un caractère officiel. Par ailleurs, le gouvernement favorisera la mise en place dans la région, d'études philologiques de la langue occitane et de contenus sur la réalité linguistique du territoire du Val d'Aran[337].

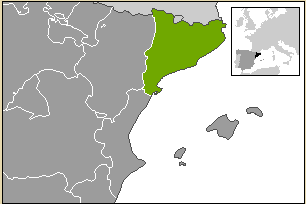
En 2010, l'occitan confirme son statut de langue officielle de Catalogne.

- Novembre-décembre 2010 : enquête sociolinguistique en Midi-Pyrénées. Lancement d'une enquête sociolinguistique en Midi-Pyrénées sur l'usage, les compétences et les représentations en occitan sur le même modèle qu'en Aquitaine. Celle-ci concerne l'usage, les compétences ainsi que les représentations en occitan dans la région Midi-Pyrénées[338].
- 12 décembre 2010 : à la suite d'une plainte d'une association opposée aux langues régionales[339],[340], le tribunal administratif de Montpellier annule la décision de la commune de Villeneuve-lès-Maguelone (Vilanòva de Magalona) d'apposer des panneaux bilingues occitan-français. La commune porte l'affaire devant la cour d'appel administrative de Marseille qui, le 26 juin 2012, annule à son tour la décision précédente, ce qui a pour effet d'autoriser la commune à maintenir ses panneaux indiquant Vilanòva de Magalona[341].
- 16 février 2011 : le Sénat (France) adopte une proposition de loi autorisant l'installation de panneaux d'entrée et de sortie de ville en langue régionale, sur proposition du sénateur de l'Aude Roland Courteau[342],[343].
- Décembre 2011 : mise en ligne du site des archives audio visuelles de l'Institut d’études occitanes du Limousin[344].
- 22 novembre 2012 : traitement des revendications occitanes au niveau du parlement européen[345].
- 20 décembre 2013 : naissance de la première télévision 100 % en occitan sur internet[346] avec l'aide des régions Aquitaine, Midi-Pyrénées et Languedoc-Roussillon ainsi que les départements Dordogne et Pyrénées-Atlantiques.
- 23 septembre 2015 : Création de l'Office public de la langue occitane.
- 28 octobre 2015 : le sénat français refuse d'examiner la proposition de loi constitutionnelle autorisant la ratification de la Charte européenne des langues régionales ou minoritaires[347],[348],[349],[350]. La charte ayant été signée en 1999 par la France, elle doit être ratifiée par le président de la république pour entrer en vigueur.
- 14 janvier 2016 : L'assemblée nationale française censure une proposition de loi relative à la promotion des langues régionales[351]. C'est un refus à quatorze voix « contre » et treize voix « pour ». Parmi les quatorze voix « contre » qui ont été comptabilisées figurent quatre voix de députés absents lors du vote, le député Paul Molac à l'origine de la proposition considère que ce rejet est lié à l'« usage d'un artifice du règlement »[352],[353]. L'ex-conseiller régional David Grosclaude précise que « Parmi les quatre votes qui ont empêché l’adoption du texte il y a deux députés qui ne manquent pas, chaque fois qu’ils le peuvent, de dire tout leur engagement en faveur de la langue occitane. Il s’agit de Pascal Deguilhem, député de Dordogne et de Pascal Terrasse député d’Ardèche »[354].
- 20 février 2016 : naissance de l’Assemblada Nacionala Occitana ayant pour but de rassembler l'occitanisme politique et culturel, notamment afin de promouvoir l’usage de la langue occitane et particulièrement dans l’éducation[355].
- 17 juin 2016 : projet de loi (France) prévoyant une révision des quotas à la radio avec obligation de diffuser des morceaux dans une langue régionale[356]. « Les œuvres musicales interprétées dans une langue régionale en usage en France constituent au minimum 4 % de cette proportion d’œuvres musicales d’expression française », soit un quota de 1,6 % des morceaux musicaux diffusés par les radios à répartir entre toutes les langues régionales de France. Cette proposition a été fortement combattue par de grands médias radiophoniques[357],[358].
- 25 octobre 2016 : colloque sur le place de l'occitan actuellement[C'est-à-dire ?] et dans le cadre d'une future indépendance de Catalogne[359],[360]
- Février 2021 : adoption en France de la loi dite Molac[361], du nom du député qui l'a portée. Certains articles ont été censurés par le conseil constitutionnel[362]. Par la suite, une dénonciation a été faite auprès de l'ONU pour dénoncer les discriminations envers les locuteurs[363],[364].
  - Les huit points de la loi[365]:
  - 1. La loi prévoit qu’un enseignement de la langue occitane sera proposé à tous les élèves, de la maternelle au lycée. La mise en œuvre progressive de cette offre généralisée est définie par convention avec les Régions.
  - 2. Un enseignement immersif en occitan pourra être proposé dans les écoles publiques. CENSURE DU CONSEIL CONSTITUTIONNEL.
  - 3. Les écoles associatives Calandretas, qui proposent un enseignement immersif, bénéficieront d’un financement public de toutes les communes de résidence des parents.
  - 4. Le Gouvernement devra remettre un rapport, chaque année, devant le Parlement, de ses actions relatives à la protection de la langue occitane du point de vue de son enseignement.
  - 5. La langue occitane est désormais un élément patrimonial : elle devra à ce titre être protégée.
  - 6. Les textes anciens ou les enregistrements remarquables en occitan sont intégrés au « Trésor national » (protection relative à l’export à l’étranger par exemple).
  - 7. Les pouvoirs publics sont encouragés par la loi à recourir à l’affichage bilingue français-occitan.
  - 8. Il est désormais possible de donner à son enfant un prénom occitan contenant des caractères spécifiques, comme « Caròla » ou « Magalí ». CENSURE DU CONSEIL CONSTITUTIONNEL.
- Juin 2021 : Congrès Linguatec, coopération scientifique transfrontalière et transfert de technologies de la langue (occitan, basque, aragonais)[366]. Le but étant le développement et la diffusion de nouvelles ressources ainsi que d'outils numériques de grande diffusion: traducteurs automatiques, reconnaissance vocale, synthèse vocale, correcteur orthographique, analyse syntaxique et morphosyntaxique[367].
- 19 septembre 2023 : à la suite d'une modification du règlement du Congrès des députés, l'emploi par les députés espagnols de l'occitan ainsi que du basque, du catalan et du galicien sont autorisés au sein de la chambre basse espagnole[17],[18].
- octobre 2023 : Le Congrès permanent de la lenga occitana (CPLO) commence l'élaboration du Diccionari General Informatizat de la Lenga Occitana qui donnera accès à l'ensemble des données linguistiques sur l'occitan. C'est le plus grand projet scientifique de lexicographie depuis la publication du Tresor dóu Felibrige au XIXe siècle[368].
- 4 octobre 2023 : la première initiative parlementaire espagnole en occitan est déposée par le parti catalaniste ERC[369].

## Historique de la langue

### Du latin à l'occitan
Des bribes d'occitan sont incrustées de plus en plus fréquemment dans des documents en latin aux VIIIe, IXe et Xe siècles. Ce qui dénote que la langue orale a déjà fortement dévié du latin tardif.
Les premiers textes en occitan apparaissent vers lʼan 1000 : une traduction de Boèce et de La chanson de sainte Foy, suivis par de nombreux textes juridiques à partir de 1034.

### L'âge d'or médiéval (Xe–XIIesiècles)
L’occitan fut la langue culturelle de ce qui est aujourd'hui le sud de la France et des régions voisines pendant toute la période médiévale, tout particulièrement avec les troubadours et trobairitz (de l'occitan ancien trobar, « faire des vers »).
À partir du XIIe siècle le développement de la poésie des troubadours rayonne dans toute l'Europe. Plus de 2 500 poèmes et quelque 250 mélodies ont été conservés. La poésie occitane est à l'origine de la poésie lyrique européenne. En langue d'oïl, les troubadours inspireront les trouvères; en allemand il inspireront le minnesang.
Les troubadours inventèrent l’amour courtois en répandant l’idée novatrice de fidélité à la dame plutôt qu’au seigneur. Leurs valeurs et l'idéologie de la fin'amor, de la cortezia et de la conviviença se propagèrent rapidement dans toute l’Europe. Ainsi, ils donnèrent le ton aux cours européennes après les temps tristes qui suivirent les invasions barbares et créèrent le style de vie raffiné des cours seigneuriales. Témoin le fait que la littérature en occitan fut plus fournie que la littérature écrite dans les autres langues romanes au début du Moyen Âge, même si plusieurs d'entre elles ont connu une forme écrite à peu près à la même époque.

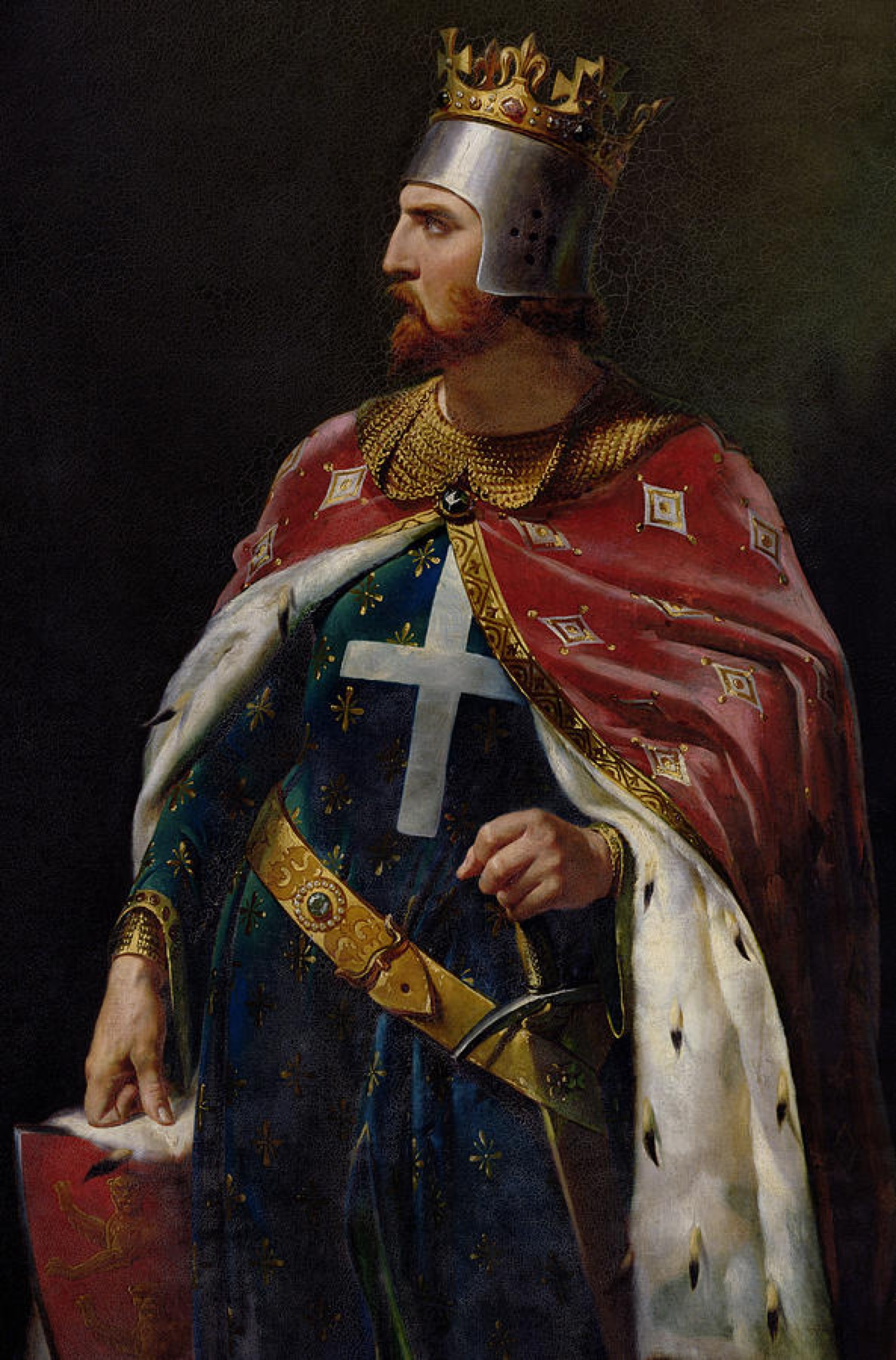
Richard Cœur de Lion : roi d'Angleterre, duc d'Aquitaine et comte de Poitiers fut aussi un poète et un écrivain célèbre à son époque notamment pour ses compositions en langue d'oc.

Au-delà des pays de langue d'oc, le roi d'Angleterre Richard Cœur de Lion pratiquait l'occitan et est considéré comme un des troubadours.
Enfin, durant le Moyen Âge l'occitan fut l'une des premières langues à se doter d'une académie (Consistori del Gay Saber), d'une grammaire (les Leys d'Amors) et d'un concours littéraire (celui des Jeux Floraux).
Certaines œuvres de littérature occitane médiévale sont majeures, notamment : la Chanson de la Croisade, récit en vers de la croisade contre les Albigeois et le Roman de Flamenca, roman courtois sur le thème du désir et de la jalousie. Certaines chroniques en occitan ont été conservées. Leur rédaction s'échelonne du XIIe au début du XVIe siècle : la chronique romane de Montpellier dite du Petit Thalamus (1088-1428), la Chronique du siège de Damiette (XIIIe), la Chronique des comtes de Foix (XVe), l'Histoire journalière (1498-1539) d'Honorat de Valbelle
L'occitan est aussi employé comme langue des chartes. Dans certaines villes (notamment dans les villes du Rouergue et du Quercy), même les notaires écrivent leurs chartes très souvent en langue vernaculaire occitane.

#### Dante et l'occitan
Au Moyen Âge, Dante permet la diffusion de l'expression « lingua d’oco » (Langue d'Òc). Contrairement à ce qui est souvent affirmé, Dante n'a pas créé l'expression. Il l'emploie vers 1293 dans sa Vita nuova (Vie nouvelle) où il oppose la littérature en lingua d'oco à celle en italien, langue di si. Il la reprend vers 1305 dans son De vulgari eloquentia (L'Éloquence en langue vulgaire),. Il l'emploie encore, entre 1306 et 1308, dans Il convivio (Le Banquet) où il reproche à ses compatriotes de mépriser leur propre langue pour lui préférer les parlers « vulgaires [...] de langue d'oc » ou encore « le parler [...] précieux [...] de Provence ». Il opposait l’appellation la langue d’oc (l'occitan) à la langue d'oïl (le français et ses dialectes) et à la langue de si (l’italien, sa langue maternelle). Il se basait sur la particule servant à l’affirmation : dans la première, « oui » se disait òc en ancien occitan et en ancien catalan, mais oïl en ancien français, et sí dans les dialectes italiens. Les trois termes viennent du latin : hoc est (c'est ceci) pour le premier, illud est (c'est cela) pour le second et sic est (c'est ainsi) pour le troisième.
Un des passages les plus notables dans la littérature occidentale est le 26e chant en parallèle au Purgatoire de Dante, dans lequel le troubadour Arnaut Daniel répond au narrateur en occitan :
« Tan m’abellis vostre cortés deman, / qu’ieu no me puesc ni voill a vos cobrire. / Ieu sui Arnaut, que plor e vau cantan; / consiros vei la passada folor, / e vei jausen lo joi qu’esper, denan. / Ara vos prec, per aquella valor / que vos guida al som de l’escalina, / sovenha vos a temps de ma dolor ».

### Après la croisade contre les albigeois
Alors que des régions centrales de l'Occitanie sont rattachées officiellement au royaume de France lors du XIIIe siècle, il n'y a pas de changements notables dans les pratiques linguistiques. Au contraire, l’occitan va se renforcer. Il va s'imposer de plus en plus face au latin dans les écrits administratifs locaux. Le nombre de textes officiels en occitan ne fait que croître. Une volonté de normalisation linguistique apparaît, notamment avec des ouvrages de grammaire et de rhétorique à usage littéraire (règlas de trobar, razos de trobar, donatz proensals). Ils se poursuivront jusqu’au XIVe siècle avec les Leys d'amor. Plusieurs familles nobles françaises s'installent après la Croisade; elles apprennent à parler et à écrire la langue occitane. Jusqu'au XVe siècle, les représentants du pouvoir adressent généralement leur courrier à l’administration royale en occitan.
Toutefois, même s'il n'existe pas de politique linguistique identitaire, le français devient peu à peu la langue de l’administration royale. L’annexion au royaume de France entraînera aussi des changements dans les fonctionnements politiques.

### Premièrediglossie: une relative stabilité

#### Le français, langue symbole de l'État
À la suite de la victoire française contre les Anglo-Aquitains lors de la guerre de Cent Ans, le royaume domine sans concurrence une grande partie de l'Occitanie. C'est à cette époque que la langue française devient un des symboles majeurs du pouvoir royal français. Cela permet à la France de se démarquer des autres États, surtout de l’Angleterre. Même si l’occitan n’est pas encore visé, il est exclu de toute légitimation officielle qui mettrait en cause le cadre institutionnel de la royauté.

#### Conversion des élites occitanes
Entre la fin du XIVe siècle et le début du XVe siècle, le latin est délaissé par la royauté au profit du français. Puis celui-ci sera utilisé même dans les rapports entre le roi et ses agents avec les villes occitanes. À partir du XVe siècle, les élites occitanes démontrent leur allégeance au roi en passant au français, même si elles restent longtemps bilingues. Les administrateurs locaux et les notaires passent en douceur au français. L’usage de l’occitan dans les relations avec le pouvoir disparaît complètement, même si celui-ci se maintient encore dans les écrits officiels locaux.
Pendant ce temps, aux XIVe et XVe siècles, la littérature occitane entre dans une phase de déclin, et perd son prestige au niveau européen. Cette situation ne constitua toutefois pas une menace pour la pratique de l'occitan. Et cela n'a pas induit une substitution du français à l'occitan comme langue écrite.

#### La consolidation des pouvoirs

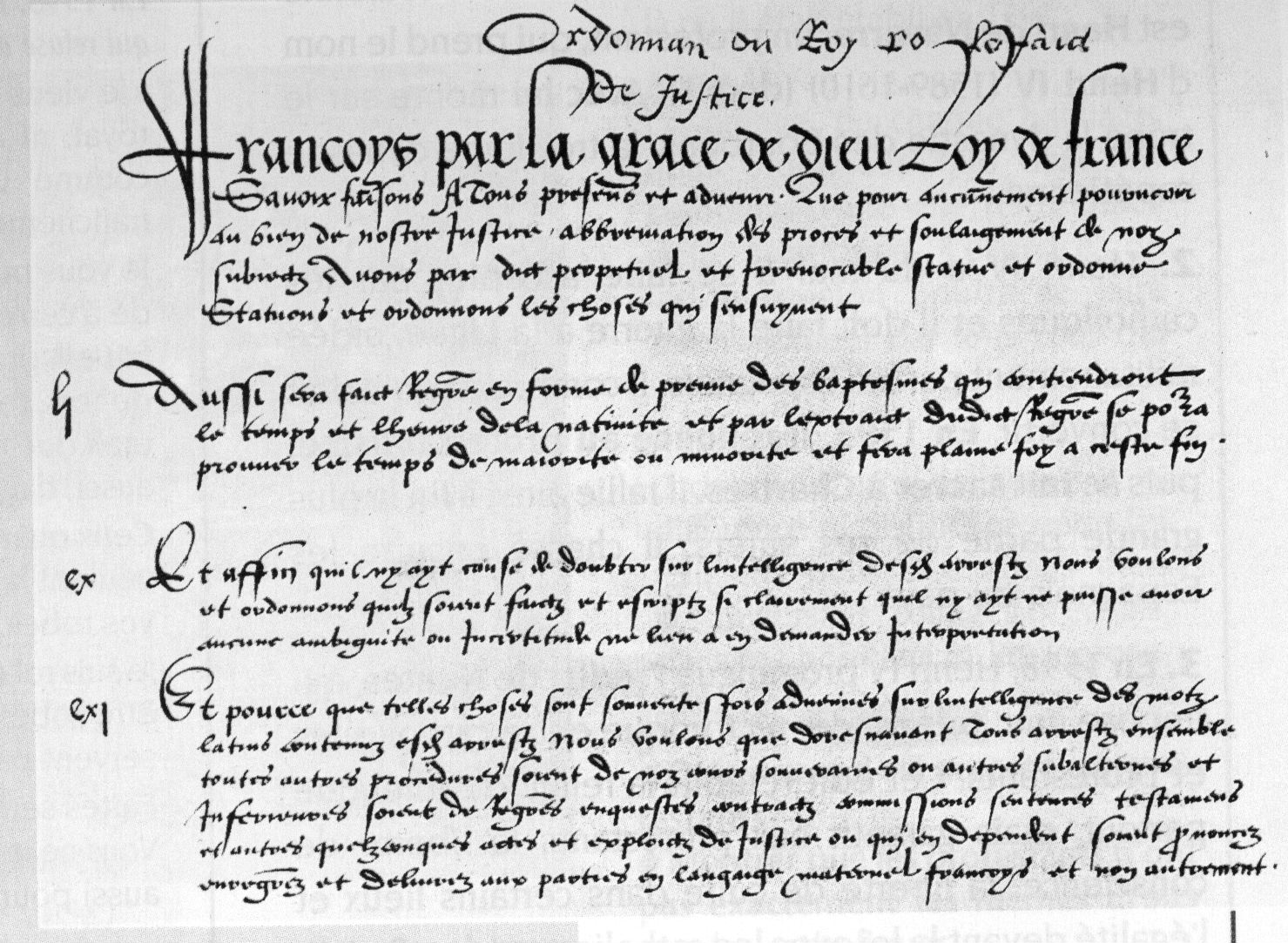
Copie du préambule et des articles de l'ordonnance de Villers-Cotterêts, toujours en vigueur en France depuis 1539.

Le pouvoir royal français va prendre de l'ampleur sous le règne de François Ier. Celui-ci promulgue en 1539 l’ordonnance de Villers-Cotterêts qui impose l’usage administratif exclusif du français dans tout le royaume. Il existe des désaccords sur le fait de savoir si l'ordonnance visait seulement à écarter le latin de la pratique administrative ou si le but était d’éliminer la concurrence de toutes les langues autres que le français. Cependant, il est un fait que l’occitan s'est retrouvé ainsi privé d’officialité puisqu'il qu'il n'existait plus aucun pouvoir qui aurait pu en faire sa langue d’usage.
Le recul de l’occitan comme langue administrative et littéraire dure de la fin du XVe au XIXe siècle. L’occitan n’a cessé de perdre son statut de langue savante. Au cours du XVIe siècle, la graphie précédemment en usage tombe dans l’oubli. Pierre Bec (op. cit.) précise qu’en 1500 encore la prononciation et la graphie correspondaient mais qu’en 1550 le divorce est consommé. En 1562, le duc de Savoie donne l’ordre aux notaires du Comté de Nice de rédiger désormais leurs actes en italien. À partir de ce moment-là, prolifèrent des graphies regionales prenant pour référence les langues officielles. D'un point de vue linguistique, la variété classique de la langue occitane va perdre ses registres liés à la législation et à l'administration.
Les premiers textes en français apparaissent dès la fin du XIVe siècle dans le Nord de l'Auvergne. Le français s’imposera seulement dans les écrits administratifs et juridiques dans les régions actuellement[C'est-à-dire ?] occitanophones. C'est dans le courant du XVIe siècle que le français se substitue massivement et définitivement à l'occitan, comme langue écrite officielle.
Les textes les plus tardifs sont rédigés vers 1620 dans le Rouergue et la Provence orientale. En Aveyron, le registre paroissial de Rieupeyroux est rédigé en occitan jusqu'en 1644. Le Béarn constitue une exception. C'est en occitan-béarnais qu'était rédigé la législation (les Fors). L'occitan conserva son emploi de langue administrative (en cohabitation avec l'emploi croissant du français) pour les divers actes légaux jusqu'à la Révolution française de 1789, voire jusque vers 1815 par certains notaires.
L'impact du français reste limité car cette phase diglossique est relativement stable, les usages linguistiques étant distribués à partir de leur fonction et du milieu social. Le français est à présent utilisé pour les usages administratifs et socialement valorisés, tandis que l’occitan est utilisé pour des usages quotidiens, domestiques et populaires. Paradoxalement, la cristallisation de l'ordre social empêche l’accès au français oral d’une grande partie de la population.
L'arrivée de la Réforme protestante s’accompagne de la progression du français en Occitanie, celui-ci ayant une fonction cultuelle. D'autre part, l'adoption de la langue du roi a aussi pour but de rechercher l’officialité. Toutefois, l’usage profane de l’occitan n'a pas été touché.
Sur le plan littéraire, l'occitan continua d'être employé ; à la Renaissance par le Gascon Pey de Garros en Provence par Louis Bellaud ; au XVIIe siècle avec la poésie de Pierre Goudouli, au théâtre avec François de Cortète ; enfin au XVIIIe siècle avec l'abbé Jean-Baptiste Fabre et également à l'opéra grâce au compositeur Jean-Joseph Cassanéa de Mondonville.

### Deuxième diglossie: la substitution linguistique
« L'histoire du français est celle de la construction, multiséculaire, d'une langue conçue comme homogène en son essence, unitaire dans son ambition politique : un monolinguisme institutionnel. Ce monolinguisme est certes fictif (la France fut toujours, et est encore plurilingue), mais cette fiction a puissance de mythe : elle dit le sens du monde en rassemblant une communauté. Il s'agit bien d'une institution : la langue française est un bel exemple d'artefact (elle y trouve sa noblesse) ; elle fut instituée.

Au nombre des raisons qu'on nous permette d'avancer tout d'abord une hypothèse sans doute audacieuse ; elle relève d'une sorte de psychanalyse des élites françaises cultivées. Fille aînée de l'Église, la France eût désiré le titre de plus digne héritière de la langue sacrée, le latin. (...) Il était douloureux de penser que l'issue du latin en France fut double, que deux langues se partagèrent le territoire, également nobles et prestigieuses, également aptes à régner.(...) La « nécessité d'exterminer les patois » trouve ici quelque motif obscur mais puissant. Il fallut par suite éliminer très tôt ce jumeau prétendant, porte-bannière des langues rivales. L'occitan, c'est un peu le Masque de Fer. »
— Bernard Cerquiglini, Le Français, religion d'État ?

#### Remplacement de populations
À la suite des guerres incessantes et des épidémies qui déciment les populations, des anciennes provinces occitanophones comme le Poitou, la Saintonge, l'Aunis, l'Angoumois, la Marche, ainsi qu’une partie de l'actuelle région Auvergne-Rhône-Alpes seront repeuplées par des populations venues de régions plus au nord. La langue du roi de France et de son administration finira par s’imposer précocement dans toute l'ancienne frange nord de l'Occitanie aussi bien dans l'écrit qu'à l’oral.

#### L'absolutisme royal

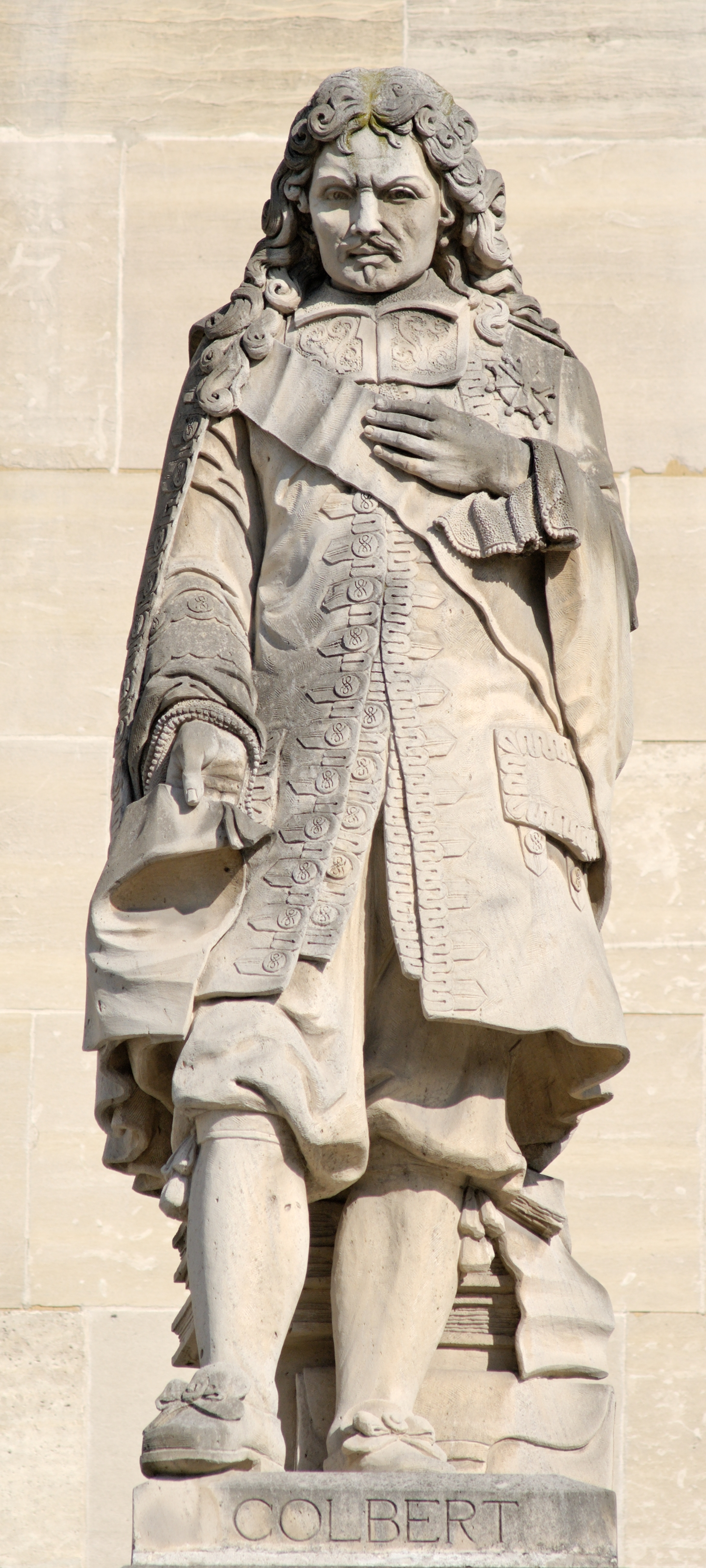
Statue de Colbert au palais du Louvre.

À partir du XVIIe siècle un État centralisé se met en place. La France s'appliquera à lier la langue et la culture française au destin national. L’institutionnalisation du pouvoir et de la littérature française font que seul le français est considéré comme une langue « élue », « pure » et « prestigieuse »; tandis que les patoisants doivent se référer à celui-ci comme seule norme acceptable. Un travail de sacralisation du français et de dénigrement des autres pratiques linguistiques commence à s’imposer, dès le XVIIe siècle l'usage du mot « patois », pour nommer toute langue du royaume qui ne soit pas du français, se développe. La spécificité linguistique de la langue occitane est ainsi niée afin de mieux convertir les occitanophones à l’usage du français. Cette langue n'est plus définie comme telle, mais comme un ensemble de variétés linguistiques d'étendues restreintes, sans prestige culturel et de bas statut social. Elle est ainsi privée de toute construction symbolique car l'occitanophone n’a même pas de nom pour sa langue.
Le français est devenu un emblème politique incontournable de l’État. Il a investi tous les registres hauts des usages linguistiques, aussi bien officiels que littéraires. La littérature baroque occitane ne parviendra pas à faire un contrepoids au français dont la littérature était déjà bien développée, et présente dans les grandes villes occitanes. La conception d'une littérature gasconne, toulousaine, et provençale resteront isolées et hétérogènes. L’occitan conserve les domaines les moins prestigieux de la création littéraire : les registres populaires, les ouvrages de propagande religieuse ou les pièces de Carnaval.
Colbert en 1666 :

« Pour accoutumer les peuples à se plier au roi, à nos mœurs, et à nos coutumes, il n’y a rien qui puisse plus y contribuer que de faire en sorte que les enfants apprennent la langue française, afin qu’elle leur devienne aussi familière que les leurs, pour pouvoir pratiquement sinon abroger l’usage de celles-ci, au moins avoir la préférence dans l’opinion des habitants du pays. »

Ce projet culturel et politique d'utiliser le français comme moyen de consolidation du pouvoir royal a été conçu au XVe siècle par Claude de Seyssel, conseiller de Louis XII qui donne l'exemple « du peuple et des princes romains [qui, lorsqu'ils dominaient le monde] n'ont trouvé de moyen plus sûr de rendre leur domination éternelle que de magnifier, enrichir et sublimer leur langue latine [...] et de la communiquer aux pays et provinces et peuples par eux conquis. »

#### Pendant la Révolution
La Révolution française confirmera cette tendance, car les jacobins, pour favoriser l’unité nationale, imposeront le français comme seule langue officielle. Ce qui n’empêchera pas la langue d’oc de rester la langue parlée, voire d’être utilisée par les révolutionnaires pour propager plus efficacement leurs thèses.

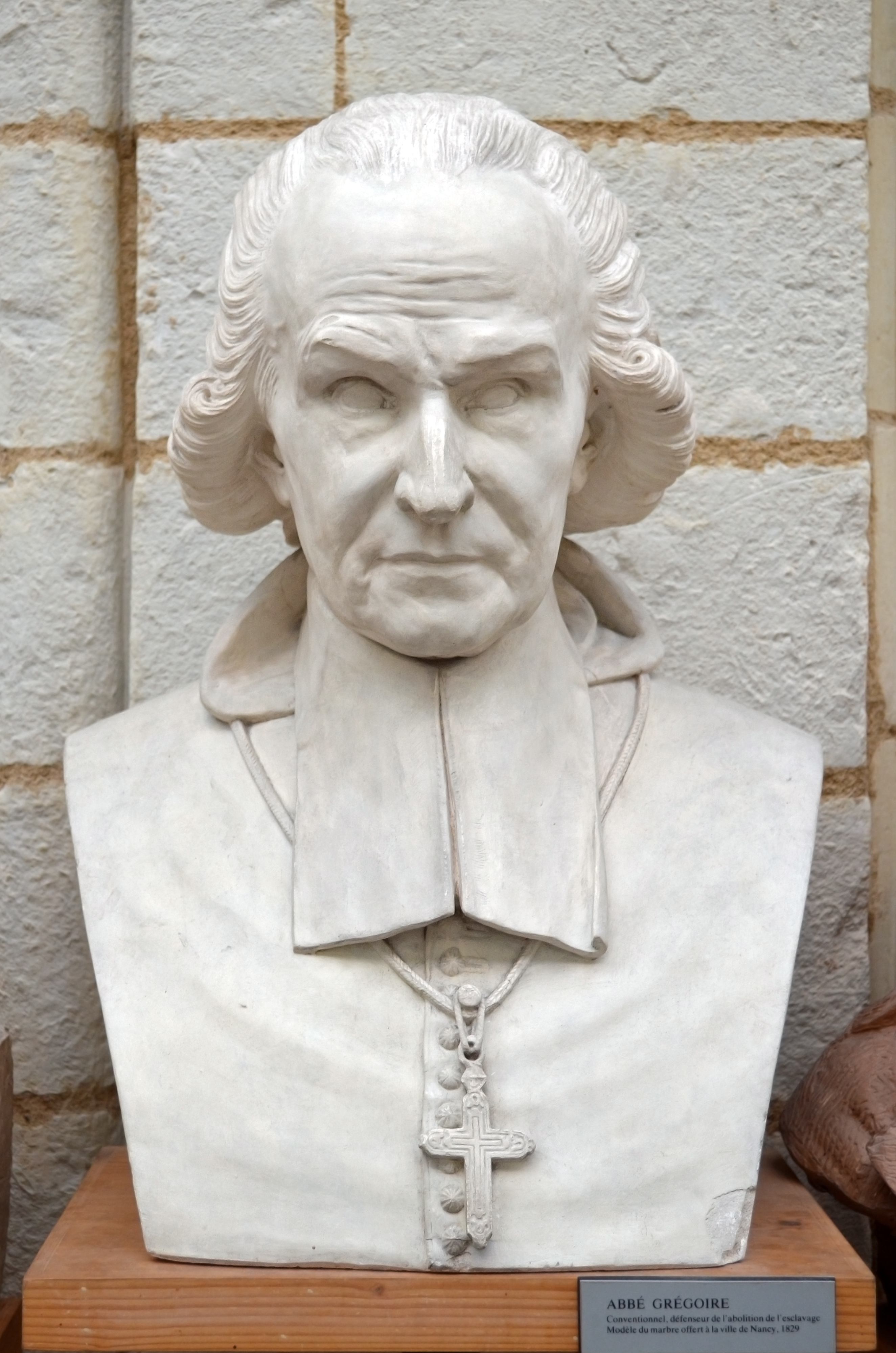
Buste de l'abbé Grégoire (1829).

Citations de l’abbé Grégoire en 1793 :

« L’unité de la République commande l’unité d’idiome et tous les Français doivent s’honorer de connaître une langue (Nota : le français) qui désormais, sera par excellence celle des vertus du courage et de la liberté. »

« Il serait bien temps qu’on ne prêchât qu’en français, la langue de la raison. Nous ne voyons pas qu’il y ait le plus petit inconvénient à détruire notre patois, notre patois est trop lourd, trop grossier. L’anéantissement des patois importe à l’expansion des Lumières, à la connaissance épurée de la religion, à l’exécution facile des lois, au bonheur national et à la tranquillité politique. »

« Néanmoins la connaissance et l’usage exclusif de la langue française sont intimement liés au maintien de la liberté à la gloire de la République. La langue doit être une comme la République, d’ailleurs la plupart des patois ont une indigence de mots qui ne comporte que des traductions infidèles. Citoyens, qu’une saine émulation vous anime pour bannir de toutes les contrées de France ces jargons. Vous n’avez que des sentiments républicains : la langue de la liberté doit seule les exprimer : seule elle doit servir d’interprète dans les relations sociales. »

«  La Révolution française, constatant que le français était encore inconnu dans toutes les campagnes et même dans certaines villes du Midi de la France, mit à l'étude la question de la destruction complète des patois. »
— Larousse du XXe siècle (1957)

#### Empires français et restaurations
La langue, malgré ses productions littéraires écrites entre le XVIe siècle et le XIXe siècle, ne survit plus que dans les usages populaires rarement écrits et ce jusqu’au renouveau du Félibrige.
Les médias occitans deviennent eux-mêmes d’ardents adversaires de l’occitan :

« Ce malheureux baragouin (Nota : l’occitan) qu’il est temps de proscrire. Nous sommes Français, parlons français. »

— un lecteur de L’Écho du Vaucluse, 1828

« Le patois porte la superstition et le séparatisme, les Français doivent parler la langue de la liberté. »

— La Gazette du Midi, 1833

« Détruisez, si vous pouvez, les ignobles patois des Limousins, des Périgourdins et des Auvergnats, forcez les par tous les moyens possibles à l’unité de la langue française comme à l’uniformité des poids et mesures, nous vous approuverons de grand cœur, vous rendrez service à ses populations barbares et au reste de la France qui n’a jamais pu les comprendre. »

— Le Messager, 24 septembre 1840

#### Sous la République

##### L'école

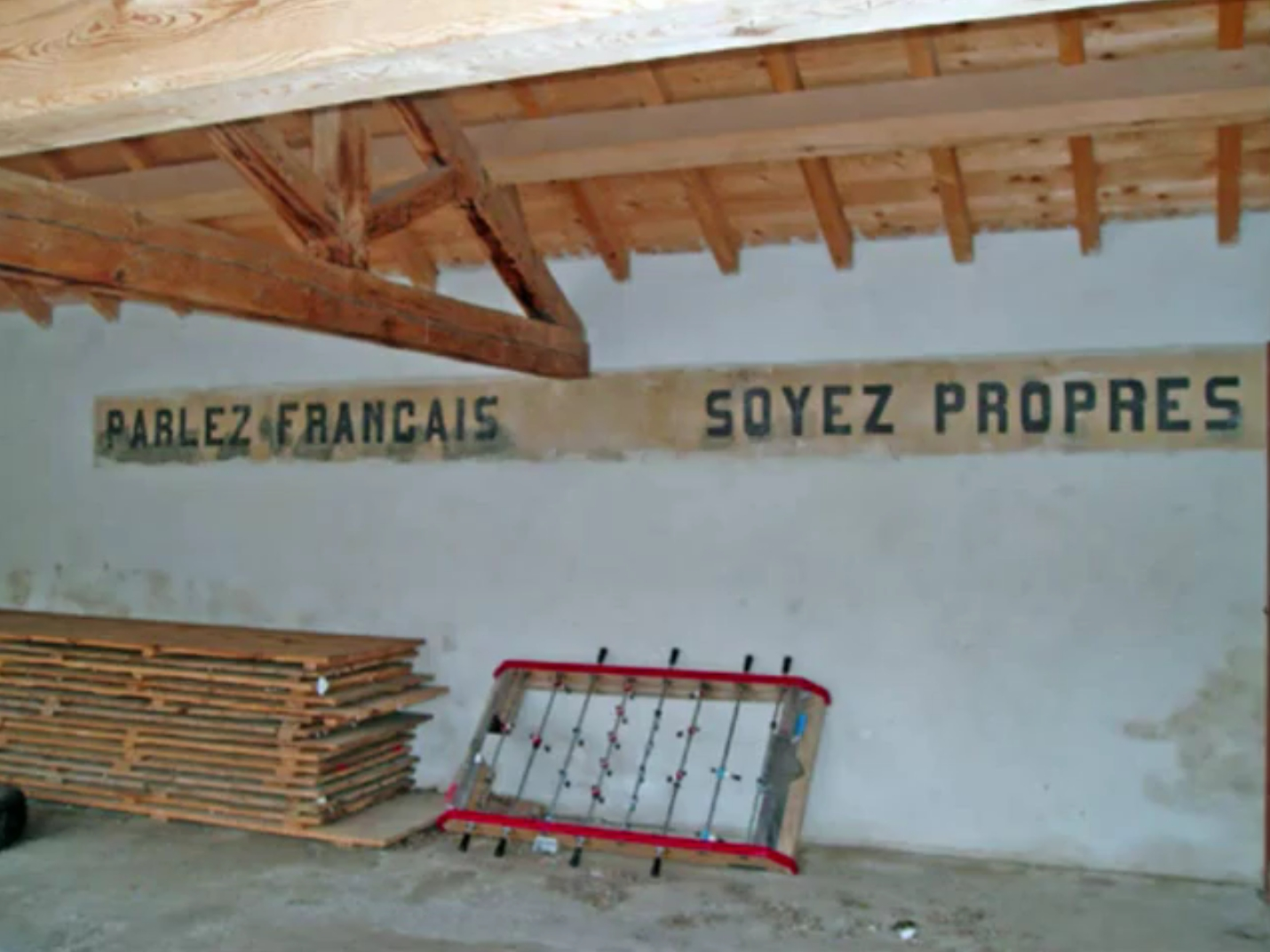
« Parlez français, soyez propres » panneau sur le mur d'une école du Sud de la France.

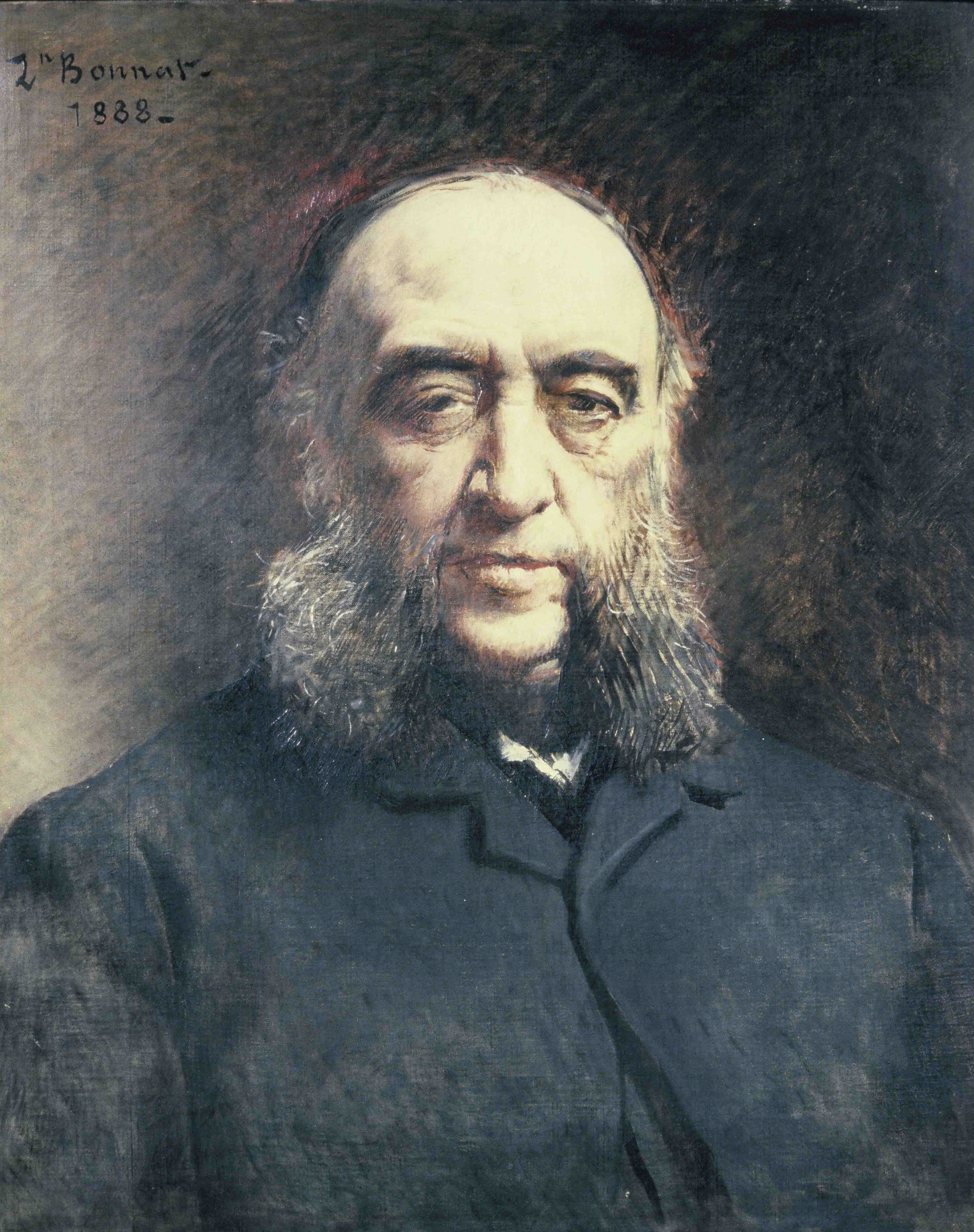
Jules Ferry est à l'origine des lois sur l'école primaire de la.

L’occitan restera pour une grande majorité la seule langue parlée par la population jusqu’au début du XXe siècle. À cette époque, l’école joue un grand rôle dans la disparition de l’usage oral de la langue occitane. Si le tournant décisif date de la Troisième République, ce mouvement a déjà commencé avant celle-ci et s'est continué après elle. À la suite des Lois Jules Ferry, si l’école devient gratuite et obligatoire pour tous, elle continue de causer un recul important de l’occitan par le biais d’une politique de dénigrement et de culpabilisation des personnes parlant les autres langues que le français. La répression de l’utilisation de la langue au sein de l’école est très importante et consiste principalement à humilier les patoisants en leur donnant un signe distinctif. Le terme de patois est d’ailleurs contestable car péjoratif. Il a eu pour but de faire oublier que l’occitan est une véritable langue et de faire croire que l’utilisation du patois était obscurantiste car supposée non universelle.

« Le patois est le pire ennemi de l’enseignement du français dans nos écoles primaires. La ténacité avec laquelle dans certains pays, les enfants le parlent entre eux dès qu’ils sont libres de faire le désespoir de bien des maîtres qui cherchent par toutes sortes de moyens, à combattre cette fâcheuse habitude. Parmi les moyens il en est une que j’ai vu employer avec succès dans une école rurale de haute Provence… Le matin, en entrant en classe, le maître remet au premier élève de la division supérieure un sou marqué d’une croix faite au couteau… Ce sou s’appelle : le signe. Il s’agit pour le possesseur de ce signe (le « signeur » comme disent les élèves) de se débarrasser du sou en le donnant à un autre élève qu’il aura surpris prononçant un mot de patois. Je me suis pris à réfléchir au sujet de ce procédé… C’est que je trouve, à côté de réels avantages, un inconvénient qui me semble assez grave. Sur dix enfants, je suppose qui ont été surpris à parler patois dans la journée, seul le dernier est puni. N’y a-t-il pas là une injustice ? J’ai préféré, jusque-là, punir tous ceux qui se laissent prendre […]. »

— Correspondance générale de l’Inspection primaire, 1893

« Je considère qu’un enseignement du dialecte local ne peut être donné qu’en proportion de l’utilité qu’il offre pour l’étude et pour la connaissance de la langue nationale. »

— Léon Bérard, ministre de l’Instruction publique, décembre 1921
Paradoxalement, c'est durant la même période que la littérature occitane se voit récompensée à l'étranger par le prix Nobel octroyé à l'écrivain provençal et fondateur du Félibrige Frédéric Mistral.

##### L'administration
L'affaire Dominici est une affaire criminelle survenue en France en 1952. Gaston Dominici a été accusé d'un triple meurtre et condamné à mort sans que sa culpabilité ait jamais été clairement établie. Le fait qu'il était occitanophone et maîtrisait mal le français a lourdement pesé dans sa condamnation par le système judiciaire français.

##### L'armée
La guerre de 14-18 marque un tournant dans les usages linguistiques de la population. Passer au français a été une question de survie chez les Occitans envoyés à la guerre. Il était indispensable de connaître le français afin de comprendre les ordres de la hiérarchie française non seulement pour se protéger des Allemands mais aussi pour éviter des accusations teintées de mepris des méridionaux. Le cas le plus connu est l’affaire du 15e corps, où des méridionaux ont été accusés à tort d’avoir cédé face aux Allemands. Ils seront fusillés pour l’exemple alors qu'aujourd'hui on sait que la faute était imputable à leurs supérieurs.

##### L'Église catholique
Alors que la République française avançait à marche forcée vers une francisation totale, l'Église catholique a longtemps constitué un contre-pouvoir maintenant une utilité sociale à la langue occitane. Des homélies étaient dites en occitan, des ouvrages religieux (recueils de cantiques) étaient édités dans cette langue. En 1808, des préfets justifient la position pro-occitane des prêtres et même de l'Institut catholique de Toulouse pour lutter contre le protestantisme. Toutefois, dans certaines de ces régions le protestantisme ne concurrençait en rien le catholicisme; de plus, le français était une langue cultuelle pour les protestants.
Mais en 1890, se forme un groupe politique de droite républicaine et catholique. L'Église, en se ralliant à la République renonce alors aux livres de messe en occitan et son usage lors de la messe finit par disparaître.

##### Mutations sociales et démographiques
Les changements sociaux du début du XIXe siècle et du XXe siècle sont aussi à l’origine de la dépréciation de la langue. Avec la révolution industrielle et l’urbanisation, ne parler que l’occitan constituait un handicap pour accéder à des postes importants. De nombreux parents ont alors choisi ou été contraints de ne parler que le français à leurs enfants. Pourtant, pour eux-mêmes, le français était la langue de l’école et de l’administration, mais ce n’était pas leur langue maternelle.
« [...] l'étape décisive, c'est le moment où toutes les filles ont su parler français. Le rôle des femmes, on ne le souligne pas assez et c'est totalement déterminant. Sur le plan linguistique, le phénomène de la francisation est acquis à partir du moment où les femmes ont acquis la langue. Il y a à cela des raisons économiques ; c'est parce que dans l'organisation sociale traditionnelle, l'homme est moins en contact que la femme avec le petit enfant  »
— Claude Duneton (1935-2012), interview publiée par « Oc-Segur » no 4

L'occitan n'a pas non plus été la langue d'acculturation des migrants sur le territoire occitan, qui ont contribué « à diminuer le potentiel des emplois de l'occitan ».

##### Formes modernes d'anti-occitanisme
Alem Surre-Garcia indique qu'il existe en France un système de représentations mentales négatives de l'usage de l'occitan, parfois perçu non comme une richesse selon le mot de Charles Quint : « Autant tu parles de langues, autant de fois tu es humain » mais comme un obstacle à l'égalité des chances : « Un seul État égale une seule Nation, égale un seul Peuple, égale une seule Patrie, égale une seule Histoire, égale une seule langue, égale une seule culture, le tout sous l'égide d'une République une et indivisible au service d'un pays doté d'une âme et d'une mission universelle: la France ». Ainsi l'utilisation de l'occitan peut encore susciter des réactions hostiles, par exemple :

« Avec 4 000 francs je pourrais acheter une mitraillette et en finir avec l’occitan. »

— Le principal adjoint d’un collège de la banlieue toulousaine, années 1990

« Le nissart est inutile parce que les Niçois parlent très bien le français. »

— Un maire des Alpes-Maritimes années 1990

« Notre vision des « langues » et des « cultures » régionales, aseptisée, baigne dans la niaise brume des bons sentiments écolo-folkloriques et se nourrit d’images d’un passé revisité… Ce ne peut être un objectif national. En proposant aux jeunes générations un retour à des langues qui n’ont survécu que dans les formes parlées, pour l’essentiel privées de l’indispensable passage à la maturité que donne la forme écrite, littéraire, philosophique, croit-on sérieusement leur offrir un avenir de travail, d’insertion sociale, de pensée? »

— Danièle Sallenave, Partez, briseurs d’unité !, Le Monde, 3 juillet 1999

### Les renaissances de la langue

#### Première renaissance - Renaissance «baroque» (XVIe–XVIIIesiècle)
Entre 1550 et 1660, on assiste à une pré-renaissance avec trois foyers principaux : en Gascogne (Pierre de Garros), à Toulouse (Pierre Goudouli, Joan Giraud d’Astròs, Larade, Ader, etc.) et en Provence (Ruffi, Bellaud de la Bellaudière).

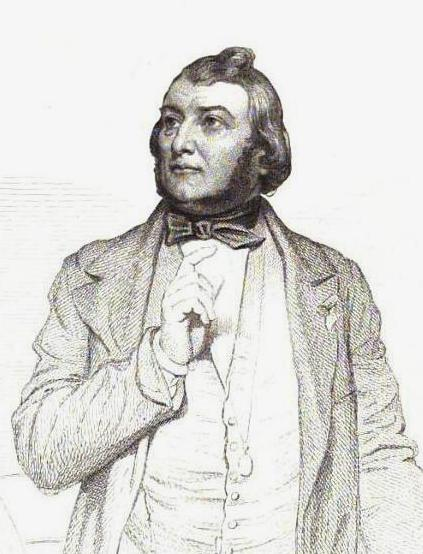
Jacques Boé, dit Jasmin.

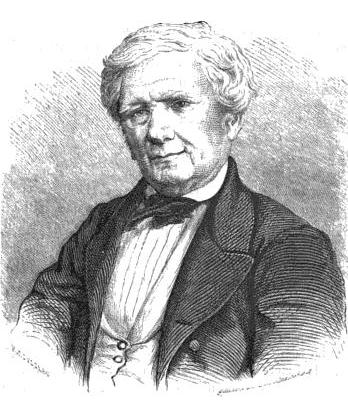
Jean Reboul.

Alors que la langue semble fortement attaquée, différents mouvements de défense de la littérature occitane voient le jour dans la période 1650-1850, et préparent l’avènement du Félibrige. La reconnaissance de la littérature occitane peut être attribuée, notamment, à l’Agenais Jacques Boé (dit Jasmin) et au Nîmois Jean Reboul. Pierre Bec distingue les mouvements suivants.

##### Le mouvement savant
Après l’oubli des troubadours, ceux-ci connaissent dans la deuxième moitié du XVIIIe siècle un renouveau d’intérêt. Dans les cercles aristocratiques méridionaux, on remet en cause la prétendue suprématie littéraire du français. On assiste à une recherche linguistique et littéraire. On retrouve le goût romantique pour le Moyen Âge. Le folklore, les romans et les contes champêtres présentent de l’intérêt. Les historiens travaillent sur la « croisade des Albigeois » et sur l’histoire du Midi.

##### Le mouvement ouvrier
« Apelavam ma lenga una lenga romana ». Ce vers est la jonction de deux courants de l’occitan renaissant. L’un : la « langue » : son « patois » quotidien ; l’autre : la « lenga romana » est une marque d’érudition. Le patois est vu comme une langue d’un rang très haut. L’amour pour le peuple et ses misères est chanté par Victor Gélu.

##### Le mouvement bourgeois et esthète
A contrario des « savants » qui sont tournés vers le passé dans un sens de recherches érudites et des « ouvriers » qui mettent en avant leurs dynamisme de prolétaires, les poètes bourgeois (ou de petite noblesse) se situeront entre les deux. Le mouvement est plus amateur, mais avec une grande passion pour la langue.

##### La recherche scientifique sur la langue d'oc
Le Dr Honnorat comprit la nécessité de plus de réalisme linguistique. La langue avait perdu sa codification orthographique et morphologique. L’indiscipline dans la grammaire ou la graphie était même revendiquée dans le mouvement ouvrier. Honnorat publia son dictionnaire provençal-français dès 1840. C’est un précurseur qui redonna à l’occitan sa dignité et sa cohérence.

#### Seconde renaissance - Renaissantisme occitan

##### Fondation du Félibrige (XIXesiècle)

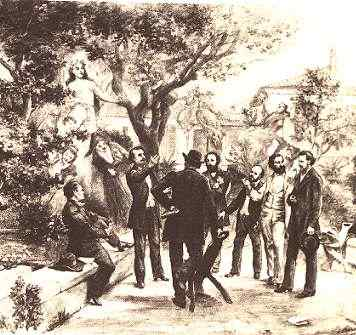
Fondation du Félibrige en 1854.

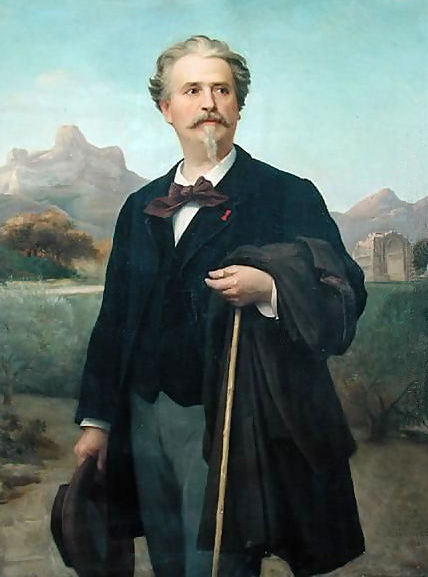
Portrait du poète Frédéric Mistral (1830—1914).

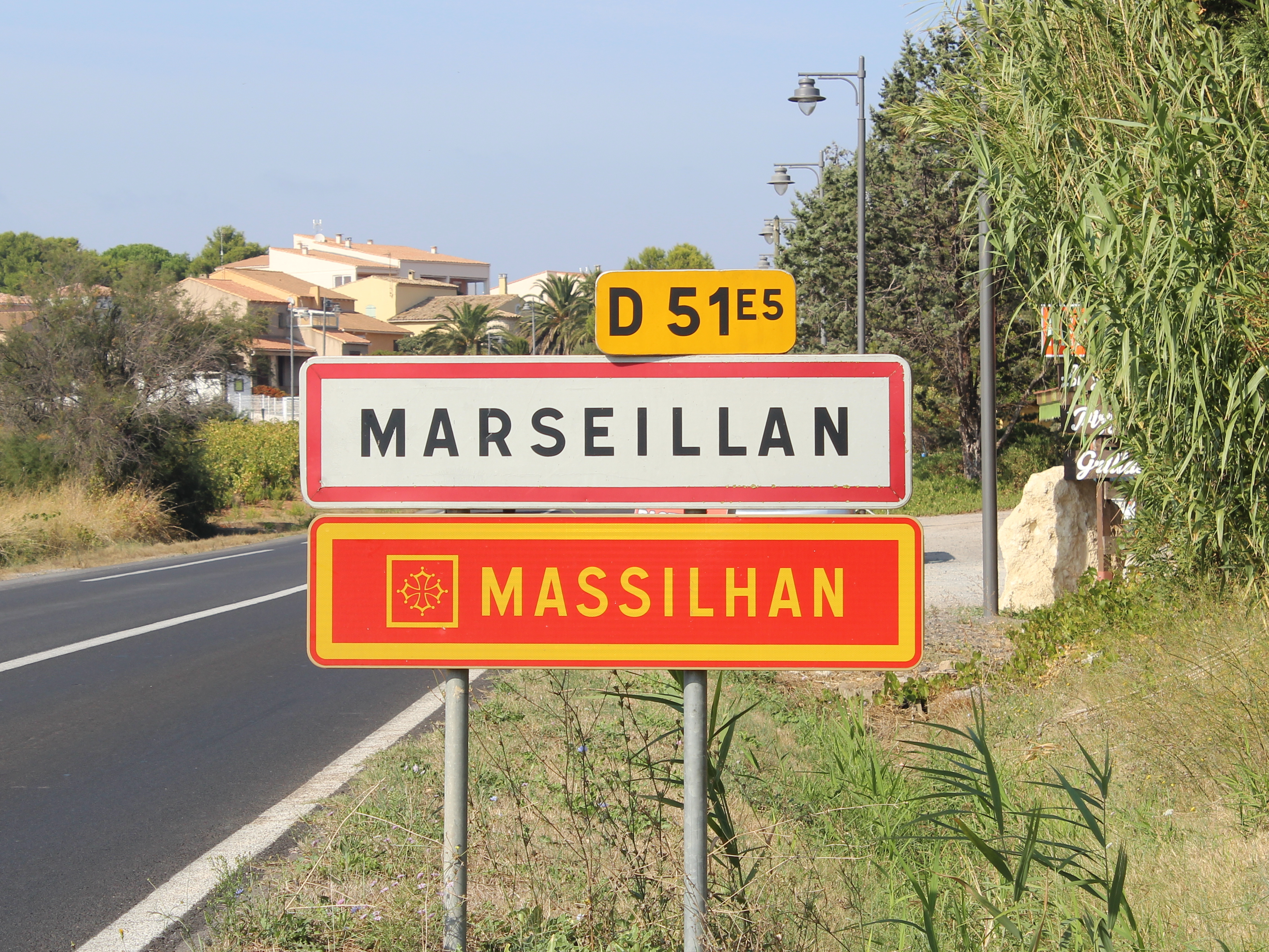
Panneau en français et occitan, à Marseillan (Hérault).

Une première tentative de retour à une norme graphique a lieu au XIXe siècle : elle est conçue par Joseph Roumanille et popularisée par Frédéric Mistral. La seconde renaissance littéraire de la langue s’est faite au XIXe siècle sous la conduite du Félibrige. À cette époque la langue est essentiellement utilisée par le peuple rural. Mistral et ses confrères du Félibrige ont redonné du prestige à la langue, en lui donnant une norme et des œuvres littéraires. Leur action a parfois été mêlée d’une volonté politique. Les félibres ont dit : « une nation qui n’a qu’une littérature, une nation qui détruit les langues périphériques, c’est une nation indigne de son destin de nation ». L’occitan, sous sa forme provençale et sa graphie avignonnaise, a été diffusé bien plus loin que les frontières de l’occitanophonie. Encore aujourd’hui la littérature mistralienne est étudiée dans des pays comme le Japon ou en Scandinavie. Mistral est le seul auteur uniquement occitanophone à avoir été récompensé pour son œuvre au plus haut point, il a reçu le prix Nobel de littérature. La réforme linguistique mistralienne trouva son meilleur ouvrier dans Auguste Fourès de Castelnaudary (1848-1891) qui, dans ses divers recueils poétiques, l’acclimata en Languedoc.
« […] Fraires de Biarn e de Gasconha, de Lengadòc e de Provença, es vuei un màger eveniment que se complís dins lo miegjorn, onte d’una marina a l’autra, de la mar verda a la mar bluia, la lenga d’Òc reviscolada renosa son brancum sus dos cents lègas de país. E nos es una fièra jòia de vèire reüssida aquela adjuracion que vos fasián, i a quaranta ans. »
— Frédéric Mistral, discours prononcé le 27 mai 1901 à Pau, 
Traduction :

« […] Frères de Béarn et de Gascogne, de Languedoc et de Provence, c'est aujourd'hui un événement majeur qui s'accomplit dans le Midi, où, d'un littoral à l'autre, de l'océan à la Méditerranée, la langue d'Oc ravivée renoue ses ramifications sur deux cents lieues du pays. Et cela est pour nous une grande joie et une grande fierté de voir réussie cette adjuration que nous vous faisions, il y a quarante ans... »

— Frédéric Mistral
Des controverses naissent dans l'espace occitan, notamment au niveau des choix graphiques opérés par le Félibrige institutionnel. C'est de ces divergences que naîtra l'occitanisme du côté du Félibrige rouge.

##### L'occitanisme contemporain (XIXe-XXIesiècle)

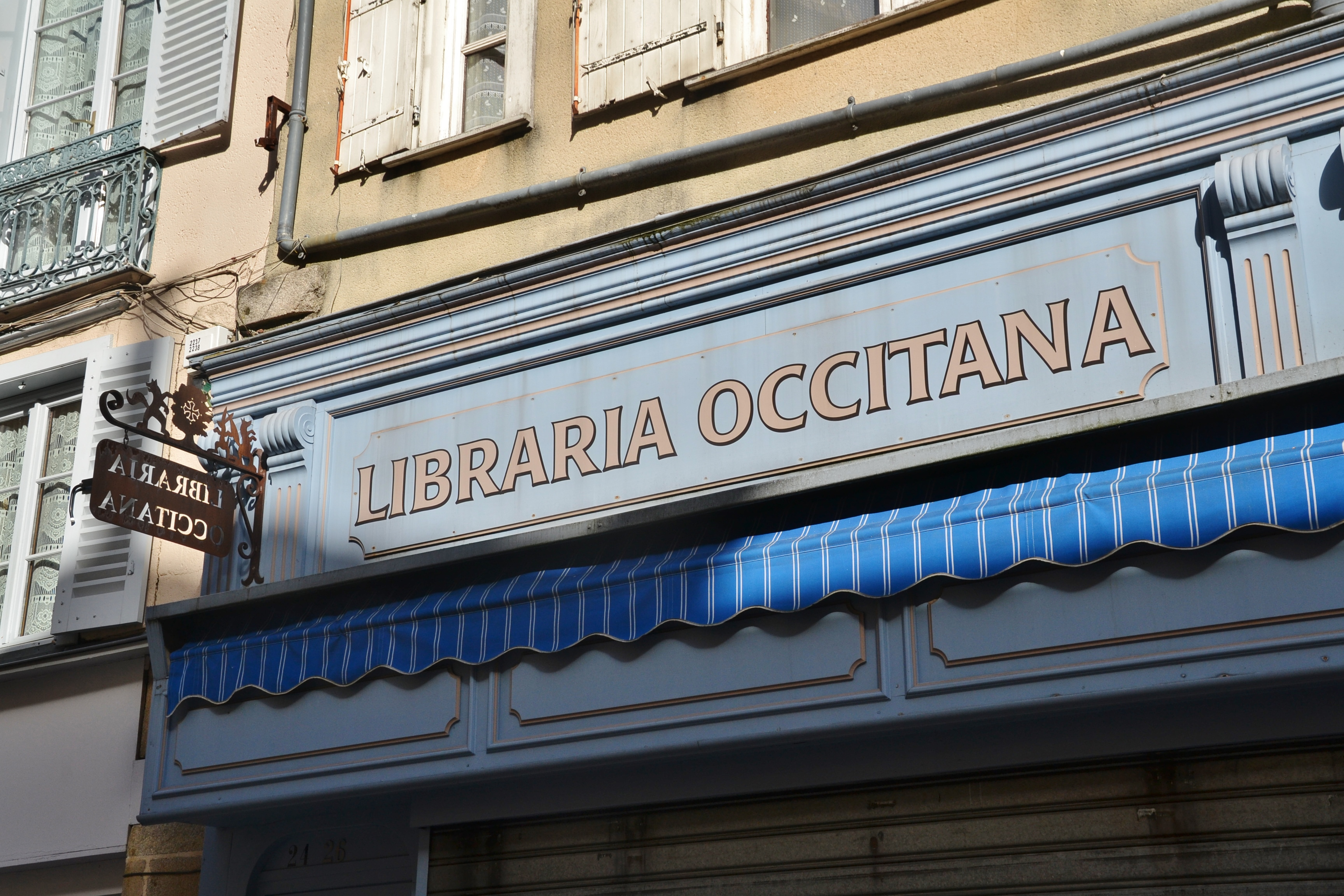
Librairie occitane à Limoges.

À partir du début du XIXe siècle différentes tentatives de codification de la graphie sur la base des usages médiévaux sont tentées par Fabre d'Olivet (Languedoc oriental), Honnorat (Provence), abbé Moutier (Drôme), Joseph Roux (1834-1905 Limousin), etc. mais jusqu'au début du XXe siècle, ce sont des graphies phonétiques qui restent d'un usage majoritaire.
Plus tard Antonin Perbosc (1861-1944) et Prosper Estieu (1860-1939), tentent d’unifier la langue. Ils ont restauré la graphie classique et ont débarrassé la langue de gallicismes. Le système Perbosc-Estieu devient la base de la graphie qui sera adaptée à toutes les variétés de l’occitan « moderne », paradoxalement la norme sera appelée classique parce qu'elle se fonde sur l'orthographe médiévale des troubadours de langue d'oc.
Un premier Institut d'études occitanes a été créé autour de 1923 comme une section de la Ligue de la Patrie Méridionale, mais il a une vie courte. En 1930, la Société d'études occitanes (SEO) a été fondée par Joseph Anglade et Valère Bernard, avec Louis Alibert comme secrétaire. En 1931-39, l’autonomie acquise par la Catalogne, qui soutient l’occitanisme, redonna un coup de fouet au dynamisme occitan. Le lexicographe et grammairien Louis Alibert, soutenu par les catalans, publie, entre 1935 et 1937, à Barcelone : la Gramatica occitana segón los parlars lengadocians. Il perfectionne l’écrit pour établir la graphie classique inspirée de la norme ancienne et adaptée à la langue moderne.
À la fin de la Seconde Guerre mondiale, aussi bien le Félibrige que le SEO ont été discrédités par l'implication de certains de leurs dirigeants dans la collaboration. Certains occitanistes ont décidé de créer une nouvelle institution, l'Institut d'études occitanes (IEO), avec un message clair : l'IEO est un rejeton de la résistance.
L’IEO eut à souffrir d’un certain nombre de crises depuis sa création. La première, au cours des années 1950 et 1960, a vu l'opposition de diverses tendances, l’une prônant une action uniquement sur le terrain culturel autour de Félix-Marcel Castan, Ismaël Girard et Bernard Manciet, l’autre souhaitant une présence sur le terrain politique, autour de Pierre Bec et Robert Lafont. La seconde tendance l'emporta. La crise la plus aiguë, à la fin des années 1970 et au début des années 1980, vit s’affronter deux tendances : la tendance « populiste » (ou « démocratique ») au pouvoir, et la tendance « universitaire » (ou « intellectuelle ») menée par Robert Lafont. En 1981, la tendance « universitaire », avec Robert Lafont, fut obligée de quitter l’IEO. Cela entraîna la disparition d'une grande partie des activités de recherche scientifique au sein de l’association, et leur transfert vers d’autres organismes comme les universités, l’Association Internationale d'Études Occitanes et, notamment en linguistique, vers le Gidiloc (Groupe d’initiative pour un dictionnaire informatisé de la langue occitane) et le Conseil de la langue occitane. Cependant, ces recherches à visées scientifiques n'ont pas rencontré d'audience, et l’Institut d'études occitanes conserve encore aujourd’hui un rôle essentiel dans le domaine de l’animation culturelle, ainsi que le respect d’un grand nombre de militants de la culture occitane. L’IEO œuvre depuis 1945 pour la défense et la promotion de la langue occitane. Son action est responsable en grande partie de la sauvegarde et du développement de l’occitan. Il intervient dans :
- la recherche ;
- les études, colloques et publications ;
- la promotion de l’enseignement de l’occitan ;
- la formation : stages, rencontres d’été, etc. ;
- les centres de vacances jeunesse ;
- les arts plastiques : expositions - la musique ;
- l’édition. L’IEO est le plus gros éditeur de langue d’oc avec ses collections : prose, poésie, vulgarisation, livres pour les enfants, etc. ;
- de plus, les sections régionales et départementales de l’IEO, les Cercles occitans locaux participent à l’animation et à la vie culturelle du pays. Si on prend le cas du Cantal, on peut citer des auteurs comme Félix Daval, Terésa Canet, Daniel Brugès ou Joan Fay qui ont publié de nombreux textes tant dans les revues que dans des livres personnels.

En 1951, la loi Deixonne autorise l’enseignement de l’occitan dans les établissements scolaires en France. Cette loi sera complétée ensuite par la création d’un CAPES (Certificat d’aptitude pédagogique à l’enseignement secondaire) d’occitan en 1991, bien que le nombre de postes proposés soit en dessous des besoins et de la demande.
Malgré une période de forte dévalorisation de la langue (voir le chapitre sur la substitution linguistique), de nouveaux auteurs voient le jour :
- Pierre Miremont (1901-1979) Majoral du Félibrige, Cigale d'Aquitaine.
- Jeanne Barthès Clardeluno ou Clardeluna (1898-1972) Majoral du Félibrige, Cigale de Béziers, poétesse écrivant en français mais surtout en languedocien. Elle voulut aussi défendre la culture languedocienne notamment dans le théâtre, la danse, le chant.
- Max Rouquette (1908-2005) a joué un rôle irremplaçable dans le maintien de la culture occitane et dans sa revivification profonde. Il a été traduit aux États-Unis, en Allemagne et au Japon, puis plus tard il traduisit lui-même ses œuvres en français. La Comédie-Française lui rend aujourd’hui hommage.
- Bernard Manciet, (1923-2005), diplomate et entrepreneur gascon, est un des poètes paradoxaux les plus considérables.
- Robert Lafont (1923-2009), universitaire (linguiste et historien de la littérature d’oc), poète, dramaturge, romancier et essayiste.
- Pierre Bec (1921), spécialiste de langue et littérature d’oc et écrivain, a publié en 1997 Le Siècle d’or de la poésie gasconne (1550-1650).
- Max-Philippe Delavouët (1920-1990) est un poète provençal.

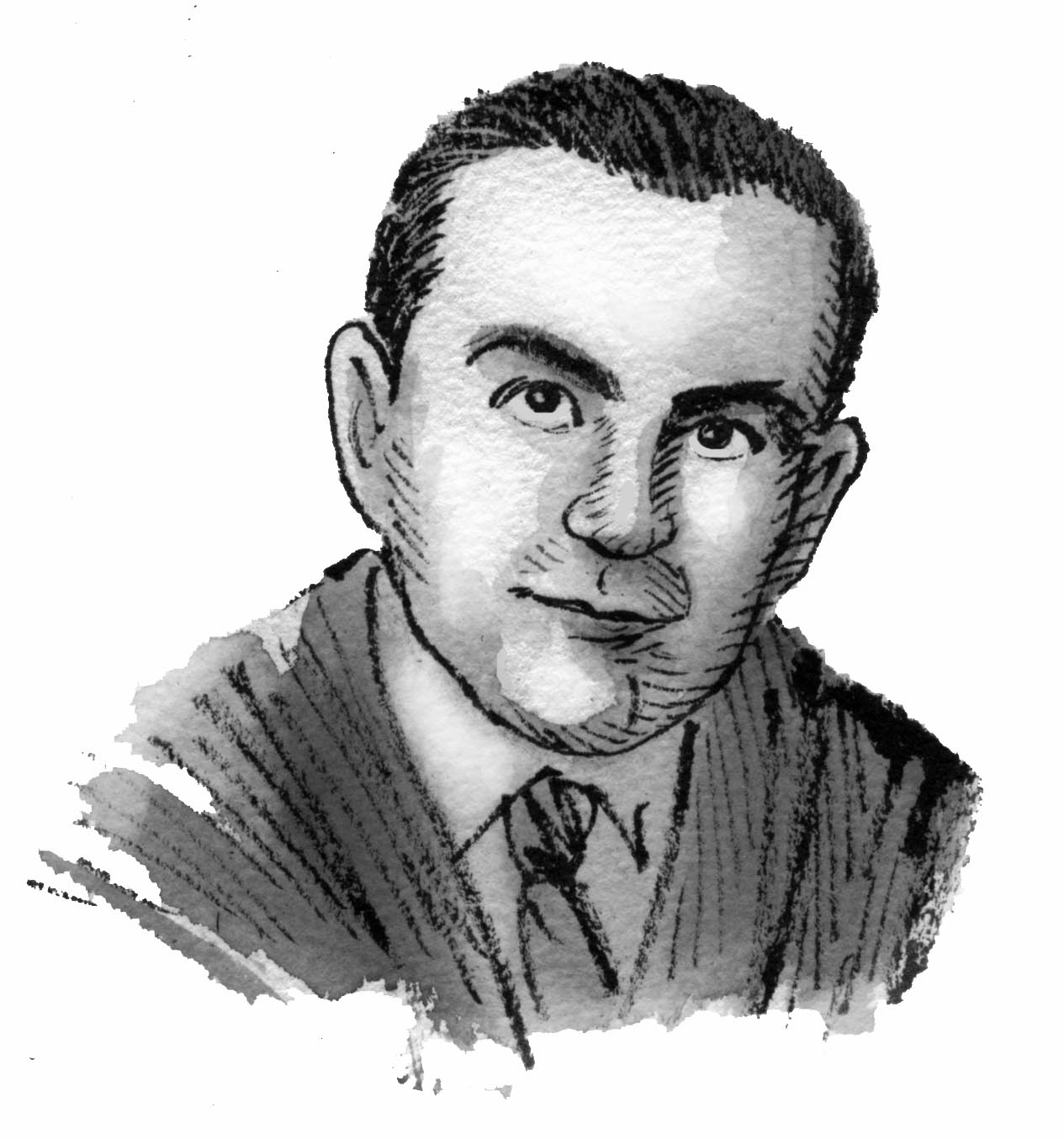
Jean Boudou.

- Jean Boudou (1920-1975) est un romancier, un conteur et un poète qui a écrit toute son œuvre en occitan. La richesse insoupçonnée de ses créations fait de lui un écrivain majeur de la littérature occitane du XXe siècle.
- Marcelle Delpastre (1925-1998) est une grande poétesse limousine, paysanne de profession, qui écrivit une œuvre très importante, en occitan et en français.

Au XXIe siècle, le renouvellement de la littérature occitane continue. Les générations nées entre 1930 et 1950 tels que Florian Vernet, Yves Rouquette, Jean Ganiayre, Roland Pécout, Michel Chadeuil, Alem Surre-Garcia, etc. explorent de nouveaux genres : récit de voyages, science-fiction, policier…
De jeunes écrivains nés à la fin des années 1980 prennent peu à peu le relais.

### Période récente

#### Statut actuel de l’occitan

##### Espagne

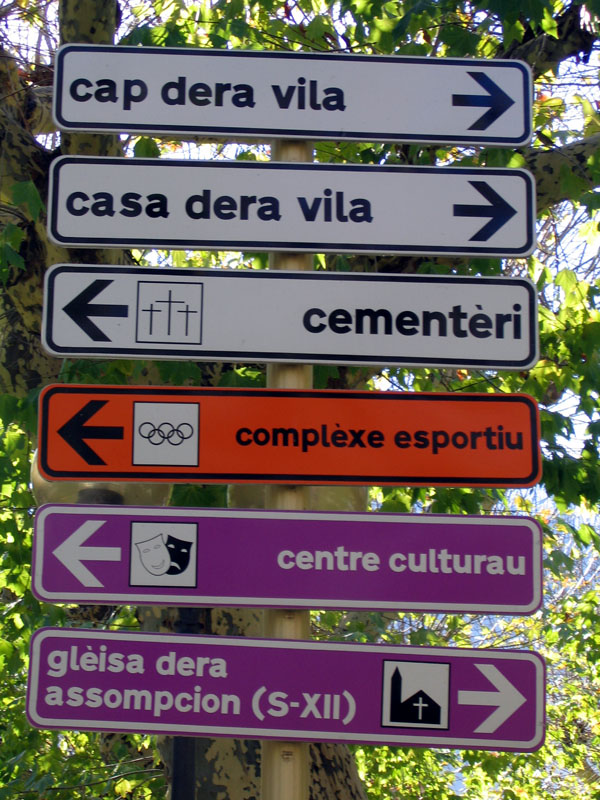
Des panneaux en occitan (aranais) à Bossòst.

- L’occitan a un statut coofficiel en Catalogne au même titre que le catalan et le castillan. La forme employée est celle de l’occitan utilisé dans le Val d’Aran. C’est la cinquième langue constitutionnelle de l’Espagne.

##### France
- L'occitan n’y a pas de statut.

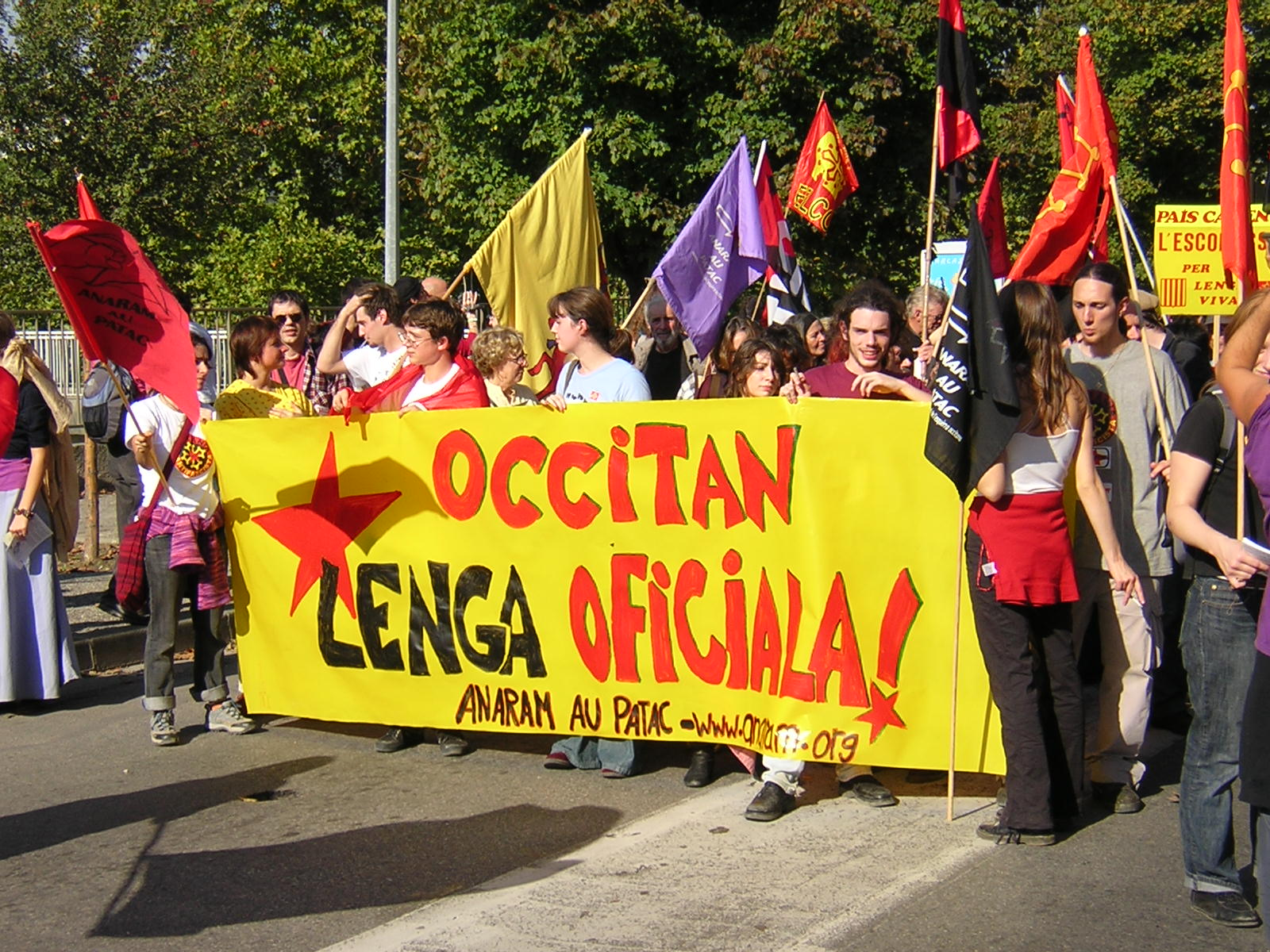
22 octobre 2005 : Manifestation de plus de 12000 personnes à Carcassonne pour la reconnaissance de l’occitan comme langue officielle ainsi que son usage dans l’éducation et les médias.

- Depuis le 23 juin 2018, l’occitan est avec le basque langue officielle de la Communauté d'agglomération du Pays Basque[394].

##### Italie
- L'occitan y a un statut protégé nominativement par la loi mais l'italien reste la seule langue officielle dans la constitution. Son usage est autorisé dans lʼadministration pour les communes qui en font la demande, dans lʼenseignement, et les médias.

##### Monaco
- L'occitan n'y a pas de statut.

##### Europe
- La langue occitane n’est pas reconnue comme une langue officielle de l'Union européenne. En effet, les trois pays européens concernés n’ont pas officialisé leurs langues régionales au niveau de l’Europe. Ces langues ne sont pas des langues officielles de travail et l’occitan a seulement un statut de langue régionale et minoritaire.
- Dans le cadre de la coopération européenne, l'occitan est une langue officielle d'institutions transfrontalières: le GECT Pyrénées-Méditerranée remplaçant l'Eurorégion Pyrénées-Méditerranée concerne l'Espagne et la France, et la Communauté de travail des Pyrénées concerne l'Andorre, l'Espagne et la France.

#### Utilisation

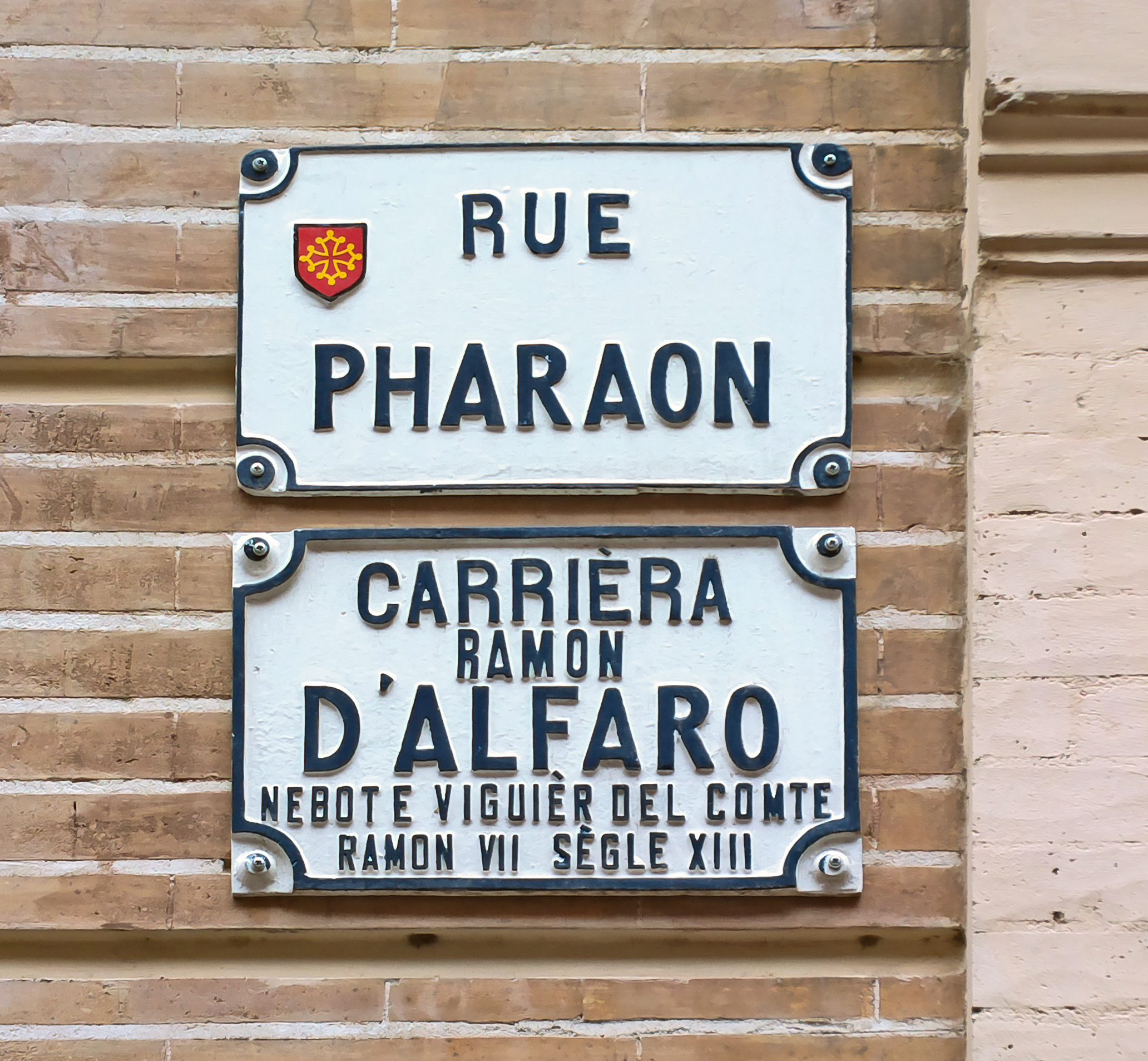
Signalisation bilingue en français et en occitan à Toulouse (Haute-Garonne).

Il ressort que 70 % des habitants de la zone linguistique occitane interrogés (locuteurs ou pas de la langue) sont favorables à l’enseignement de l’occitan. Cependant le nombre de postes offerts par l’administration est très en deçà des besoins exprimés.
Les deux tiers des sondés considèrent que la langue est plutôt sur le déclin[réf. nécessaire]. Le déclin est aussi souligné par les institutions européennes. Tout comme l’UNESCO qui classait les dialectes occitans comme étant « sérieusement en danger » de disparition, excepté pour le gascon et le vivaro-alpin qui étaient classés uniquement « clairement en danger ». Aujourd'hui, l'occitan est remonté au niveau de « potentiellement vulnérable ».
Ce déclin est peut-être l’explication au fait que seulement 5 % de la population occitanophone active de France (12 % en Aquitaine) transmette sa langue à ses descendants. Ce taux de transmission est très faible, bien qu’il soit meilleur que pour d’autres langues régionales de France (exemples : breton, francoprovençal…). Cependant, une jeune génération qui se ré-occitanise est apparue. Cette génération est principalement d’origine rurale, ou issue de milieux cultivés ayant effectué des études supérieures. Le nombre d’élèves suivant un enseignement en occitan (hors catalan) est de 71 912 personnes pour l'année scolaire 2000/2001.
Plusieurs régions (Nouvelle-Aquitaine, Occitanie et Provence-Alpes-Côte d’Azur) ont développé une politique en faveur de la langue et de la culture d’oc. Cela consiste à donner des aides pour l’enseignement, les mouvements culturels, les publications, à soutenir les émissions de télévision en occitan (magazines, journaux d’informations sur la télévision publique notamment France 3 et TV3, web-tv: ÒC tele) et à favoriser l’emploi en public de l’occitan.
La réalité occitane est une part constitutive de la culture européenne. Elle est reconnue et étudiée comme telle dans les universités étrangères : en Allemagne, aux États-Unis, en Scandinavie, au Japon même… L’occitan est étudié dans des universités du monde entier dans le cadre des études des langues romanes.
La langue et culture occitanes peuvent s’étudier également un peu partout dans le monde, par exemple dans les universités en : Allemagne, Belgique, Brésil, Canada, Danemark, Espagne, États-Unis, Finlande, France, Grande-Bretagne, Italie, Japon, Pays-Bas, Roumanie et en Suisse.
En Catalogne espagnole, l’apprentissage de l’occitan est possible à l’école (y compris hors de la zone occitanophone).
En France, elle a été longtemps refoulée par l’école, elle commence à être reconnue dans l’enseignement officiel : cours d’occitan en option ou bilinguisme des écoles calandretas. Même le gouvernement français, dans son rapport de 1998 sur les langues régionales, reconnaît aujourd’hui, que « l’occitan se caractérise par son extension géographique, de loin la plus importante ramenée au territoire français, et par une production culturelle -en particulier littéraire- au prestige certain, à la fois très ancienne et vivace ».
La principale difficulté pour le dynamisme de la langue occitane est le fait que bien souvent les Occitans eux-mêmes ne sont pas conscients de la réalité occitane.

#### Enseignement
En France, à la rentrée scolaire 2019, l'enseignement de l'occitan est prodigué dans 133 établissements répartis dans six départements, la Haute-Vienne (7) et les cinq départements de l'ancienne région Aquitaine : Dordogne (19), Gironde (6), Landes (12), Lot-et-Garonne (15) et Pyrénées-Atlantiques (74, soit 56 % de l'ensemble des établissements).

##### En occitan
C'est la langue d'enseignement :
- dans les écoles publiques du Val d'Aran (Espagne) ;
- dans les écoles associatives Calandreta (France, immersion seulement) ;
- partiellement dans l'enseignement public « classes bilingues » (France).

##### Apprentissage de l'occitan
- Cours éducatifs optionnels dans l'enseignement public (France et Italie).
- Cours assurés par des associations.
- Cours libres d'accès (Val d'Aran, Espagne).
- En tant que sujet d'étude de l'Académie des langues dialectales de la principauté de Monaco.

#### Arts et médias
Il existe de nombreux sites et lieux de discussions sur Internet. En 2012, Wikipédia en occitan comptait 71 482 articles. Depuis le 27 janvier 2014 la base Joconde du ministère de la Culture est accessible entièrement en occitan à travers l'expérimentation JocondeLab pilotée par la Délégation générale à la langue française et aux langues de France.

##### Littérature
La littérature en occitan est considérable avec plus de mille ans de productions ininterrompues. Mais à l'heure actuelle, elle ne bénéficie pas de réseaux de distribution importants et le patrimoine est souvent inaccessible faute de catalogage et de descriptions. Le Centre interrégional de documentation occitane (CIRDOC), créé en 2006, est devenu un pôle associé de la Bibliothèque nationale de France pour tout ce qui concerne la langue et la civilisation occitanes. Ce centre développe une mission qui concerne la production de la bibliographie occitane, ainsi que le développement de la coopération autour du patrimoine occitan. La production éditoriale en occitan est stable, autour de trois cents titres par an, tous supports confondus (livres, CD, DVD).

##### Journaux
Dans la presse périodique ou hebdomadaire en langue dominante, on trouve parfois une page ou un article en occitan (La Marseillaise, La République des Pyrénées, Sud-Ouest, etc.). Une centaine de journaux et revues sont édités tout ou partie en occitan et plusieurs mensuels. Le seul hebdomadaire dʼinformation générale La Setmana a cessé de paraître en 2018 après la fin des subventions publiques. C'était aussi le seul site d’information en occitan sur internet qui a pu bénéficier d'aides directes en France, subordonnées à la reconnaissance du caractère d’information politique et générale (IPG). Le Jornalet : gaseta occitana d'informacions, publié depuis 2012 en Catalogne, est un journal gratuit entièrement en occitan sur internet.

##### Radios
Plusieurs radios locales privées ont une forte proportion de programmes en occitan (Ràdio País, Ràdio Occitània, Ràdio Lenga dʼÒc, etc.).
Il n'existe pas de station de radio publique émettant principalement en occitan. Dans certaines stations de radios dont les programmes sont en majorité en langue dominante, certaines émissions sont en occitan (France Bleu Périgord, Catalunya Ràdio). En 2011, il y a eu 563 heures de diffusion radio en occitan.

##### Télévision
Il n'existe pas de télévision privée émettant principalement en occitan. Certaines émissions de télévision sont en occitan, dans des chaînes majoritairement en français (France 3) ou en catalan (Barcelona TV, TV3). On n'y voit jamais de séries ou de films doublés en occitan. En 2011, France 3 a diffusé 51 heures d’émissions en langue occitane dans les régions Aquitaine, Midi-Pyrénées, Languedoc-Roussillon et Provence-Alpes-Côte d’Azur. Au total en 2011, il y a eu 84 heures de diffusions télévisuelles en occitan.
En Espagne, le conseil général d'Aran a mis en place une chaîne de télévision sur internet : Aran TV.
En France, la chaîne de télévision sur internet ÒC tele a été mise en place en 2013 afin de permettre l’émergence de réalisateurs, de producteurs et de lieux de diffusion, tout en donnant la possibilité à ces productions de pouvoir bénéficier de financements de droit commun. Son financement provient d'aides régionales et départementales.

##### Cinéma
Seuls quelques rares films ont été tournés dans la région en donnant une large place à l'occitan (L'Orsalhèr, Histoire d'Adrien et Champ d'honneur, E l'aura fai son vir / Il vento fa il suo giro, Malaterra, etc.).
Plusieurs documentaires originellement en occitan ont été produits, tels que le film documentaire Lenga d'amor, sous-titré en français.
On trouve plusieurs dessins animés doublés en occitan majoritairement par Conta'm (Tintin, Titeuf, Corneil et Bernie, Pépin Troispommes, Le Jour des corneilles, Kérity la maison des contes, Le Gruffalo, Trotro, La Sorcière dans les airs, Brendan et le secret de Kells, Ernest et Célestine, Ours Paddington,...) et des documentaires (notamment Gladiators et Imalàia de la BBC).
À ce jour[Quand ?], peu de films ont été doublés ou sous-titrés en occitan. On trouve en 2011 le doublage en plusieurs langues de France du film Au bistro du coin. Le film français sorti en 1995 Le Hussard sur le toit (Jean-Paul Rappeneau) qui se déroule en Provence a été doublé en 2015. Le film suisse d'Alain Gsponer, Heidi, sorti en 2015 est doublé en occitan.

##### Théâtre
Le théâtre occitan dispose d’un patrimoine de plus de 1 500 œuvres, et continue d’avoir une dynamique de création avec 450 productions créées depuis 1945. Il y a quelques troupes de comédiens de théâtre qui jouent régulièrement en occitan : La Carrièra, La Rampa TIO, Comèdia dell'Oc, La compagnie Gargamelle, Comédia Occitana Tolzana et de nombreux groupes amateurs. Les autorités régionales contribuent quelquefois au financement de ces groupes. 

##### Musiques
Sur le plan de la musique traditionnelle, l'occitan profite d'une assez grande visibilité grâce l'activité de nombreux chanteurs et groupes (Jan Maria Carlotti, Rosina de Peira, Claude Marti, Corou de Berra, Joan Francés Tisnèr, La Compagnie Montanaro, etc.)

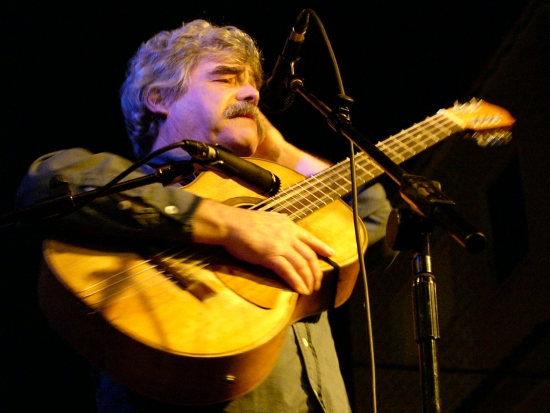
Jan Maria Carlotti.
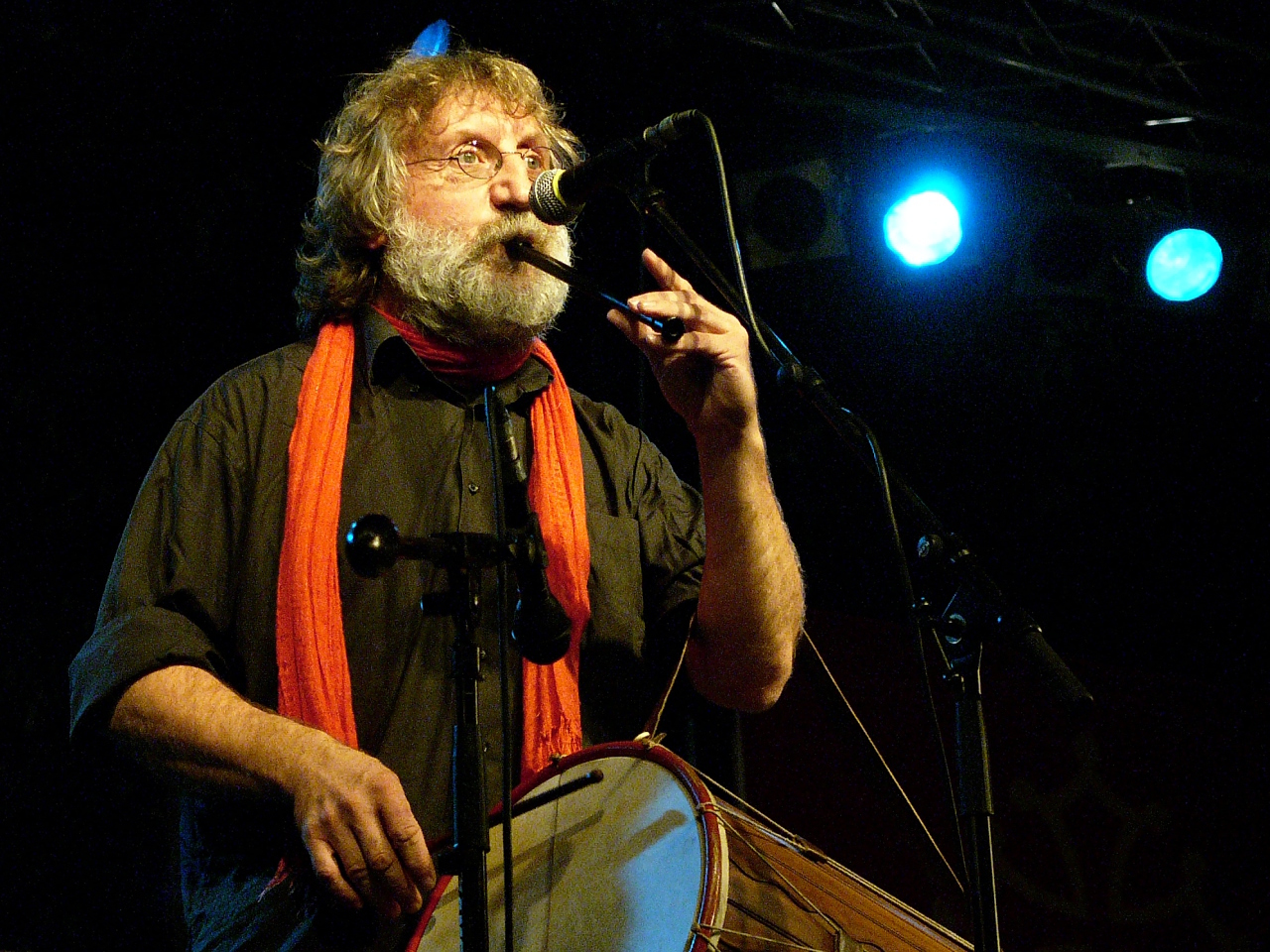
Miquèu Montanaro.
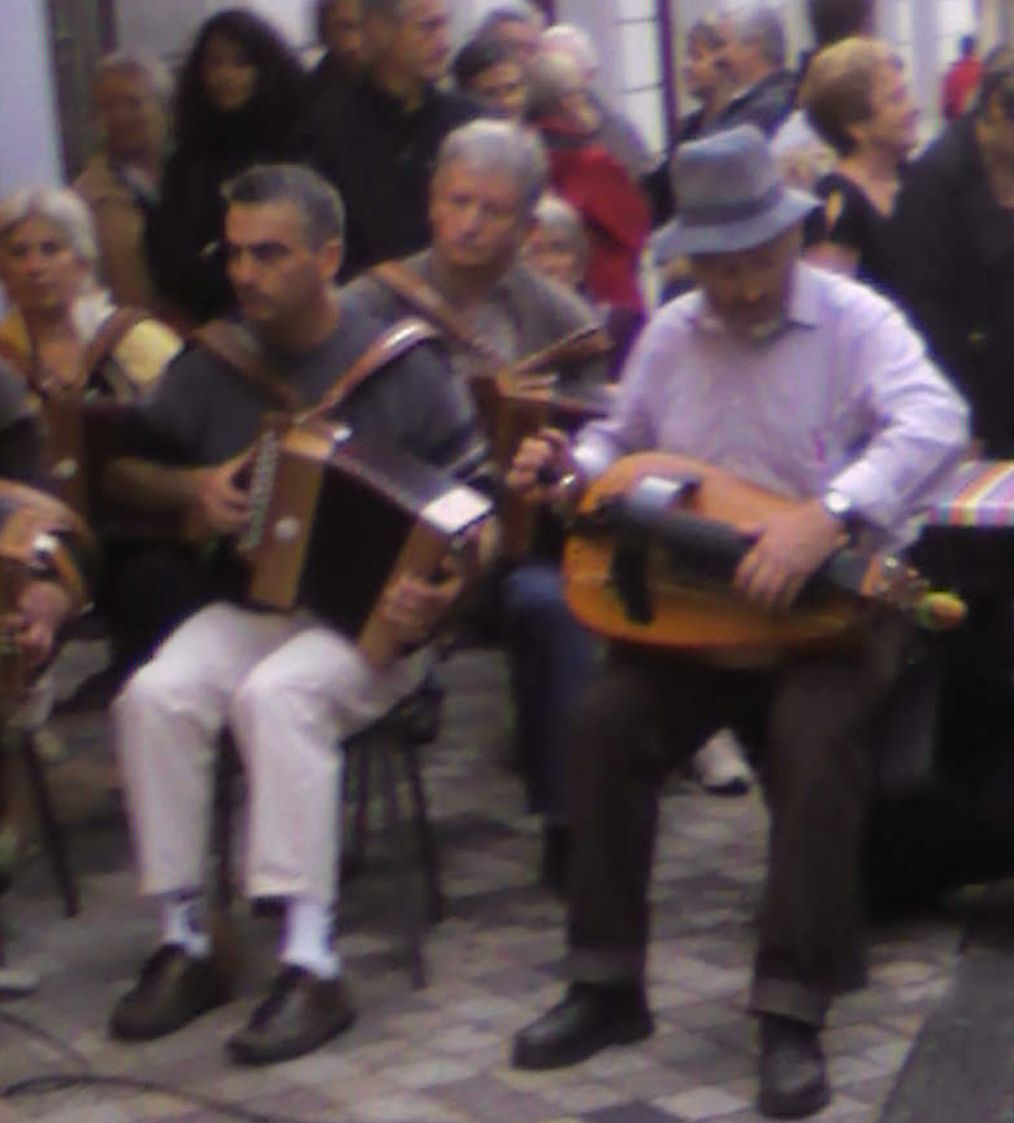
Accordéon diatonique et vièle.
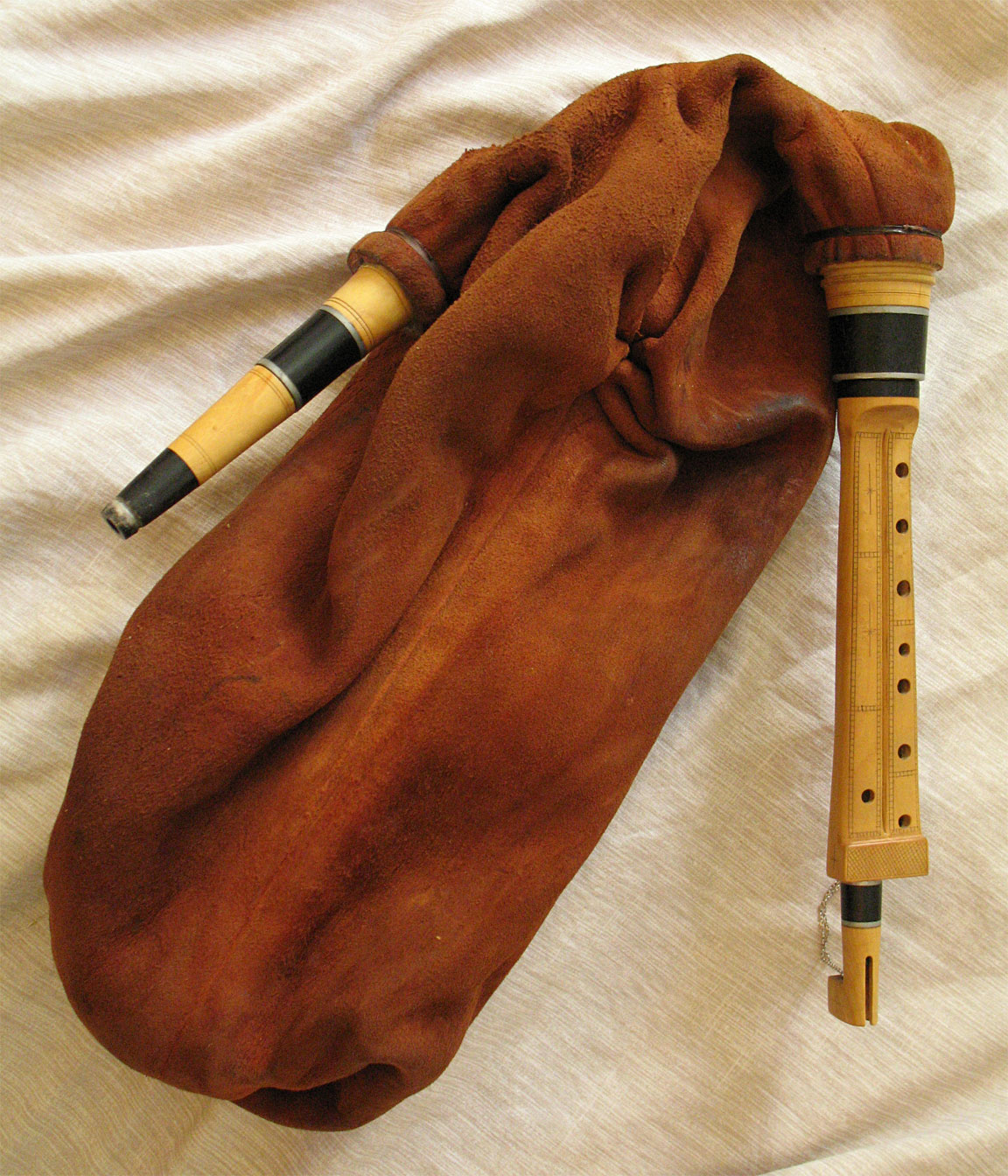
Cornemuse des landes.

Beaucoup de groupes actuels utilisent l'occitan en mélangeant des styles de musiques modernes (ska, rock, dub, electro, ragga, reggae...) avec des effets de chants ou de rythmes traditionnels (Massilia Sound System, Fabulous Trobadors, Nadau, Lou Dalfin, Peiraguda, La Talvera, Nux Vomica, Alidé Sans, Verd e Blu, Joan Francés Tisnèr etc.). Il existe aussi de nombreux artistes et groupes nouveaux de musique occitane. Leur notoriété dépasse parfois le cadre de l'Occitanie et des États nationaux.

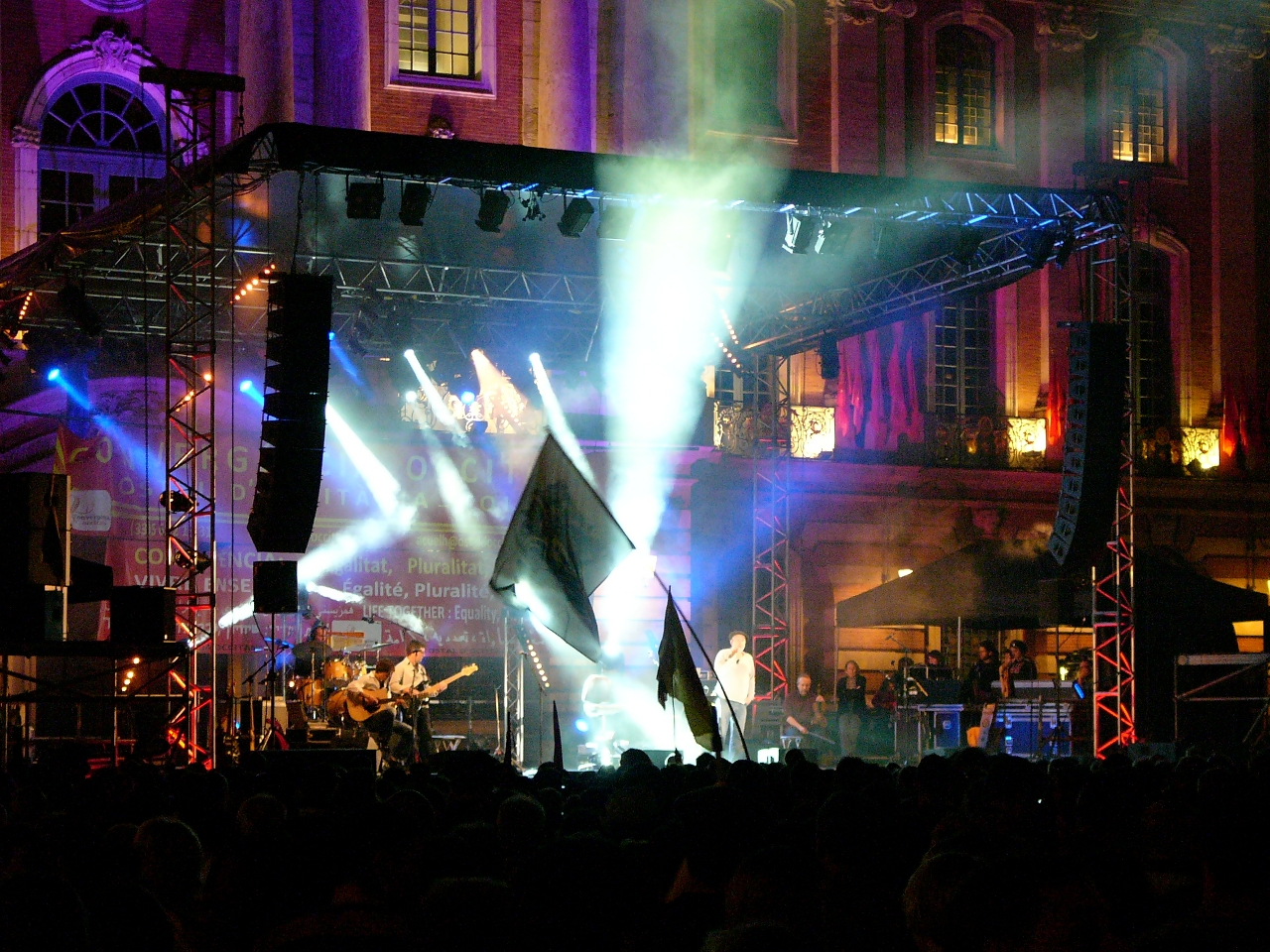
Le groupe folk-rock Nadau.
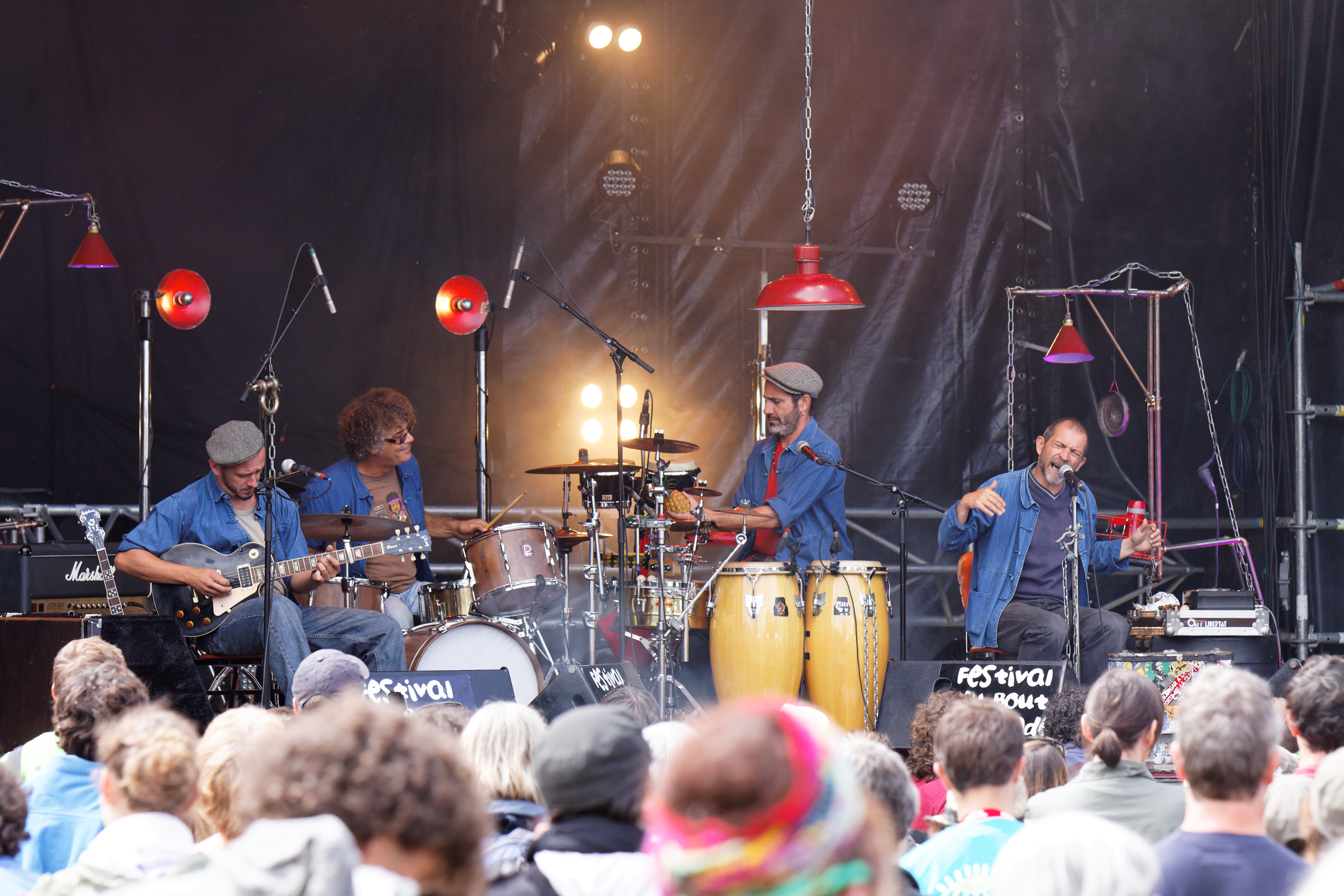
Moussu T e lei Jovents.

##### Festivals
Les festivals sont nombreux, rassemblant toutes les générations avec une forte proportion de jeunes. Ils sont aidés par les régions et d'autres collectivités locales : Total Festum en Languedoc-Roussillon, Hautes Terres dans le Cantal, Estivada de Rodez, Hestiv'Òc à Pau, les Nuits atypiques de Langon, Festival occitan des musiques du monde, Festival Occitània à Toulouse...

## L'avenir de la langue
Domergue Sumien (oc), linguiste provençal, établit deux scénarios pour un futur prévisible de l'occitan.
1. Sa dislocation dans le scénario pessimiste:
  - Il disparaît en France et à Monaco. L'occitan garde un aspect culturel marginal comme le latin. Sa standardisation devient inutile ou ultra-théorique.
  - L'occitan survit difficilement en Italie. Un standard régional, ultra-local peut émerger.
  - La langue se perpétue en Espagne. L'aranais peut devenir le seul standard fonctionnel de l'occitan mais subit une influence du catalan et du castillan.
2. Son harmonisation dans un scénario optimiste. L'accroissement des fonctions sociales de l'occitan nécessite sa standardisation.
  - L'occitan résiste à la substitution linguistique en France et à Monaco. Implémentation de la stratégie de revitalisation des langues de Fishman. Augmentation de ses fonctions (transmission familiale, voisinage occitanophone, enseignement, utilisation institutionnelle). Augmentation des besoins pour un occitan standard avec des adaptations pluricentriques modérées.
  - La langue résiste à la substitution linguistique en Italie. L'occitan cisalpin participe au standard occitan de la zone vivaro-alpine.
  - L'occitan acquiert de nouvelles fonctions en Espagne. L'aranais se connecte au standard occitan de la zone gasconne. L'occitan standard et le catalan standard se rapprochent.

Selon SIL International, l'occitan se situe au niveau 6b (langue en difficulté) : la langue est utilisée pour la communication de personne à personne au sein de toutes les générations, mais elle est en train de perdre des utilisateurs. La transmission intergénérationnelle est en train d'être rompue, cependant la génération en âge d'enfanter peut toujours utiliser la langue de sorte que des efforts de revitalisation peuvent rétablir la transmission familiale de la langue.
D'après Fabrice Bernissan, le nombre de locuteurs natifs va continuer à décliner : « il demeurera en 2020 moins de 40 000 locuteurs natifs de l’occitan. En 2030 ils seront 14 000. En 2050 il demeurera une centaine de locuteurs natifs. ». Sa définition de locuteur natif étant limitée à des « personnes ayant grandi dans un environnement linguistique immédiat (la famille) et/ou voisin (le groupe, le voisinage, la communauté), dans lequel la langue commune d’usage est transmise dès la petite enfance ». Fabrice Bernissan définit les néo-locuteurs comme étant « les personnes ayant investi ou réinvesti la langue à la suite d’une démarche d’apprentissage volontariste, personnelle ou collective ». Il estime que « les néo-locuteurs de l’occitan sont probablement aujourd’hui au nombre de 20 000. Le nombre des néo-locuteurs pourrait être stabilisé si le dispositif actuel de transmission par les ﬁlières de l’enseignement est maintenu. » mais « que le système éducatif actuellement en place ne sufﬁt pas à garantir que les jeunes scolarisés dans ces classes (bilingues dans l’Éducation nationale ou immersives dans les écoles associatives Calandreta) seront ou demeureront des néo-locuteurs. L’absence de continuité de cet enseignement dans le système scolaire, la quasi absence de la langue dans la société, la forte diglossie subie par l’occitan, et notamment, le déﬁcit d’image de la langue sont de puissants freins à l’émergence de néo-locuteurs formés par l’école. »
Paul Castéla estime que pour sauver une langue et une culture dans le monde moderne, il faut disposer de puissants moyens médiatiques (télévision, radio, presse), choses dont l'Occitanie n'a jamais profité.
Selon Katarzyna Wójtowicz « La langue se meurt. Il n’est pas possible de la sauver sans codification et normativisation. Les effets du manque de norme sont visibles au quotidien. [...]. On peut apprendre le gascon, le provençal ou l’auvergnat, mais pas l’occitan [...] En plus, l’État français est assez hostile envers les langues régionales.[...] Peut-être une norme artificielle, comme dans le cas des dialectes rhéto-romans en Suisse, serait-elle une solution. ». Elle ajoute que « [...] de nombreux linguistes voient [dans le francitan] l’avenir de l’occitan. Le francitan peut servir comme le point de départ pour la sensibilisation de la société – théoriquement, il suffit de montrer aux gens que l’occitan est toujours vivant dans leur français et que le retour vers le langage traditionnel n’est pas difficile. »
Pour l'UNESCO, le facteur primordial pour éviter la disparition d'une langue est l’attitude de la communauté de locuteurs à l’égard de sa propre langue. Celle-ci dépend du contexte social et politique par rapport au plurilinguisme et au respect des langues minoritaires. Il faut « créer des conditions favorables pour que ses locuteurs la parlent et l’enseignent à leurs enfants. Cela nécessite souvent des politiques nationales qui reconnaissent et protègent les langues minoritaires, des systèmes éducatifs qui promeuvent l’enseignement en langue maternelle, ainsi qu’une collaboration créative entre les membres de la communauté et les linguistes afin d’élaborer un système d’écriture et d’introduire un enseignement formel de la langue. »
Pour Bernard Poche, sociologue et chercheur au CNRS, le statut des langues non-étatiques est un défi pour les États modernes. Les minorités linguistiques n'ont de choix qu'entre maintenir leur non-institutionalité radicale, ce qui marginalise leur groupe au sein de l'État, ou d'accepter un statut particulier concédé par un pouvoir extérieur au groupe, actuellement[C'est-à-dire ?] les États. Cependant aucune de ces deux possibilités n'est acceptée dans les États qui se représentent comme une société (État-nation), car ils visent à l’homogénéité de la culture, des représentations et des valeurs, voire à l'unité administrative. Les langues minoritaires ne sont tolérées par les États que dans des cas précis :
1. Dans d'exceptionnels États fédéraux véritables.
2. Dans de rares cas de semi-fédéralisme : une autonomie territoriale concédée en contrepartie de la reconnaissance de la primauté de l'État central ou un faux fédéralisme où la loyauté fédérale prime sur les structures régionales.
3. En accordant des facilités linguistiques à des populations mais sans leur accorder de droits politiques ou de statut propre, personnel ou territorial.
4. En temporisant au moyen de quelques concessions sans importance, en attendant l'extinction naturelle des groupes linguistiques sans impacts forts sur le plan économique ou politique.

L'auteur précise que dans des cas comme celui de l'occitan, de groupes linguistiques numériquement importants, mais qui semblent ne pas relever des catégories précédentes pour des raisons de pratique politique étatique ou de stade d'évolution, une mobilisation adéquate des élites aurait pu permettre d'afficher l'ambition d'obtenir un statut semi-fédéral. Mais cela n'ayant pas été tenté, l'auteur juge qu'il est peut-être maintenant trop tard. En effet, si un groupe perd le droit d'afficher une identité propre à une société qui a son histoire et ses valeurs, alors la langue de ce groupe perd de son utilité. Elle est reléguée au rang de patrimoine et tend à être remplacée par des langues plus répandues.
L'enquête sur l’enseignement et l’emploi de l'occitan semble montrer une résilience de la langue occitane. « Je travaille sur un observatoire de l’enseignement et de l’emploi. Je fais des statistiques sur le nombre de personnes qui suivent des cours d’occitan (cours pour adultes, calandreta, écoles bilingues publiques, lycée ou université), et le nombre de personnes qui ont un emploi en lien avec la langue et la culture. Cette enquête a pour objectif de démontrer qu’il y a tellement de gens qui travaillent, qui apprennent la langue et la connaissent, que la relève est assurée ! ».
Le linguiste Claude Hagège, médaille d'or du CNRS et professeur au Collège de France, juge que la conscience d'identité des Occitans est un facteur de maintien de la langue occitane.
«  L'attitude actuelle d'une partie [...] des Occitans [...] peut être considérée comme une nouveauté. Alors que les facteurs essentiels de l'abandon de ces langues ont été la mise à l'écart sur les plans économique, social et politique, et la perte de prestige qui en est résultée, on note qu'une résurgence de fierté apparaît depuis peu chez les plus conscients. C'est là un facteur qui peut agir dans un sens opposé à celui des forces de dislocation. Héritiers d'une tradition d'humiliation, ils la remettent en cause, et puisent un haut sentiment d'identité dans cela même qui faisait mépriser la langue ancestrale : sa marginalité ou celle de ses locuteurs. »
— Claude Hagège (1936-aujourd'hui), Halte à la mort des langues, "La conscience d'identité" p.231
« Dans le cas occitan, une chance historique – la dernière vraisemblablement – est ainsi donnée.

Soit la « population occitane » (population vivant sur un espace historié construit de la langue et de la culture occitane) accède à un « niveau de conscience forte » de sa langue historique, de par le statut de langue normalisée politiquement (cas du petit Val d’Aran, 7 000 habitants, haute vallée de la Garonne dans les Pyrénées catalanes d’Espagne), soit ses 15 millions d’habitants sont définitivement intégrés au modèle français récusant toute autre langue interne, et ne concevant toute autre langue que comme étrangère.

Soit, enfin, un choix reste ouvert, ténu mais têtu et se construisant peu à peu depuis 60 ans : l’invention d’un modèle d’apprentissage scolaire en relation avec une respiration sociale décomplexée, mettant la didactisation [nota: approprié à l'enseignement, à la pédagogie] des langues au cœur de son système. C’est le cas avec le bilinguisme et l’intercompréhension. »
— Pierre Escudé; De l’invisibilisation et de son retroussement. Étude du cas occitan : normalité de la disparition, ou normalisation du bi/plurilinguisme ?, Laboratoire Cultures – Éducation – Sociétés, 2015

### La revitalisation linguistique de l'occitan
Le schéma régional de développement de l'occitan de la région Midi-Pyrénées a pour objectif de remédier à certains problèmes de pérennité de la langue soulignés ci-dessus :
- Renforcer la transmission de la langue occitane
  1. Signature d'un convention cadre avec le Rectorat de l'académie de Toulouse.
  2. Développement des filières bilingues occitan-français dans les écoles et au collège.
  3. Sensibilisation dans toutes les écoles de la région
  4. Développement des cours de/et en occitan au collège et au lycée
  5. Mise en place de formations pour adultes
- Favoriser la socialisation de la langue occitane
  - Mise en place d'actions sur la transmission de l'occitan au sein de la famille et de la société
    1. Label pour les entreprises valorisant l'occitan
    2. Création de nouveaux services consacrés a l'occitan (emploi, formation, soutien a l'affichage bilingue)
- Soutenir et renforcer la culture occitane
  1. La région soutient de nombreux événements en faveur de la culture occitane et encourage la création et la diffusion artistiques occitanes (festivals, dictées occitanes, colloques)
- Structurer la recherche linguistique
  - La région finance divers projets visant à structurer et à renforcer la recherche sur la langue et la culture occitanes

  1. Création d'une académie de la langue occitane
  2. Élaboration de traducteurs automatiques
  3. Enquête sociolinguistique sur les usages
  4. Compétences et représentations de l'occitan en Midi- Pyrénées
- Développer la politique médiatique autour de la langue occitane
  1. Structuration d'un réseau Interrégional des radios et médias d'expression occitane
  2. Accompagnement des productions audiovisuelles en occitan

La région Occitanie finance les écoles « calandreta », dont l’objectif est de promouvoir la culture occitane. Ainsi, il existe une soixantaine d’écoles, de la maternelle au lycée, où les élèves sont en immersion complète dans la langue.[réf. nécessaire]